# Triennat libéral

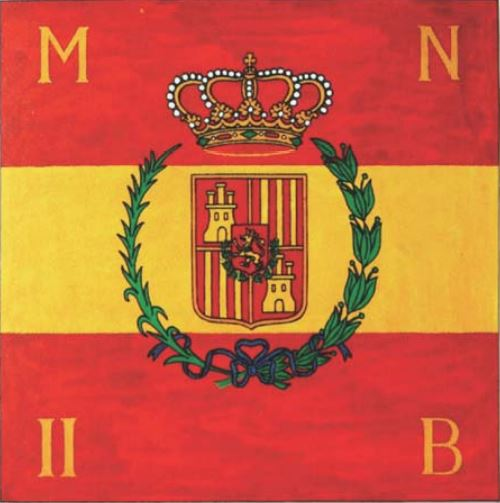
Drapeau de la Milice nationale de Saragosse (1820-1843).

Le Triennat libéral (en espagnol : Trienio liberal) ou Triennat constitutionnel (Trienio Constitucional) est la période de l’histoire contemporaine de l'Espagne qui s’étend entre 1820 et 1823 et constitue la phase intermédiaire des trois étapes dans laquelle l’historiographie divise traditionnellement le règne de Ferdinand VII, suivant le Sexenio Absolutista (« les six ans absolutistes », 1814-1819) et précédant la Décennie abominable (Década Ominosa, 1823-1833). Le Triennat commence le 1er janvier 1820 avec le pronunciamiento de Riego, qui contraint le roi Ferdinand VII, qui exerce un pouvoir absolu depuis 1814, à rétablir le 9 mars la Constitution espagnole de 1812 — dite « Constitution de Cadix » —. Cette période révolutionnaire finit par déboucher sur une réaction royaliste — la Guerre royaliste — et l'occupation de l'Espagne par l'armée française dans le cadre de l'expédition d'Espagne, qui commence le 7 avril 1823 depuis les Pyrénées. Le Triennat prend fin le 1er octobre 1823, où le monarque espagnol dissout les Cortès, abolit la Constitution et rétablit la monarchie absolue.
Le Triennat s’inscrit dans le cadre plus général des mouvements insurrectionnels de 1820-1821 en Europe, dont le pronunciamiento de Riego constitue le déclencheur. La Constitution de Cadix sera adoptée par les révolutionnaires napolitains et piémontais, et sera prise comme modèle par le royaume du Portugal. Le Triennat constitue un évènement de premier ordre dans l'histoire de l'Europe qui, cinq ans auparavant sortait tout juste de près de vingt ans de guerres de la Révolution française, à travers lesquelles la France avait tenté d’imposer son hégémonie au continent. « Au cours de ces années, le monde hispanique se situe au centre de l'attention internationale qui le regarde en même temps avec espoir et crainte, comme un mythe pour les peuples et comme un stigmate pour les monarchies absolues, avec l'espoir d’une première vague de liberté capable de briser les frontières et avec l'impatience » de ceux désireux « de mettre fin à une expérience extrêmement déstabilisatrice ». C'est également au cours du Triennat que se produisirent les indépendances de la quasi-totalité des colonies espagnoles d’Amérique.
Dans l’histoire contemporaine de l’Espagne, le Triennat libéral est une étape historique d’une grande importance car c'est seulement alors que furent mises en pratiques les réformes prévues par les Cortès de Cadix entre 1810 et 1814, dont les dirigeants purent appréhender la portée comme instrument pour construire un nouvel État libéral, ce qui fut possible grâce à la normalité institutionnelle caractéristique du Triennat, combinant une période de paix et la présence du roi à la tête de la monarchie. En dépit des difficultés auxquelles il dut faire face, « le Triennat libéral supposa une ouverture de la vie politique comme il ne s’en était jamais produite en Espagne. […] Le cadre constitutionnel établi par la révolution de 1820 permit l'apparition d'une sphère publique où les citoyens commencèrent à participer selon leurs possibilités et leurs intérêts ».
L’historien Alberto Gil Novales souligne la « position centrale » qu’occupe le Triennat dans la « révolution bourgeoise espagnole » qui culmine en 1834-1837, « quand on peut dès lors dire que l'Espagne est gouvernée par un régime bourgeois ». « Le Triennat libéral crée la législation basique, diffuse les idées et affine les instruments politiques à travers lesquels la bourgeoisie recueillera le pouvoir ».
Pour sa part, Pedro Rújula remarque le rôle décisif joué par le roi Ferdinand VII lui-même dans la chute du régime constitutionnel, « Mais pas seulement par sa capacité à bloquer depuis l'exécutif le fonctionnement du système, ou par son faible attachement à la liberté, mais également car il a été capable de construire un récit convainquant de ce qui s’était passé en Espagne et parvint à le faire accepter par les puissances étrangères ». « Finalement l'argument du monarque captif triompha au Congrès de Vérone, et constitua un élément central dans le prétexte donné par Louis XVIII au Parlement français pour justifier l’invasion ».
Josep Fontana qualifie le Triennat de « révolution frustrée », mais, selon lui, « il ne serait pas licite de dire qu’il échoua. Il s’effondra à cause de l'interférence de la politique extérieure européenne dans la politique espagnole » ; « La révolution espagnole chuta face à la coalition de ses ennemis intérieurs et extérieurs et face à la division de ses propres partisans ».
Plus de cent soulèvements militaires — de diverses obédience — ont lieu au cours du Trienio.

## Contexte

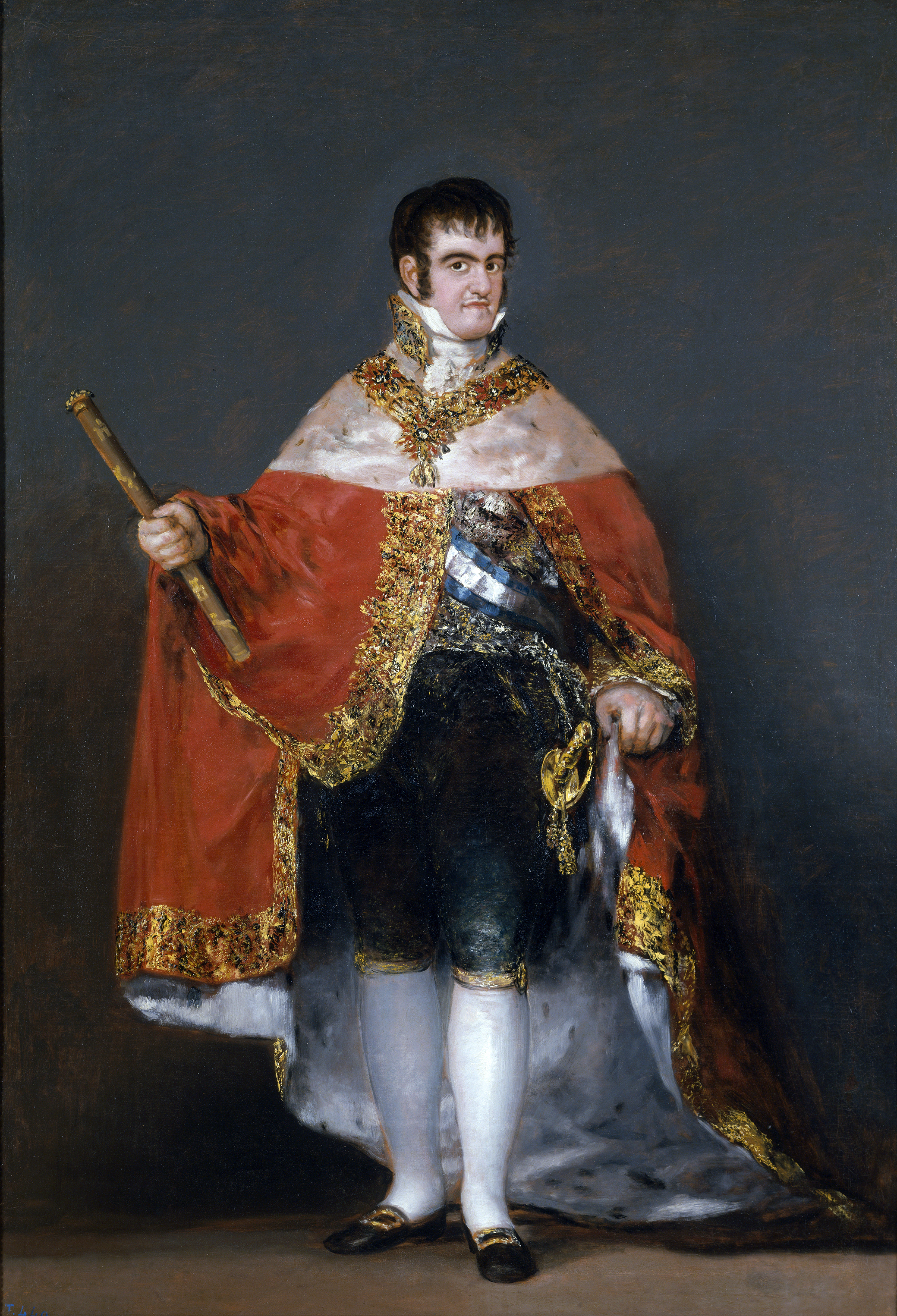
Portrait de Ferdinand VII par Francisco de Goya (1815).

Après le retour de sa captivité en France, en mai 1814 le roi Ferdinand VII abolit en mai 1814 la Constitution de 1812 approuvée par les Cortès de Cadix par un coup d’État, qui restaura la monarchie absolue. Les libéraux, défenseurs de la monarchie constitutionnelle, furent emprisonnés, bannis ou s'exilèrent. Au cours des six ans suivants — le Sexenio Absolutista —, le roi et ses ministres ne réussirent pas à résoudre la crise de l'Ancien Régime (es) commencée en 1808 et que la guerre d'indépendance espagnole (1808-1814) aggrava considérablement. Le conflit avait détruit les principaux ressorts de l’économie et le commerce avec l'Amérique avait chuté en conséquence des processus indépendantistes dans les colonies commencés en 1810. Tout ceci provoqua une sévère crise économique qui se traduisit notamment dans une déflation. Le Trésor de la Monarchie tomba en faillite : les capitaux d’Amérique n’arrivaient plus dans les quantités comparables à avant 1808 — entraînant de surcroît une baisse des revenus douaniers — et il ne fut plus possible d’avoir recours au titres de dette de la monarchie dont la valeur avait radicalement baissé à la suite de nombreuses accumulations dans les paiements des intérêts annuels,. Une tentative de réforme du budget fut menée par Martín de Garay mais échoua face à l’opposition des classes privilégiées — noblesse et clergé — mais aussi des paysans — qui rejeta l’impôt car il supposait une augmentation des charges qu’ils devaient déjà supporter, à un moment où le prix des denrées agricoles commençaient à s’effondrer —,.
Face à l'incapacité à résoudre la crise de la part des ministres de Ferdinand VII, les libéraux — dont un grand nombre étaient membres de la franc-maçonnerie pour agir dans la clandestinité —, tentèrent de rétablir la monarchie constitutionnelle en recourant à des pronunciamientos. Il s’agissait de trouver des alliés parmi les militaires « constitutionnalistes » (ou simplement mécontents de la situation) pour qu’ils se lèvent en armes contre le gouvernement et provoquent une réaction en chaîne de soulèvement d’autres unités militaires, afin d’obliger ainsi le roi à reconnaître la Constitution de 1812.
Au cours du Sexenio Absolutista (1814-1820), on avait tenté de revenir à une armée fondée sur les divisions en ordres de la société d'Ancien Régime, « où les emplois supérieurs étaient occupés par les membres de la noblesse, tandis que la troupe provenait du recrutement forcé, des volontaires et des condamnés par les tribunaux au service militaire ». Les réformes introduites par les Cortès de Cadix, débouchant sur la formation d’une armée citoyenne « basée sur le citoyen comme soldat de la nation, […] dans l'armée permanente comme dans la Milice nationale », avaient été annulées, ce qui en pratique se traduisit par l'abolition du décret du 8 août 1811, qui avait permis le libre accès de tout citoyen aux collèges et académies militaires et aux postes de cadets — qui cessait de fait d'être un privilège de la noblesse —. D’autre part, la dynamique de la guerre d'indépendance espagnole elle-même avait contribué à la rupture des structures de l’armée d’Ancien Régime existante en 1808 étant donné que dans la guérilla la majorité des chefs provenaient du petit peuple, comme Espoz y Mina, Porlier ou Martín Díez.

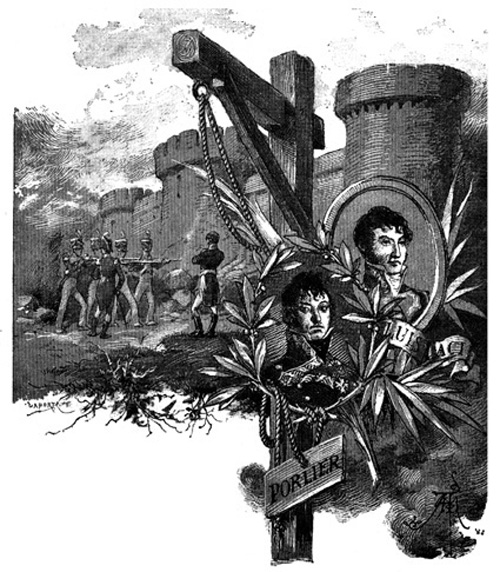
Illustration de La segunda casaca de Benito Pérez Galdós (1884), dans laquelle apparaît au fond le château de Bellver du général Luis Lacy. Au premier plan on voit les médailles commémoratives de Lacy et du général Juan Díaz Porlier, également jugé (pendu, dans ce dernier cas) pour s’être prononcé contre l’absolutisme de Ferdinand VII.

L’annulation des réformes introduites par les Cortès de Cadix provoqua le mécontentement de nombreux officiers, encore exacerbé par le retard dans le versement des salaires — ils furent parfois contraints d’accepter des baisses de salaire pour obtenir un paiement régulier — et les inexistantes perspectives de promotion en raison du nombre abondant d’officiers apparus en conséquence de la guerre d’indépendance. De plus, les milliers d’officiers sans emploi considéraient que la politique du gouvernement était responsable de leur mauvaise situation, car elle déconsidérait ceux qui venaient de la guérilla, qui avaient été promus depuis des grades inférieurs ou étaient tenus pour libéraux. Par suite, « de nombreux officiers devinrent réceptifs aux idées libérales comme conséquence de la politique absolutiste qui aliéna une grande part de ses appuis. Les difficultés économiques et de promotion firent le reste ». La faillite du Trésor obligea à plusieurs réductions successives des effectifs militaires. La dernière eut lieu en juin 1818, les autorités absolutistes s’arrangeant de nouveau pour que les officiers restés sans emploi soient en majorité ceux de la guerre d'indépendance.
Entre 1814 et 1820 eurent lieu six tentatives de renversement du gouvernement, la plupart à travers des pronunciamientos, dont les cinq premiers échouèrent, jusqu’au succès de celui de Riego. Le premier se produisit en Navarre en septembre 1814 et fut mené par le héros de la guérilla Francisco Espoz y Mina, qui après avoir échoué à prendre Pampelune s’exila en France. Le second eut lieu à La Corogne en septembre 1815 et fut mené par un autre héros de la guerre, le général Juan Díaz Porlier, qui fut condamné à mort et pendu. En février 1816 fut découvert un complot dit « conspiration du Triangle », mené par un ancien militaire de la guérilla, Vicente Richart, qui fut condamné à mort et pendu avec un autre conspirateur, Baltasar Gutiérrez. En avril 1817 avait lieu à Barcelone la quatrième tentative, le pronunciamiento de Caldetas, cette fois avec une large participation de la bourgeoisie et des classes populaires, mené par le prestigieux général Luis Lacy, qui fut lui aussi jugé et exécuté. Le 1er janvier 1819 eut lieu la cinquième tentative, cette fois à Valence, menée par le colonel Joaquín Vidal, qui donna lieu à l’exécution de ce dernier par pendaison, ainsi que celle de douze autres participants non militaires, parmi lesquels se trouvaient des célèbres bourgeois de la ville, Félix Bertrán de Lis et Diego María Calatrava,. Si l’objectif de toutes ces tentatives étaient de mettre fin à l’absolutime, tous ne se proposaient pas de rétablir la Constitution de 1812. Par exemple celui de Vidal défendait un régime différent, avec le retour de Charles IV — dont il ignorait la mort récente à Naples — sur le trône.

## La Revolution libérale de 1820

### Le pronunciamiento de Riego

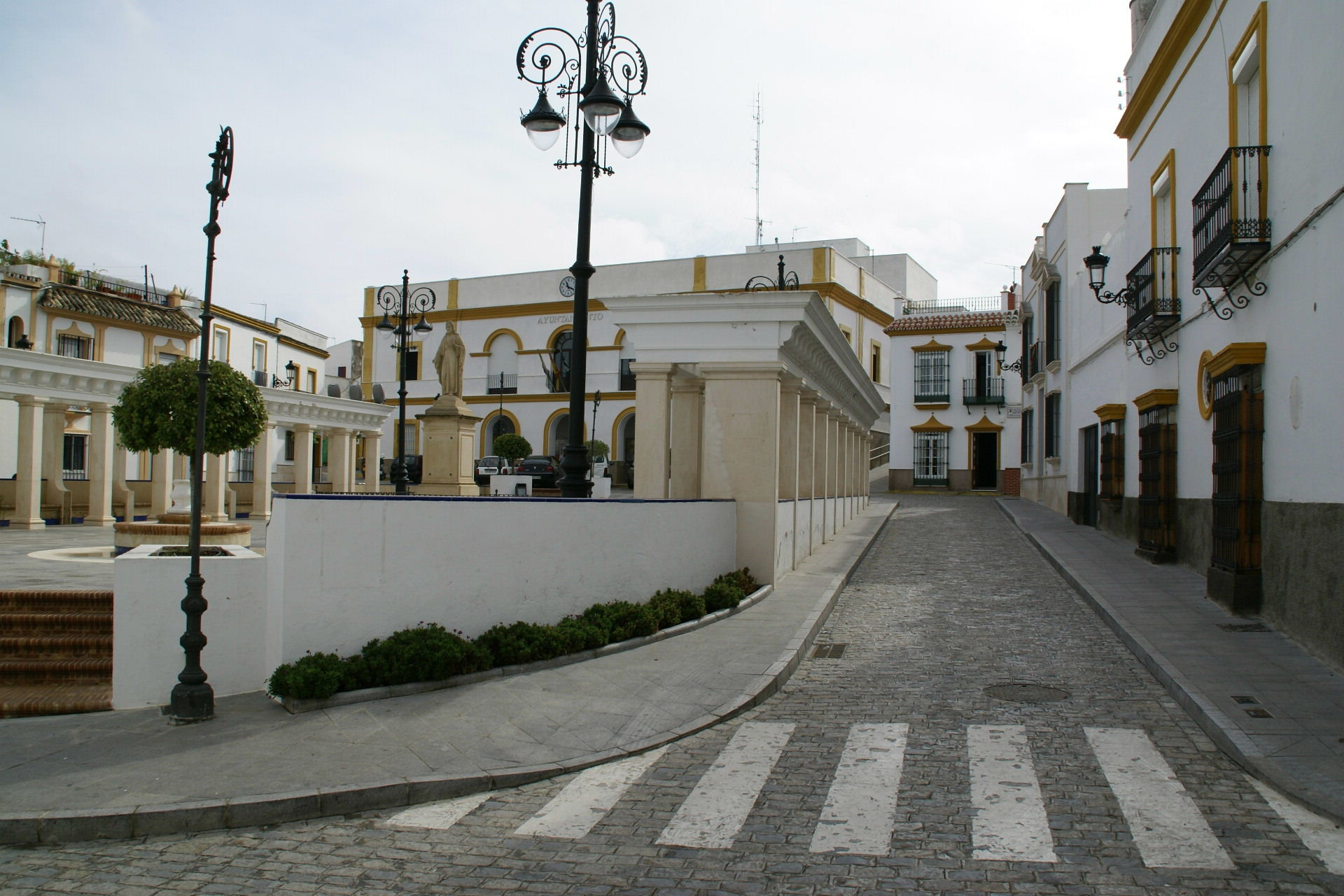
Place de la Constitution de Las Cabezas de San Juan, au fond de laquelle on voit la mairie, où le lieutenant-colonel Rafael del Riego lança son pronunciamiento.

Le 1er janvier 1820, le lieutenant-colonel Rafael del Riego souleva le 2e bataillon du régiment des Asturies qui se trouvait cantonné à Las Cabezas de San Juan (province de Séville) dans l’attente de son embarquement pour les Amériques en tant que partie de l’armée expéditionnaire chargé d’étouffer les insurrections séparatistes dans les colonies. Le discours que Riego tint à cette occasion, dans la harangue qu’il tint à ses troupes, établit le terme de « pronunciamiento » : le militaire se prononça contre le gouvernement, et son action servit de modèle à une multitude d’insurrections qui eurent lieu par la suite en Espagne au XIXe siècle,.

Carte du pronunciamiento de Riego. La ligne noire montre le parcours que firent les troupes soulevées depuis Las Cabezas de San Juan, les points marqués par des flammes figurant les villes dont les garnisons se joignirent au pronunciamiento.

Après avoir échoué à prendre Cadix, les troupes soulevées par Riego entamèrent le 27 janvier un long et difficile parcours en Andalousie, proclamant la Constitution de 1812 et destituant les autorités absolutistes des localités qu’elles traversaient. Elles ne rencontrèrent pas grande résistance, mais ne reçurent pas de nouvelles d’autres garnisons qui les auraient rejointes. Pour maintenir le moral des troupes, l’un des officiers, le futur général Evaristo Fernández de San Miguel, composa un hymne patriotique qui serait rapidement connu comme l'« Hymne de Riego » (et deviendrait 111 ans plus tard l’hymbe officiel de la Seconde République espagnole). Son refrain disait : 

« Soldats, la patrie
nous appelle au combat,
jurons de vaincre ou de mourir pour elle. »

Ils circulèrent en Andalousie durant quasiment deux mois lorsque le 11 mars, alors qu'ils se dirigeaient vers le Portugal car ils donnaient leur cause pour perdue — la colonne de Riego se trouvait réduite à une cinquantaine d'hommes —, ils reçurent la nouvelle que le roi avait accepté deux jours avant de rétablir la Constitution après que le gouvernement absolutiste s’était montré incapable d’étouffer les soulèvements de plusieurs garnisons de la périphérie qui avaient suivi l'exemple de Riego.

### Rétablissement de la Constitution de Cadix
Ferdinand VII promulgua le 7 mars un décret royal affirmant : « [ceci] étant la volonté du peuple, je me suis décidé à jurer la Constitution promulguée par les Cortes générales et extraordinaires en l'an 1812 »,. Le rétablissement de la Constitution et des Cortès dont le roi avait ordonné l’annulation le 4 mai 1814 fut accompagnée du retour du « langage de la révolution » et l’appel à la légitimité de la volonté populaire, et marqua le début de la deuxième expérience libérale en Espagne. Une des raisons qui avait finalement fait pencher le roi vers cette solution avait été la nouvelle — rapportée par le général Ballesteros, récemment nommé chef de l'Armée du Centre — selon laquelle les troupes de Madrid et même la Garde royale étaient favorables à la Constitution. Cet épisode fit de Ferdinand VII le second roi européen à prêter serment devant une Constitution — le premier ayant été le roi de France Louis XVI au cours de la Révolution —.

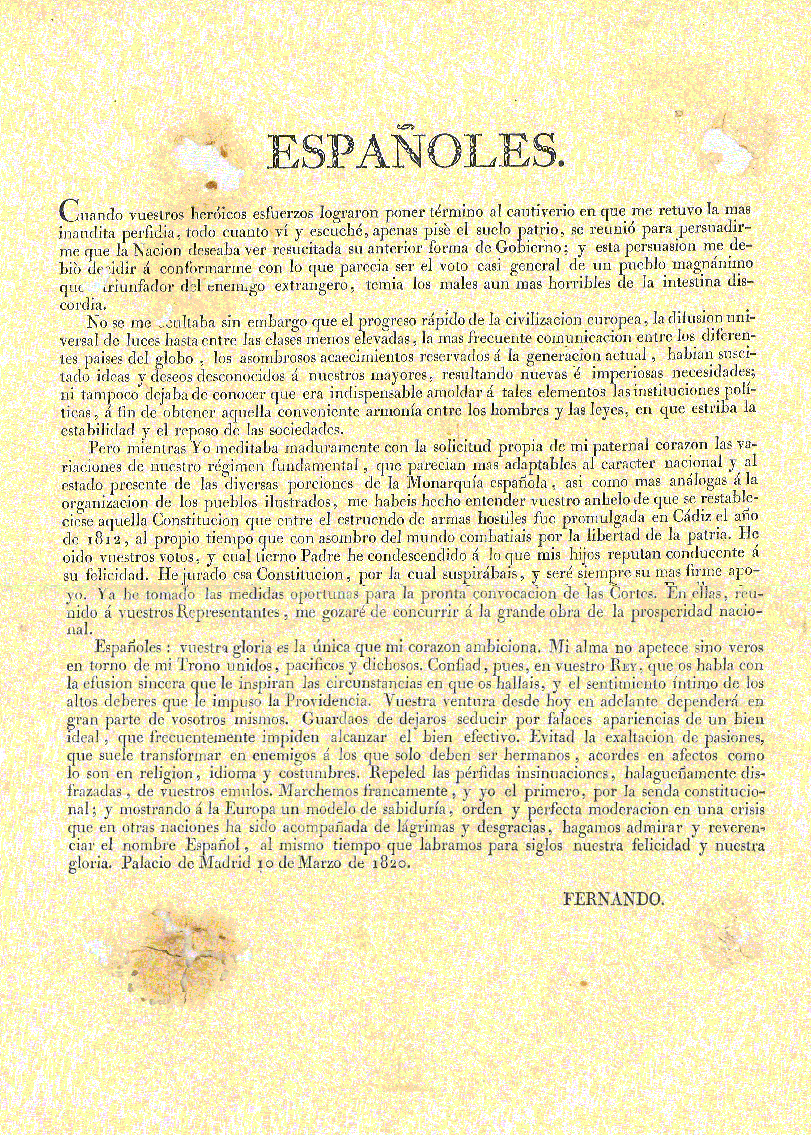
Manifeste du roi Ferdinand VII rendu public le 10 mars 1820 dans lequel il communique aux Espagnols avoir prêté serment sur la Constitution de Cadix le jour antérieur.

Le 8 mars, tous les prisonniers pour opinions politiques furent remis en liberté et on permit le retour de tous les exilés pour les mêmes motifs. Le lendemain, le roi ordonnait le rétablissement de la Municipalité constitutionnelle destituée en 1814 et ses membres, accompagnés de six mandataires nommés par les citoyens madrilènes, se présentaient au palais royal. C’est là que Ferdinand VII prêta serment pour la première fois sur la Constitution (le serment formel eut lieu en juillet devant les Cortès récemment élues, selon la formule établie par celle-ci), abolissait (es) l’Inquisition et nommait une Junte provisoire présidée par le cardinal Bourbon, archevêque de Tolède et cousin du roi, qui avait déjà dirigé la régence constitutionnelle en 1814,. « Finalement, le roi dut se passer de certains de ses hommes de confiance liés de près à la camarilla, une mesure qui visait à sauver le roi après la révolution et à construire l’explication officielle de ce qui s’était passé : ce n’était pas le roi mais ses mauvais conseillers qui avaient conduit le pays jusqu’à cette situation, ce qui rendait possible que, après la révolution, le monarque continue d’occuper le trône sans avoir à assumer de responsabilités pour le passé ». La thèse, soutenue par les libéraux, du roi trompé par ses conseillers et ministres, apparut dans des œuvres de théâtre, dans des discours prononcés dans les sociétés patriotiques (es) — dans un de ceux-ci on parla de « notre involontaire despote » trompé par son entourage — ou dans des chansons. Ce furent surtout les libéraux exaltados qui soutinrent ce discours fictif du roi dupé par ses conseillers, et leur volonté tenace de restaurer la Constitution de 1812, qui considérait Ferdinand VII comme le roi légitime, mais prisonnier de Napoléon, favorisa le monarque en définitive.

Le 10 mars, le roi rendait public un manifeste dans lequel il annonçait qu’il avait juré sur la Constitution, dont il serait « toujours le soutien le plus ferme ». Le paragraphe final du manifeste devint plus tard célèbre — car Ferdinand VII ne respecta pas la promesse qui y apparaissait ; de fait, « presque dès le jour après avoir juré sur la Constitution il commença à agir pour la renverser » —, : 

« Vous m’avez fait comprendre votre souhait que soit rétablie cette Constitution qui dans le fracas des armes hostiles fut promulguée à Cadix l’année 1812, au même moment où à l’étonnement du monde combattiez pour la liberté de la patrie. J’ai entendu vos vœux, et tel un tendre Père j’ai consenti à ce que mes enfants considèrent comme le chemin pour leur bonheur. J’ai prêté serment sur la Constitution après laquelle vous soupiriez, et je serai toujours son plus faible soutien. […] Marchons franchement, et moi le premier, sur le chemin constitutionnel ; et en montrant à l'Europe un modèle de sagesse, d’ordre et de parfaite modération dans une crise qui dans d’autres Nations a été accompagnée de larmes et de malheurs, faisons admirer et révérer le nom Espagnol, en même temps que nous cultivons pour des siècles notre bonheur et notre gloire. »

### Le « gouvernement des prisonniers »

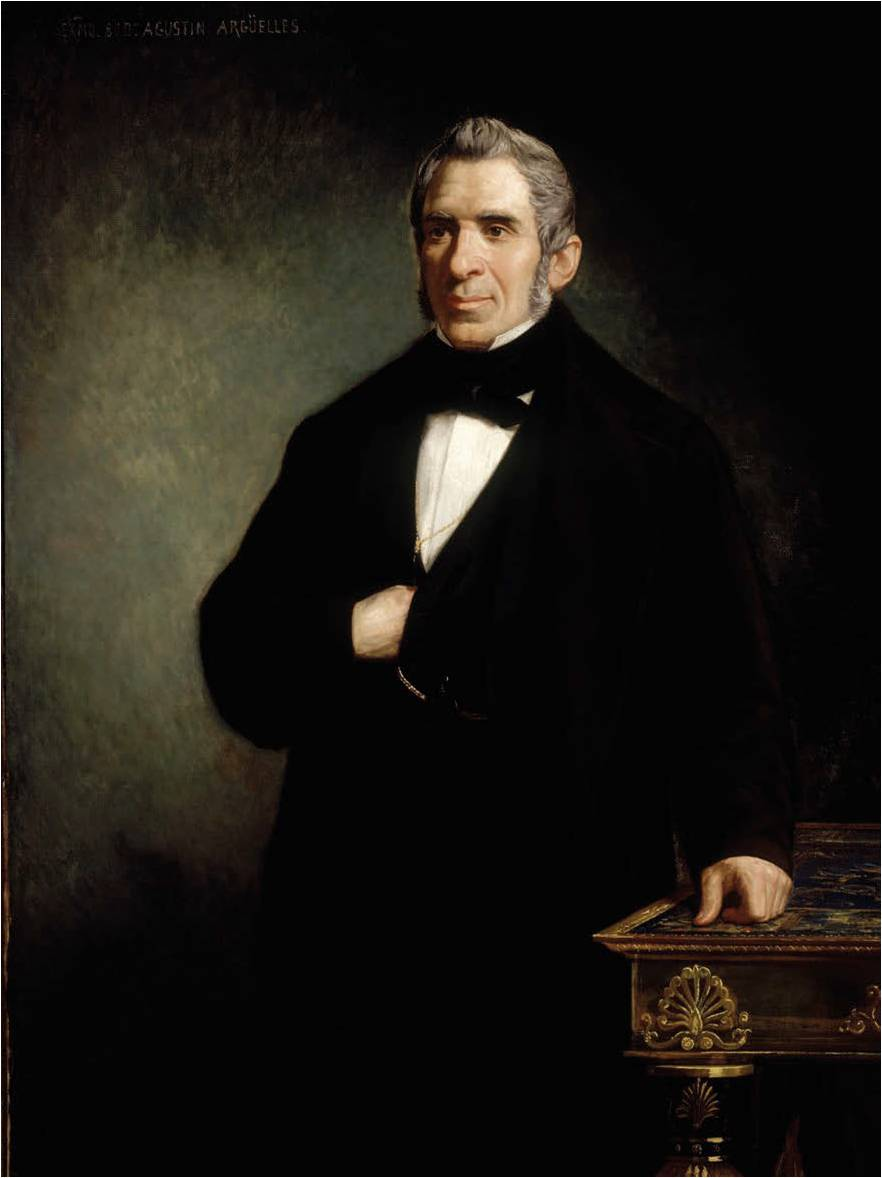
Agustín Argüelles, l’un des leaders des libéraux moderados, fut secrétaire d’État du Gouvernement de la Péninsule et des îles adjacentes, et leader de facto du premier gouvernement du Triennat.

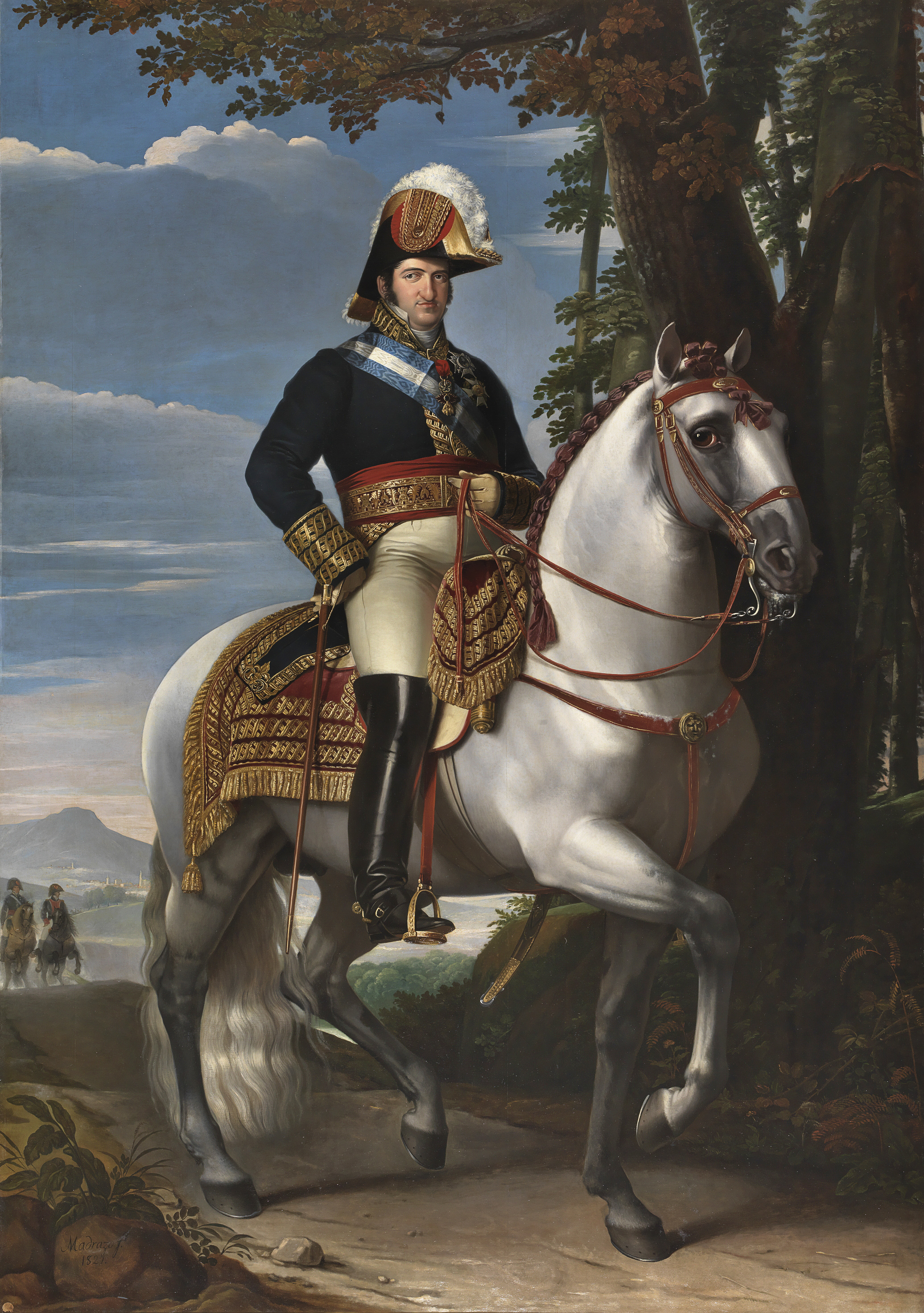
Portrait équestre de Ferdinand VII par José de Madrazo (1821), musée du Prado.

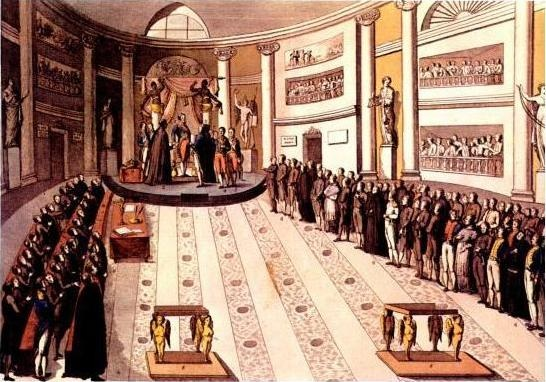
Tableau représentant le roi Ferdinand VII prêtant serment sur la Constitution de 1812 le 9 juillet 1820.

### La division des libéraux : « modérés » contre « exaltés »

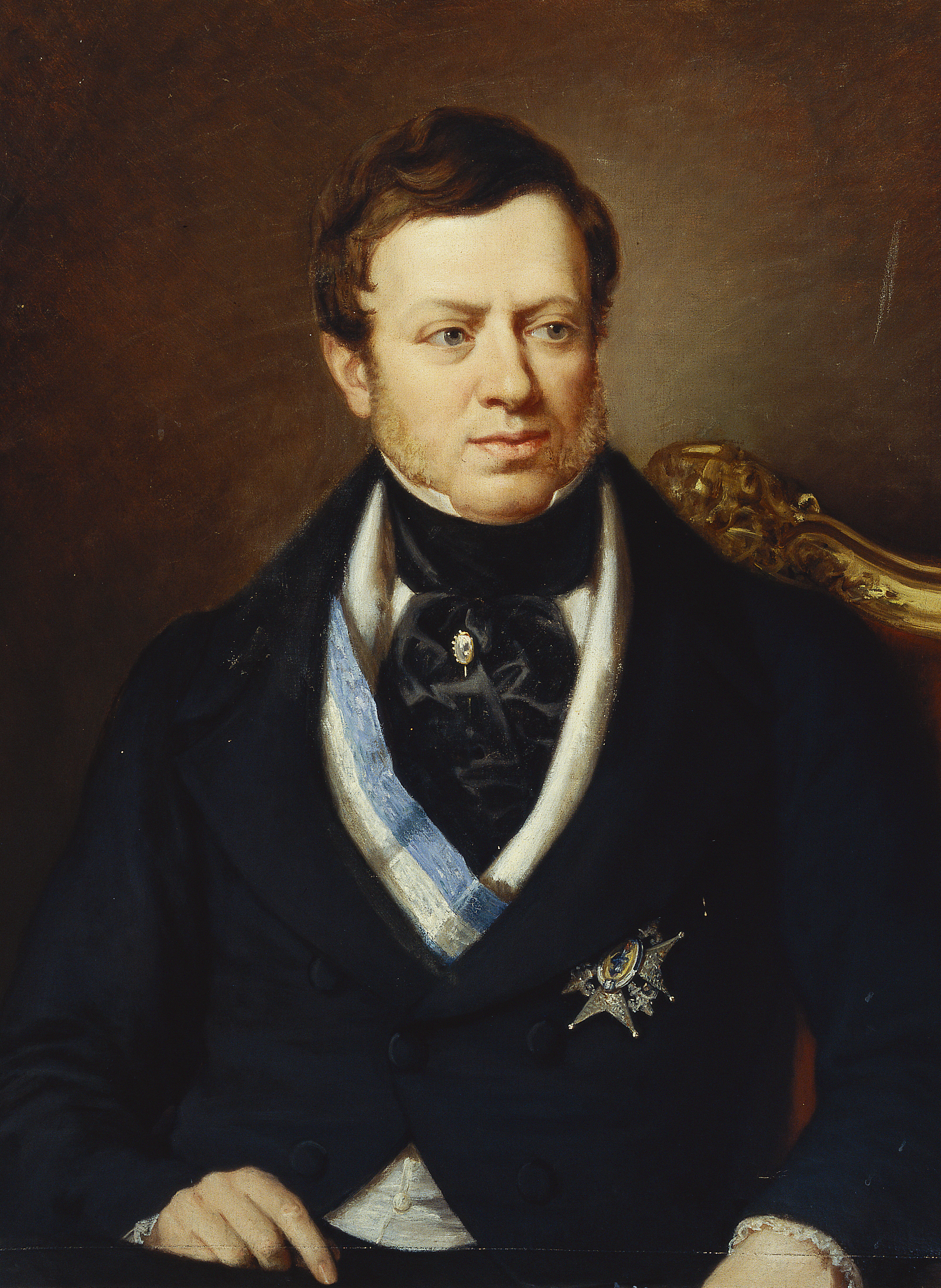
José María Queipo de Llano, comte de Toreno, fut un doceañista et l’un des libéraux modérés les plus notables.

## Second et troisième gouvernements libéraux (mars 1821-juillet 1822)
Le second gouvernement libéral, dont le secrétariat du département d'État était occupé par Eusebio Bardají Azara, mais dont l’homme fort était Ramón Olaguer Feliú à la tête du portefeuille de l'Outre-mer, fut formé en mars 1821 et resta au pouvoir un an. En mars 1822, le troisième gouvernement libéral (es), dirigé par Francisco Martínez de la Rosa,. qui ne dura que quatre mois, jusqu’à la tentative de coup d'État absolutiste par la garde royale, qui fut neutralisée par la Milice nationale et des civils armés. Selon Josep Fontana, la période comprise entre mars 1821 et juillet 1822 « est l'étape au cours de laquelle le régime s’affaiblit fondamentalement, qui freine constamment les exaltés » en même temps que « les forces de la contre-révolution agissent dans une escalade progressive ». La dynamique politique de cette période centrale du Triennat vit l’augmentation constante des divergences entre modérés et exaltés, au niveau de secteurs sociaux chez lesquels chercher du soutien (élites de l'Ancien Régime pour les premiers, classes laborieuses pour les seconds) ou des valeurs et attentes (crainte du désordre et de la révolution spontanée pour les premiers, opposition à la contre-révolution pour les seconds).

### Le second gouvernement libéral
En plus de Bardají, les membres du second gouvernement libéral étaient : Mateo Valdemoros, plus tard remplacé par Ramón Olaguer Feliú au Gouvernement de la Péninsule et des îles adjacentes, Tomás Moreno Daoíz au portefeuille de la Guerre, Antonio Barata Barata, remplacé par Ángel Vallejo en octobre au Budget, Vicente Cano Manuel Ramírez de Arellano à la Grâce et Justice, Francisco Escudero à la Marine et Ramón Olaguer Feliú au Gouvernement de l’Outre-mer — remplacé par Ramón López Pelegrín lorsqu’il changea de portefeuille —,,. L’homme fort du gouvernement Feliú provenait de la réactionnaire Junte provisoire d’Aragon et López Pelegrín fut le ministre de confiance du roi. Le nouveau gouvernement était formé par des hommes n’ayant pas subi la persécutation de 1814, ce qui pouvait faciliter leur relation avec le roi. Toutefois la situation de s’améliora pas, le roi ne changeant pas d’attitude et les Cortès étant réticente à travailler avec un exécutif dans lequel elles n’avaient pas confiance. Peu après la formation du nouveau gouvernement arrivait la nouvelle que les troupes autrichiennes avaient mis un terme à la révolution à Naples, ce qui encouragea les partidas realistas à intensifier leurs actions, ce qu’elles firent à partir du printemps 1821. C’est dans ce contexte que le curé Matías Vinuesa fut assassiné en prison.
Durant la seconde période de sessions commencée le 1er mars 1820 — le jour suivant eurent lieu les évènements d’Alcoy (es), le premier acte luddite de l’histoire de l’Espagne — et qui se conclut le 30 juin (comme l’établissait la Constitution), les Cortès légiférèrent sur différentes questions : monétaire, en unifiant la monnaie circulant en Espagne et en outre-mer et en interdisant enfin les transactions avec de l’argent français, comme cela se passait depuis la guerre d’indépendance ; religieuse, en n’autorisant plus l’envoi d’argent à Rome contre des bulles ou dispenses matrimoniales, bien que l’on autorisât pour l’instant une donation volontaire de neuf mille duros annuelle — ce qui limite considérablement la portée de la mesure — ; militaire, avec l’approbation de la loi constitutive de l’Armée du 9 juin, qui met celle-ci au service de la nation et abolit son organisation par ordres de l’Ancien Régime (« la nation en armes ») ; éducatif, avec l’approbation du règlement général d’instruction publique (qui divise l’enseignement en trois degrés, le premier étant gratuit et universel). La prédominance des modérés aux Cortès fut particulièrement évident lors de l’approbation par celles-ci le 14 avril 1821 d’un décret qui recommandait au gouvernement la confection d’une liste de livres « qui ne doivent pas courir [circuler] », une sorte d’Index de libres interdits laïque. Trois jours après elles approuvaient un décret qui établissait de très sévères peines pour ceux qui tenteraient de s’opposer à la Constitution, mais avec un énoncé si vague qu’il pouvait se transformer en un puissant outil contre la liberté de pensée, ce qui advint en grande partie, « bien qu’il soit juste de reconnaître que les écrivains et journalistes de cette époque firent preuve d’un courage sans limite ». D’autre part, ce décret du 17 avril permettait aux militaires de désobéir à des ordres qui seraient contraires à la Constitution et à son fonctionnement normal, et étendait la juridiction militaire aux civils qui commettent certains délits déterminés (comme la résistance aux troupes lorsque celles-ci agissent pour rétablir l’ordre). L’article 1 établissait que « Toute personne, quelles que soient sa classe et sa condition » qui conspire contre la Constitution ou le gouvernement constitutionnel « sera poursuivi comme traître et condamné à mort ».
En raison de la quantité de questions dont devaient traiter les Cortès, on finit par convaincre le roi de les convoquer en période extraordinaire, dont la session d’ouverture fut célébrée le 24 septembre 1821, onzième anniversaire de la proclamation par les Cortès de Cadix du principe selon lequel la souveraineté nationale réside dans le Parlement. Au cours de cette période, les Cortès approuvèrent la division provinciale — qui servirait de base pour celle approuvée en 1833, et qui est à grands traits celle utilisée jusqu’à aujourd’hui —, la loi organique de la Marine, le règlement de la Bienfaisance — dont dériverait toute la législation du XIXe siècle à ce sujet — et le premier Code pénal (es), encore en partie redevable à la conception judiciaire d’Ancien Régime mais marquait une avancée importante. Influencé par les théories juridiques de Beccaria, Filangieri, Bexon[Qui ?] et, surtout, Bentham, ainsi que par le Code pénal français, il établissait le principe d’égalité devant la loi et prétendait en finir « avec la législation punitive et barbare de l'Ancien Régime », en instaurant le principe de proportionnalité dans l’application des peines (en mettant fin à l’arbitraire des juges).

### Politique fiscale et question de la dîme
Les libéraux approuvèrent une politique fiscale basée sur le paiement en espèce plutôt que sur le paiement en nature pour, entre autres objectifs, « dynamiser l’économie nationale par la monétarisation de son secteur le plus traditionnel — l’agriculture — ». Or ce changement supposa un coup dur pour les paysans dans un moment de chute des prix, ce qui amena deux conséquences importantes : l’opposition des paysans au libéralisme et son raprochement avec le clergé également mécontent, ce qui conféra légitimité et cohésion à cette opposition, et d’importantes difficultés pour le budget de l’État, à cause de l'échec du recouvrement des impôts, qui serait l’une des causes de la défaite du régime contre l’invasion française en 1823. L’ambassadeur français, le marquis de Talaru, qui accompagna ces troupes manifesta cette idée dans une lettre envoyée au comte de Villèle en octobre 1823, lorsque la monarchie absolue avait déjà été restaurée.
L’exigence de paiement en espèce explique le paradoxe du fait que la réduction de moitié de la dîme (décrétée le 29 juin 1821), et non son abolition complète — qui eût laissé l’Église catholique dans une situation économique difficile, mais « ce faisant les Cortès contrariaient la révolution spontanée des paysans qui, en de nombreux endroits, refusaient dorénavant le paiement de la dîme et des prémices » — non seulement ne soulagea pas les charges des paysans mais les aggravèrent en réalité. Les gouvernements firent un raisonnement erroné, car ils pensèrent qu'en réduisant la dîme de moitié les paysans accumulerait plus d'excédents qu'ils pourraient vendre sur le marché, et qu'avec l'argent obtenu ils pourraient payer les nouveaux impôts de l'État (qui sur le papier étaient inférieurs à la moitié de la dîme qui auparavant était aquitée en nature), ce qui augmenterait ainsi leurs revenus,. Or pour les paysans, « la suppression de la moitié de la dîme signifia peut-être plus de grain pour leur propre consommation, mais pas plus d’argent — l'augmentation de l'offre était contrarié immédiatement dans ces marchés locaux [dominés par la spéculation des grands propriétaires] par la chute des prix — ; lorsqu’arriva le percepteur des contributions avec de nouvelles exigences, ils se trouvèrent sans avoir de quoi payer et identifièrent le nouveau régime comme une oppression fiscale plus grande »,. De plus, le paiement de la dîme en nature offrait aux paysans plus de possibilités d’évasion et de fraudes que le paiement en espèce, exigé de façon implacable par l'administration libérale. Le marquis de Talaru en fit aussi le constat dans sa lettre à Villèle d’octobre 1823 : « L’impôt en nature n’est rien ici ; ce qui pèse est l’impôt en argent. Une des plus grandes erreurs du gouvernement des Cortès est celui d’avoir voulu l’établir, ce qui unit l’une des principales causes de la haine que la massa de la nation sent envers ce gouvernement »,. En effet, le mécontentement des paysans fut mis à profit par la contre-révolution. Une proclamation royaliste d’août 1821 dirigée aux laboureux de Saragosse affirmait : « Vous me direz "On nous a baissé la dîme à moitié", mais à cela je vous répondrai que l’on vous a imposé de plus grandes contributions ».

### Échec de l'abolition des seigneuries
Le parlement rétablit le décret du 6 août 1811 des Cortès de Cadix qui les abolissait, mais il dut faire face à sa complexe mise en application, qui l’amena à approuver en juin 1821 une loi « explicative » (aclaratoria). Le problème central résidait toujours dans la présentation des titres : si les seigneurs pouvait présenter le titre de « concession » de la seigneurie et que dans celui-ci il était confirmé qu’elle n'était pas juridictionnelle, la seigneurie devenait sa propriété ; dans le cas contraire, la propriété revenait aux paysans. Néanmoins, la loi « explicative » fut bloquée par le roi qui refusa à deux reprises de la signer — en vertu d’une prérogative que lui octroyait la Constitution de 1812 —, et lorsqu’en mai 1823 elle fut publiée comme loi (le roi ne pouvait refuser de la sanctionner une troisième fois) il était trop tard car l’invasion de l’expédition d’Espagne par la France, qui mit fin au régime constitutionnel, avait déjà commencé,,.
Selon différents historiens, le désamortissement des biens des couvents supprimés et l’abolition ratée des seigneuries furent les deux grandes opportunités perdues, qui auraient pu mener les paysans à défendre la cause de la Révolution, comme cela était arrivé en France,.

### La politique américaine
Peu après le début de la deuxième période de sessions des Cortès le 1er mars 1821, les députés américains proposèrent d'établir une députation provinciale dans chacune des intendances américaines (es), ce qui faisait partie de leur stratégie pour déployer toutes les possibilités d'autonomie qu'offrait la Constitution,. Tant que ne serait pas établie la députation provinciale, « les dissidents ne se tranquilliserait pas », avait averti un député pour le Guatemala. La proposition fut approuvée et promulguée par un décret daté du 8 mai. Toutefois, d'autres propositions des députés américains furent rejetées et qualifiées de « fédéralistes » (ce qui à cette époque était synonyme de « républicain »), comme celle de faire nommer le chef politique supérieur (es) non par le gouvernement central mais par les députations provinciales ou de concéder à celles-ci la faculté de collecter et de gérer tous les impôts. Ils évoquèrent également plusieurs revendications ne figurant pas dans la Constitution comme la citoyenneté des noirs et mulâtres (exclus dans l’article 22) ou l’abolition du tribut indigène (selon eux, propre de l'époque coloniale et non de la nouvelle étape ouverte avec la restauration de la Constitution). Vers les mêmes dates, le 14 mai, étaient arrivés à Cadix deux mandataires de l’autoproclamée République de Grande Colombie, envoyés par son président et fondateur Simón Bolívar et portant un courrier de ce dernier adressé à Ferdinand VII dans lequel il demandait de commencer des négociations en partant de la reconnaissance de l’indépendance. Ils se réunirent à Madrid début juin avec le secrétaire du département d’État Bardají et Francisco Antonio Zea, avec son « Plan de réconciliation et projet de confédération hispanique » entre la Colombie et l'Espagne, seule manière à son sens, de maintenir l’union de la Colombie et de la monarchie). Toutefois les négociations n’eurent finalement pas lieu car arriva à Madrid la nouvelle selon laquelle Bolívar avait brisé l’armistice et vaincu les troupes royalistes dans la bataille de Carabobo le 24 juin. Les deux mandataires et Zea furent invités à partir.
Le 25 juin 1821, seulement trois jours avant la fin de la deuxième période de sessions, cinquante-et-un députés américains menés par ceux de Nouvelle-Espagne présentèrent une proposition de structuration de la monarchie sous la forme d’une fédération. Elle consistait à créer trois sections des Cortès, du gouvernement, du Tribunal suprême et du Conseil d’État à Mexico, Santa Fe de Bogotá et Lima, ces sections disposant des mêmes compétences que celles de métropole, à l’exception de la politique extérieure, qui restait le domaine des Cortès de Madrid. Chacun des trois pouvoirs exécutifs serait dirigé par un prince de la maison de Bourbon, ce qui aboutirait à la formation de trois monarchies américaines sous l’autorité de Ferdinand VII,,. De plus, le commerce intérieur serait libre et plus sujet au paiement de frais de douane et les territoires américains assumeraient le poids de la dette du Trésor qui leur correspondrait et contribueraient aux dépenses de maintenance de la Marine commune. « La proposition était quelque peu chimérique, car on ne savait pas si à ce stade les pays d’Amérique seraient disposés à l’accepter […]. Mais même ainsi, la proposition aurait pu servir de base pour une négociation amiable qui, en sauvant les apparences et de nombreux intérêts, donne l’indépendance aux Amériques ». Selon Pedro Rújula et Manuel Chust, « arrivé en 1821, il s’agissait déjà d’une proposition utopique. Les Américains le savaient, les péninsulaires aussi. Ferdinand VII ne l’accepterait jamais ».
Les Cortès rejetèrent la proposition — en justifiant surtout que sa mise en application nécessitait une réforme de la Constitution — et approuvèrent à la place celle présentée par le comte de Toreno (es) qui laissait dans les mains du gouvernement central les mesures à prendre au sujet de la pacification de l'Amérique,. La possibilité d’une solution négociée pour l’indépendance des territoires d’Amérique fut anéantie et la parole du roi l’avait emporté. « Dans son discours de clôture des Cortès du 28 juin, Ferdinand VII se montra catégorique : la seule alternative pour l’Amérique passait par l’indissoluble unité de la monarchie ».
Au cours de l’été 1821, les évènements se précipitèrent en Amérique. Le délégué mandaté à Santa Fe de Bogotá informait de la défaite des troupes royalistes le 24 juin lors de la bataille de Carabobo face aux troupes de Simón Bolívar. On apprit plus tard que le 15 juillet le général San Martín avait proclamé à Lima l’indépendance du Pérou et le mois suivant, le 24 août 1821, Juan O'Donojú, chef politique supérieur (es) de Nouvelle-Espagne nommé par le gouvernement de Madrid, signa en août 1821 avec Agustín Iturbide, leader des indépendantistes, le traité de Córdoba par lequel il reconnaissait l'indépendance du Mexique, qui devint l'éphémère Premier Empire mexicain,. Ainsi, en été 1821, l’Amérique se trouvait en guerre du nord au sud, et les autorités de métropoles avaient perdu une bonne opportunité de mieux gérer cette situation,. « La solution politique que les Américains demandaient n'entrait pas dans l’univers mental de la majorité des libéraux », selon Ivana Frasquet.
En novembre, comme le souhaitait le roi, le Conseil d'État ne laissa aucune place à la négociation lorsqu’il proposa dans un rapport la rigoureuse « observance de la Constitution sanctionnée pour toute la monarchie espagnole et par conséquent l’intégrité absolue qu'elle-même établit », puis l’envoi de forces navales sur la base d’une vision très optimiste et déformée de la réalité outre-Atlantique, avec l’espoir que les territoires d'Amérique pourraient être récupérés par la Couronne. Cependant, certains conseillers défendirent à titre personnel une solution fédérale, dans la ligne de la proposition des députés américains. Le plus radical fut Gabriel Ciscar, qui se montrait partisan d’organiser ces territoires hispanique en quatre États indépendants, ou plus, liés entre eux et avec l'Espagne péninsulaire par des fédérations adaptées à chaque situation particulière.
Le rapport du Conseil d'État fut débattu par les Cortès extraordinaires entre janvier et février 1822. Le député Francisco Fernández Golfín proposa comme alternative la formation d’une confédération hispanoaméricaine dans laquelle chaque État aurait sa propre Constitution et le roi Ferdinand VII serait la clé de voûte de la structure, avec le titre de « Protecteur de la Grande Confédération Hispano-américaine ». Une position radicalement opposée à celle-ci était celle défendue par le comte de Toreno, qui accusa O'Donojú d’être un traître pour avoir signé le traité de Córdoba, dont il exigeait qu’il fût déclarait nul et non avenu (proposition qui fut approuvée), et poussa le gouvernement à défendre les provinces américaines qui restaient encore fidèles à la monarchie. Finalement, on parvint seulement à un accord sur l'envoi de neuf mandataires en Amérique.
La majorité des députés américains ne participèrent pas à ces débats car ils avaient abandonné les Cortès au cours des semaines antérieures, ce qui marqua en pratique la fin du projet autonomiste américain aux Cortès du Triennat.

### Mobilisations des libéraux exaltés et troisième gouvernement libéral
Le 4 septembre 1821, le gouvernement modéré destitua le général Rafael del Riego, héros de la révolution libérale, du poste de capitaine général d’Aragon, qu’il occupait depuis janvier. Son arrivée à Saragosse avait supposé le renforcement de la mentalité libéraliste dans la région et sa capitale. Riego fut de nouveau injustement accusé de républicanisme — cette fois on l’accusa de « tirer les ficelles » —, lorsque fut découverte à Saragosse une trame républicaine dirigée par le Français Claude-François Cugnet de Montarlot, avec laquelle Riego n'avait rien à voir — on fit circuler la fausse information selon laquelle Riego allait rentrer dans la ville avec des visées sanguinaires, à la tête d’une « armée russe » et « faire sauter le sanctuaire où est vénérée la Vierge du Pilier » —. Le 8 septembre, quatre jours après la détention de Montarlot et la destitution de Riego, fut arrêté un autre conspirateur présumé, le libéral Francisco Villamor — qu’on accusa de vouloir égorger la moitié de Saragosse pour pouvoir proclamer la République —. Lorsque fut connue la nouvelle de la destitution de Riego et de son transfert forcé à Lérida, les libéraux exaltés se mobilisèrent,. Des manifestations de protestations eurent lieu dans de nombreuses grandes villes, qui à Madrid dégénérèrent en de graves affrontements le 18 septembre — la dénommée bataille de Las Platerías, ainsi nommée en référence à la rue (es) où ils eurent lieu — entre libéraux exaltés et la Milice nationale envoyée par le chef politique supérieur (es) de la province, le général José Martínez de San Martín, surnommé par ses détracteurs « Tintín de Navarra », qui avait interdit la procession civique avec le portrait de Riego à côté d’une matrone, « allégorie de la vérité », au motif que « ces processions [étaient] désuètes dans la nation [et] réprouvées par les lois » et qu'avec elle « pourrait être compromise la tranquillité publique ». De plus, Martínez de San Martín avait ordonné la fermeture de la société patriotique (es) La Fontana de Oro (es), d’où avait surgi l’idée de la procession, et la détention des propriétaires du lieu,. Depuis Lérida, Riego fit appel au roi en demande de justice mais n’obtint pas de réponse.

Les mobilisations des libéraux exaltés en protestation contre la destitution de Riego marquèrent la début d’un mouvement de désobéissance civile dans de nombreuses villes, en premier lieu Cadix et Séville, mais aussi Cordoue, Cuenca, La Corogne, Barcelone, Valence, Carthagène, Murcie, Grenade et Badajoz. Dans tous les cas, les protestataires refusèrent d’obéir au gouvernement central et on ne reconnut pas les autorités civiles et militaires nommées par lui. Dans certains villes comme Cadix, Séville et Saragosse, l’agitation se prolongea d’octobre 1821 jusqu’en janvier 1822, voire mars-avril dans certains cas,. Le gouvernement eut recours au Parlement, réuni en période extraordinaire, qui nomma une commission d’enquête dont les conclusions furent très négatives pour les mouvements de protestation, bien qu’il réprouvât également le gouvernement. Le député exalté Juan Romero Alpuente prononça une dure diatribe contre l’exécutif : 

« La faiblesse ou l’ignorance sont des défauts ou des vices chez les individus ; mais chez les ministres ce sont des crimes, d’autant plus dangereux qu’ils sont moins visibles, plus facile à commettre, et aux conséquences plus désastreuses pour l’État que les véritables crimes d’action. […] L’absence de malice [pourrait] les exempter de peines criminelles, mais le manque de prévision ou de vigueur les expulsera avec ignominie de sièges desinées à de plus grandes âmes. »

Le 8 janvier, quatre secrétaires d’État — l'homme fort du gouvernement Feliú ainsi que Bardají, Salvador et Vallejo — démissionnèrent et furent remplacés par Ramón López Pelegrín (État), Vicente Cano Manuel Ramírez de Arellano, (Gouvernement de la Péninsule), Francisco de Paula Escudero, (Guerre) et José Imaz (Budget),,,. Néanmoins, « la condamnation des Cortès dégonfla rapidement les mouvements citoyens, et le gouvernement, avant et après le remaniement, put se consacrer à un intense, méthodique et consciencieux travail de répression ». Pour sa part, le roi continuait de conspirer pour mettre fin au régime constitutionnel. Il écrivit au diplomate Antonio Vargas Laguna, son homme de confiance à Rome : « Je te prie de le faire savoir aux souverains étrangers pour qu’ils viennent me sortir de l’esclavage dans lequel je me trouve et me libérer du péril qui me menace ».
Le remaniement du gouvernement du 8 janvier ne fut pas jugé suffisant et le 28 février 1822 le roi Ferdinand VII nomma le troisième gouvernement libéral, qui serait connu comme celui des anilleros, car tous ses membres appartenaient à la Sociedad del anillo (es), une société secrète qui, avec le nom officiel de Sociedad Constitucional, avait été fondée en 1821 par des aristocrates et hauts fonctionnaires, qu’Alberto Gil Novales qualifie de « profondément réactionnaire », bien qu’en pratique ce gouvernement s’avérât fondamentalement proche du précédent — notamment sa réponse « plutôt timide » aux manifestations absolutistes et sa « permanente accusation es exaltés » —,. L’homme fort du nouveau gouvernement (es) était Francisco Martínez de la Rosa, qui occupait le portefeuille d’État. Il était accompagné par José María Moscoso de Altamira (Gouvernement de la Péninsule et îles adjacentes), Felipe Sierra Pambley (Budget), Nicolás María Garelli (Grâce et Justice), Luis Balanzat (Guerre), Jacinto Romarate (Marine) et Manuel de la Bodega, Gouvernement d’Outre-mer,. Selon Miguel Artola, le nouvel exécutif « répondrait à la stratégie du Roi face à l’orientation exaltée des nouvelles Cortès ».
Le 1er mars 1822 eut lieu l'ouverture des nouvelles Cortès issues des secondes élections du Triennat (es) — seuls dix députés étaient des provinces d’outre-mer car au cours des mois antérieurs la majorité des territoires américains avaient pris leur indépendance —, dont la première session fut présidée par le général Riego, le « héros de Las Cabezas » qui, le 25 février, lors du dernier comité préparatoire, avait été élu président du Parlement pour un mois. Son élection était une preuve de la majorité détenue par les exaltés aux Cortès, au contraire des antérieures, dominées par les modérés. Dans le discours inaugural, le roi fit une étrangère référence à la possibilité d’une guerre extérieure — les révolutions de Naples et du Piémont avaient déjà été défaites [ar les troupes autrichiennes —. Le discours du roi reçut en réponse une intervention de Rafael del Riego, qui présidait le parlement après avoir été élu député pour les Asturies. Le face à face entre le général, héros du libéralisme, et le roi à vocation absolutiste fut à l’origine d’une grande tension dans l’hémicycle en dépit de sa brieveté : Riego fit référence aux « difficiles circonstances qui nous entourent », aux « machinations réitérées des ennemis de la liberté » et termina en disant que « le pouvoir et la grandeur d’un monarque consiste uniquement dans l’exacte application des lois »,.
La prédominance des exaltés ne signifie pas que ce Parlement eût un caractère radical : « ces Cortès furent continuistes et non révolutionnaires ». Des décisions symboliques furent prises comme la déclaration de l’Hymne de Riego comme marche militaire officielle, et de bienfaiteurs de la patrie les leaders comuneros comuneros Juan Padilla, Juan Bravo et Francisco Maldonado et les Aragonais Juan de Lanuza, Diego de Heredia et Juan de Luna, la concession de pensions aux veuves des généraux Juan Díaz Porlier et Luis Lacy, exécutés pour avoir mené des pronunciamientos contre l’absolutisme de Ferdinand VII et l’érection de monuments en hommage à la révolution de 1820 à Las Cabezas de San Juan et San Fernando.

### Les avancées du royalisme
À partir du printemps 1821 le royalisme se développe progressivement — croissance des partidas realistas, prolifération des mutineries et soulèvements absolutistes, etc. —. Un rapport sur l’ordre public élaboré par un groupe de députés et lu aux Cortès en mars 1821 dénonçait l'existence d’une « Junte suprême » qui dirigeait la contre-révolution et à laquelle étaient subordonnées les juntes locales, avec de surcroît des ramifications en France. « À Paris il y a une réunion pour fomenter le mécontement parmi nous et soulever les provinces. Ella a son bureau dans la rue Richelieu et on connaît le nom de l’émigré qui la préside — peut-être José Morejón, officier du département de Guerre ou Antonio Calderón, ancien procureur du Conseil des Indes —. À Bayonne il y en a une autre avec le même objet, à la tête de laquelle se trouve Mozo de Rosales [marquis de Mataflorida] », disait le rapport. On assurait également que c’était la Junte qui finançait les partidas realistas et on soulignait de plus que « parmi les agents subalternes occupent une place très importante les individus riches du clergé ». Le rapport concluait que l’objectif de la trame organisée par la Junte suprême était « le rétablissement du régime absolu » .
En effet, José Morejón se trouvait à Paris et était l'un des principaux liens entre Ferdinand VII et le gouvernement français, et l’auto-dénommée Junte de Bayonne était menée par le marquis de Mataflorida et rassemblait d’autres illustres royalistes exilés comme le militaire Carlos O'Donnell y Anhetan, l’archevêque de Tarragonem, Jaime Creus et l’évêque de Pampelune, Joaquín Uriz. En juin 1821 s’installerait également à Bayonne le général Francisco de Eguía, l’un des artisans du coup d’État de mai 1814 (es) qui avait restauré la monarchie absolue au retour de Ferdinand VII de sa captitivité en France, qui finit par s’affronter à Mataflorida car ce dernier défendait un absolutisme radical tandis qu’Eguía était partisan de modérer l’absolutisme selon le modèle français de la Charte constitutionnelle de 1814. Les divergences entre les deux hommes devinrent évidentes lorsque Mataflorida publia en France en décembre 1821 le « Manifeste que font ceux qui aiment la monarchie à la nation espagnoles et aux autres d’Europe » (Manifiesto que hacen los amantes de la monarquía a la nación española y las demás de la Europa), dans lequel en plus de défendre un absolutisme sans concession il mettait en avant les coïncidences de la Révolution espagnole avec celles de Naples, du Piémont et du Portugal, car dans chacune d’elles on avait proposé d’« éteindre le Religion », d’« établir la souveraineté populaire, origine de tous les maux », « séduire la troupe », « démoraliser le peuple » et « attiser depuis ses cavernes la torche de la discorde », et causé « des milliers de morts et de ruines ». Il concluait en lançant un appel aux souverains européens : « déployez votre énergie, et donnez aux impies l’humiliation qu’ils veulent nous donner ».
Selon Ramon Arnabat, le progrès du royalisme fut la conséquence de la connexion de la contre-révolution et des vieilles élites réactionnaires, présente dès les débuts du Triennat, avec l’« anti-révolution », « comprise comme l’ensemble des réponses des classes populaires lésées socialement et culturellement par la praxis révolutionnaire et libérale ». Cette confluence « entre la contre-révolution et l’anti-révolution sous l’hégémonie de la première, constitua le bloc que l'on dénomme "royaliste" car ce qui les unit est la lutte contre le système constitutionnel et la défense du pouvoir absolu du roi et de l’hégémonie culturelle de l’Église catholique ».
Ce sera précisément l’Église catholique, majoritairement opposée au régime libéral à cause du désamortissement, qui jouera un rôle décisif dans la formation et la consolidation de l’alliance entre les élites contre-révolutionnaires et les couches populaires, en la facilitant « anti-révolutionnaires » — le clergé local contrôlait les principaux espaces de sociabilité formelle paysanne : les paroisses, les confréries ou les fêtes populaires —, en développant « un important travail de propagande et de discrédit [du régime constitutionnel] en profitant de sa position sociales et des ressorts de pouvoir moral qu'elle conservait encore » et en canalisant le mécontement social vers le royalisme. En plus de la participation directe de nombreux clercs dans les partidas, parfois même commandées par eux comme dans le cas du célèbre curé Merino, l’Église, en en particulier le clergé régulier, fournit au bloc royaliste un support idéologique en développant un discours de guerre religieuse qui trouva de l’écho surtout dans le monde rural où, à différence des villes, il ne pouvait être compensé par un contre-discours libéral. Ce discours contre-révolutionnaire pénétra également dans certains métiers dans quelques noyaux urbains et parmi les chômeurs et désamparés.
Ce fut dans les villes petites et moyennes que confluèrent d’abord les deux courants d’opposition au régime. Des révoltes y eurent lieu, précédées d’une intense campagne anti-révolutionnaire orchestrée généralement par le clergé et qui suivaient un modèle similaire : « À partir d’une certaine décision des autorités locales ou nationales qui allait contre les intérêts moraux ou matériel des classes populaires urbaines, les forces contre-révolutionnaires parvenaient à mobiliser et à capitaliser l’anti-révolution générée ». La traduction du mal-être social en actions politiques contre-révolutionnaires est due à l’existence de « réseaux contre-révolutionnaires, formées de certains nobles, membres de la hiérarchie ecclésiastique, des secteurs de la paysannerie aisée et des chefs de partidas, qui sont ceux qui recrutent, arment et payent les partidas realistas, en canalisant les nécessités et les sentiments. Et ici jouent un rôle fondamental quelques autorités locales qui mettent les municipalités qu’elles contrôlent au service de la contre-révolution ».
Au sommet de la pyramide contre-révolutionnaire se trouvait le roi, bien que celle-ci « eût une logique politico-sociale propre ». Après avoir inauguré les Cortès de la seconde législature du Triennat le 1er mars 1822, avec une majorité d’exaltés, Ferdinand VII s’installa au palais d'Aranjuez où il établit plus discrètement qu’à Madrid, et avec l’aide de personnages de son proche entourage comme Antonio Ugarte, des contacts et réunions avec des nobles, diplomates, hauts fonctionnaires et militaires opposés au régime constitutionnel ainsi qu’avec les ambassadeurs des monarchies européennes et le nonce du Saint-Siège. C’est également de là qu’il chargea de missions secrètes hors d’Espagne des hommes de confiance comme Bernardo Mozo de Rosales, comte de Mataflorida, premier signataire du Manifeste des Perses de 1814,
Concernant le roi, Pedro Rújula dit « on ne peut affirmer qu’il soit la seule tête de la conspiration. Cela nous amène à comprendre la contre-révolution comme un réseau de complicités qui s'articule à partir de divers foyers […]. Son rôle, par dessus tout, est de doter la contre-révolution de cohérence en apportant l’élément qui donne de l'unité au mouvement ; celle d’un roi paternel, aimé par le peuple — tant qu’il prend les armes en sa défense — et dépouillé de son trône légitime par une minorité conspiratrice et sectaire ». Au contraire, Emilio La Parra López soutient que « le roi dirige personnellement et directement les actions les plus importantes destinées à faciliter le changement de régime » et que le « centre d'opération » de la contre-révolution « avait ses racines au palais d'Orient » où Antonio Ugarte devint « le principal conseiller de Ferdinand VII en ce qui concerne les machinations contre-révolutionnaires ». En 1822 fut créé au palais un réseau de groupes clandestins absolutistes dénommés « confidencias » (« confidences »), d’après le nom de l’organisme secret du palais dont elles dépendaient (Confidencia Central General de la Corte, « Confidence centrale générale de la cour », désignée par ceux qui y étaient impliqués comme « Confidencia de Corte », « Junta Secreta », « Junta Suprema » ou « Junta Principal », et dont l’objectif était spécifiquement d'organiser et unifier le mouvement contre-révolutionnaire — suivant le programme élaboré par le roi. À sa tête se trouvait Ugarte et elle était soutenue par des « Juntes de confidence » provinciales et locales, financées depuis le palais, et qui regroupaient « des curés de paroisse, des chanoines, des militaires retraités, des propriétaires terriens et, surtout, des employés publics qui avaient perdu leur emploi en 1820 (corregidores, comptables, avocats, etc.), en définitive, ceux qui se considéraient sinistrés par le système constitutionnel ».

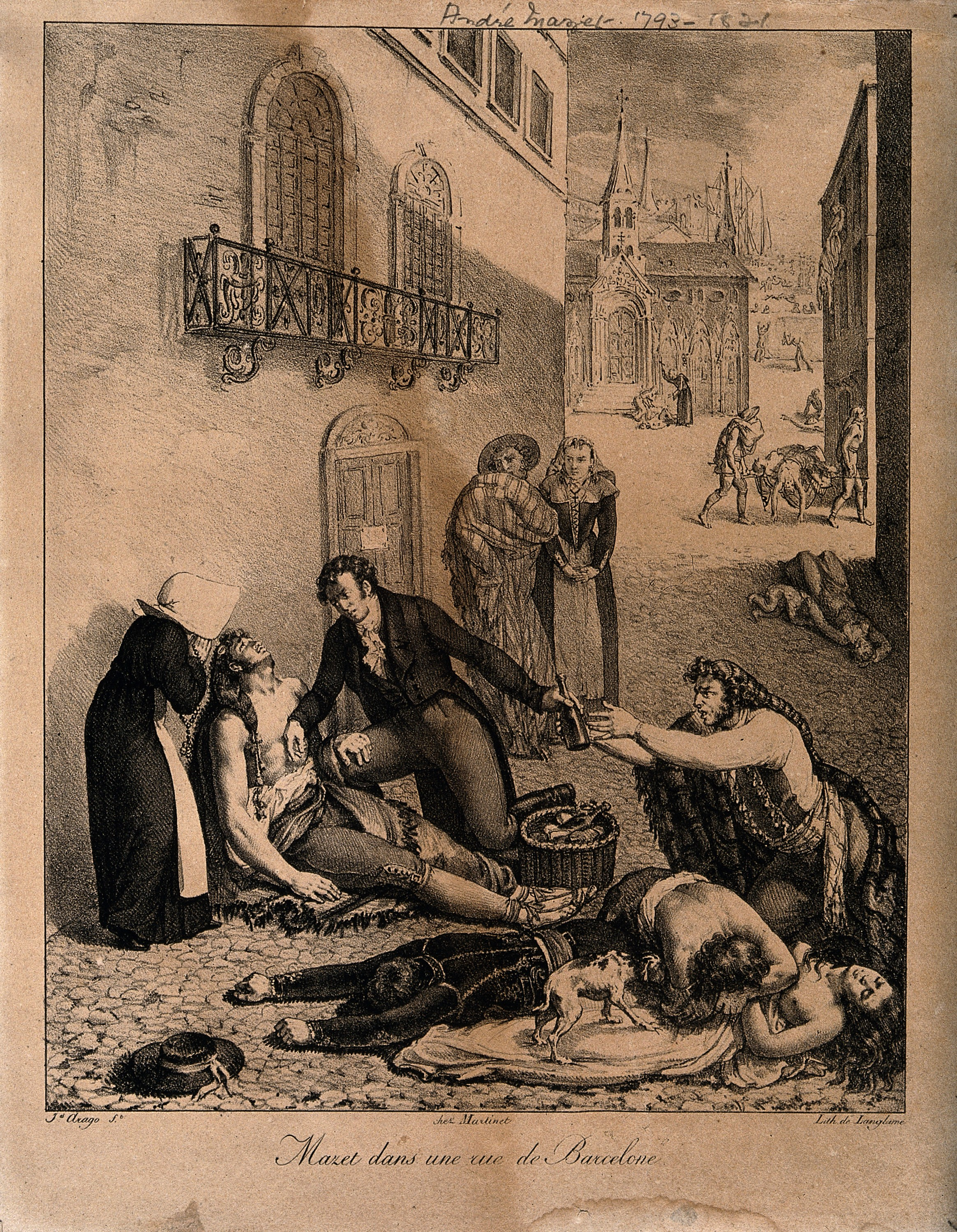
Le médecin français André Mazet s’occupant des malades de fièvre jaune dans les rues de Barcelone. L’épidémie fut utilisée comme prétexte par le gouvernement français pour déployer une armée à la frontière des Pyrénées.

L’appui que reçurent les partidas qui agissaient dans le nord de la péninsule de la part de l'armée française déployée à partir du milieu de 1821 à la frontière des Pyrénées jour également un rôle important dans l'avancée du royalisme. Le motif officiellement allégué avait été de contenir l'épidémie de fièvre jaune qui depuis Majorque s'était étendue sur la Catalogne (le gouvernement espagnol établit un cordon sanitaire entre l'Aragon et la Catalogne pour empêcher sa propagation au reste de l'Espagne et durant quelques mois le commerce et les voyages restèrent interrompus), mais sa fonction première était militaire. Au début le gouvernement français n’envisagea pas l’invasion car il avait confiance dans le fait que les royalistes espagnols seraient capable de renverser le régime constitutionnel et parce que sa présence à la frontière constituait un élément de pression sur le gouvernement espagnol qui considérait que cela serait suffisant pour que soient introduits des changements qui conduisent à l'établissement d’une « monarchie modérée », similaire à celle de la monarchie française de la Charte constitutionnelle de 1814. De façon inattendue, un des obstacles auxquels faisaient face les Français pour atteindre cet objectif était le roi Ferdinand VII lui-même, qui se refusait au « sacrifice d’une partie de l’autorité absolue dont il jouissait en 1814 ».
Au cours du printemps 1822, les actions des partidas realistas augmentèrent considérablement, surtout en Catalogne, en Navarre, en Galice, en Aragon et au Pays valencien, et plus sporadiquemet aux Asturies, en Vieille-Castille, à León, en Estrémadure, à Murcie en Andalousie et en Nouvelle-Castille et il y eut plusieurs amorces de rébellions absolutistes, la plus importante ayant eu lieu à Valence le 30 mai 1822. Ce jour-là, les artilleurs de la citadelle (es) se soulevèrent au nom du roi absolu et proclamèrent le général Elío, qui avait mené le pronunciamiento qui avait restauré la monarchie absolue en 1814 et qui se trouvait alors prisonnier, capitaine général de Valence. Les forces constitutionnelles assaillirent la citadelle et l’insurrection fut reprimée en un jour. Elío, qui n’avait probablement pas participé dans la conjuration, fut jugé et condamné à mort par garrot d’étranglement le 4 septembre. Selon Alberto Gil Novales, « Elío paya de sa vie non tant le soulèvement de 1822 que le pronunciamiento de 1814 et la longue répression qu’il avait exercé sur les libéraux »,. Ce même 30 mai, fête de saint Ferdinand de Castille, une foule se rassembla autour du palais d’Aranjuez pour acclamer le roi aux cris de « Vive le Roi seul ! » et « Vive le roi tout absolu ! » ; il y eut des moments de tension entre des membres de la Garde royale, transformée en un des soutiens de la contre-révolution, et de la Milice nationale. Les évènements de cette journée sont remarquables car ils ne semblaient pas correspondre à un mouvement spontané et qu’ils furent presque unaniment interprétés comme une action royaliste planifiée — des rumeurs affirmaient qu’il s’agissait d’un plan pour proclamer le roi absolu —.
Le mois suivant, croyant que l'infant Charles allait mener le soulèvement, la brigade de carabiniers (es), qui allait être dissoute le 1er juillet en application d’un décret des Cortès du 19 mai, se souleva à Castro del Río. Avec la Garde royale, elle était l’un des deux corps militaires les plus hostiles au régime, car ils étaient des représentants de l’armée de l’Ancien Régime, fondée sur les ordres,,. Au sujet de la Garde royale, Francisco Fernández de Córdoba affirma qu’il avait dans la brigade des carabiniers comme un frère : « ils vivaient en état de permanente conspiration, et s’occupaient […] à ourdir des trames et forger des complots pour renverser dans un bref délai les restaurateurs de la Constitution ». La rébellion des carabiniers fut le prologue du soulèvement de la Garde royale qui constitua la tentative de coup d’État absolutiste le plus important de tout le Triennat,. Elle coïncida presque avec la prise de La Seu d'Urgell du 21 juin par les partidas realistas. « À partir de ce moment la contre-révolution compta un noyau rebelle en territoire espagnol. C’était une des conditions qu’avait imposée la France pour prêter son soutien au roi. Lorsque la nouvelle arriva à Aranjuez, les courtisans retrouvèrent confiance et reprirent avec une nouvelle énergie l’activité conspiratrice »,.

### Échec du coup d’État absolutiste du 7 juillet 1822
En juillet 1822 eut lieu une tentative de coup d’État suivant le modèle de la conspiration de Vinuesa de l’année précédente. Il s’agit de la plus sérieuse tentative la plus sérieuse de coup d'État absolutiste, dont l’épicentre fut le palais royal de Madrid mais comptait de nombreuses ramifications hors de la capitale, ce qui démontre l’existence d’un plan relativement important et bien mûri, et marqua un point d’inflexion dans le Triennat libéral. La Garde royale se souleva, avec la connivence du monarque lui-même, qui fut sur le point « de partir avec les insurgés pour se mettre à la tête de la contre-revolution ». Le roi l’envisagea avec le gouvernement de Francisco Martínez de la Rosa, dont les membres restèrent la plus grande partie du temps au palais royal comme prisonniers virtuels — des ordres étaient préparées pour leur emprisonnement —, mais celui-ci le lui déconseilla car le risque encouru était trop grand. « Le Gouvernement se laissa enfermer au palais, avec le roi, car en définitive ce qui était en cours était la mise en pratique du vieux plan de Vinuesa », selon Alberto Gil Novales.

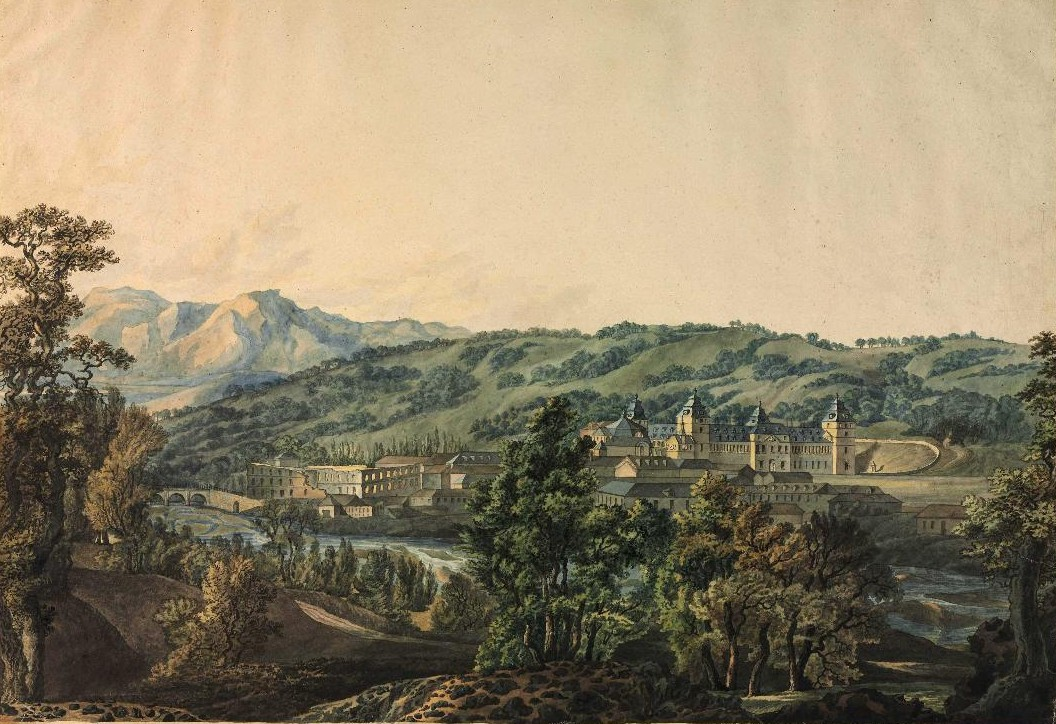
Vista del Monte y Palacio de El Pardo (1820, musée du Prado), vue de montagne et du palais d’El Pardo, où se dirigèrent dans la nuit du 1er au 2 juillet quatre bataillons soulevés de la Garde royale, marquant le début du coup militaire.

Le soulèvement la Garde royale commença le 30 juin au retour du roi au palais après la clôture de la période de sessions des Cortès — le monarque était rentré à Madrid trois jours avant depuis Aranjuez où il résidait depuis mars —,. À proximité du palais royal se croisèrent les cris de « Vive le roi absolu ! » de la Garde royale et ceux de « Vive la Constitution ! » de groupes de civils. Des affrontements se soldèrent par la mort d’un membre de la Milice national et du lieutenant libéral de la Garde royale Mamerto Landáburu assassiné par ses soldats dans la cour du palais (en son honneur fut fondée la société patriotique Landaburiana (es),. La municipalité de Madrid prit l’initiative, à laquelle se joignit la députation permanente des Cortès, mobilisant la Milice nationale et exigeant au gouvernement de punir les coupables des assassinats et des désordres. Dans la nuit du 1er au 2 juillet, quatre bataillons de la Garde royale abandonnèrent leurs quartiers pour se rendre à El Pardo — où ils arrachèrent la plaque commémorative à la Constitution —, tandis que deux autres restèrent pour garder le palais royal,. Face à l'ambigüité du chef politique de Madrid et du gouvernement le conseil municipal assuma en pratique tous les pouvoirs et organisa la résistance de la capitale. Aux miliciens déjà mobilisés s’ajoutèrent la garnison locale, commandée par le général Morillo, des généraux accourus au siège du conseil — Riego, Ballesteros et Palarea (es) — et un groupe d’officiers sans affectation à Madrid qui formèrent le 1er juillet avec des civils le bataillon sacré, armé par la municipalité, et qui fut placé sous le commandement du général Evaristo San Miguel,,,.
Le gouvernement, enfermé au palais après avoir été appelé par le roi pour rester à ses côtés, ne déclara pas en rébellion les bataillons de la Garde royale qui s’étaient rendus à El Pardo car il ne le considérait pas comme une menace et se contenta d’ordonner son transfert, mais il ne fut pas obéi. Il ne seconda pas non plus les initiatives du conseil municipal de Madrid et de la députation permanente du Parlement. Ainsi, le gouvernement, dont l’homme fort était Francisco Martínez de la Rosa, adopta une position ambigüe et suspecte, « complice » diront les exaltés (qui surnommaient Martínez de la Rosa Rosita la Pastelera, littéralement « Rosette la Pâtissière »), en tentant de profiter de la crise pour imposer leur plan de Cámaras — introduire une deuxième Chambre au Parlement afin de freiner les poussées radicales du Congrès des députés —,. Pendant ce temps, Ferdinand VII montrait des signes inéquivoques de complicité avec les soulevés, dans l'attente de leur triomphe. Lorsque le 6 juillet le gouvernement lui présenta sa démission, le roi la refusa. Le 2 juillet, il avait envoyé une lettre à Louis XVIII dans laquelle il lui demandait d’intervenir sans tarder. À ce qu’il semble, au palais les putschistes débattaient entre « le sacrifice d’une partie de l’autorité absolue dont il jouissait en 1814 », comme le recommandait au roi l’ambassadeur français Lagarde (c’est-à-dire, l’adoption du modèle de la Charte constitutionnelle de 1814) et la position maximaliste de l’absolutisme « pur ». Martínez de la Rosa était au fait de ces discussions, dans l’attente du triomphe du parti de la réforme constitutionnelle qui introduise une deuxième Chambre au Parlement, mais c’est finalement l'autre option qui s’imposa après consultation du Conseil d’État. La nouvelle d’une insurrection royaliste en Andalousie influença également le roi dans sa décision de ne pas accepter une « monarchie modérée ».

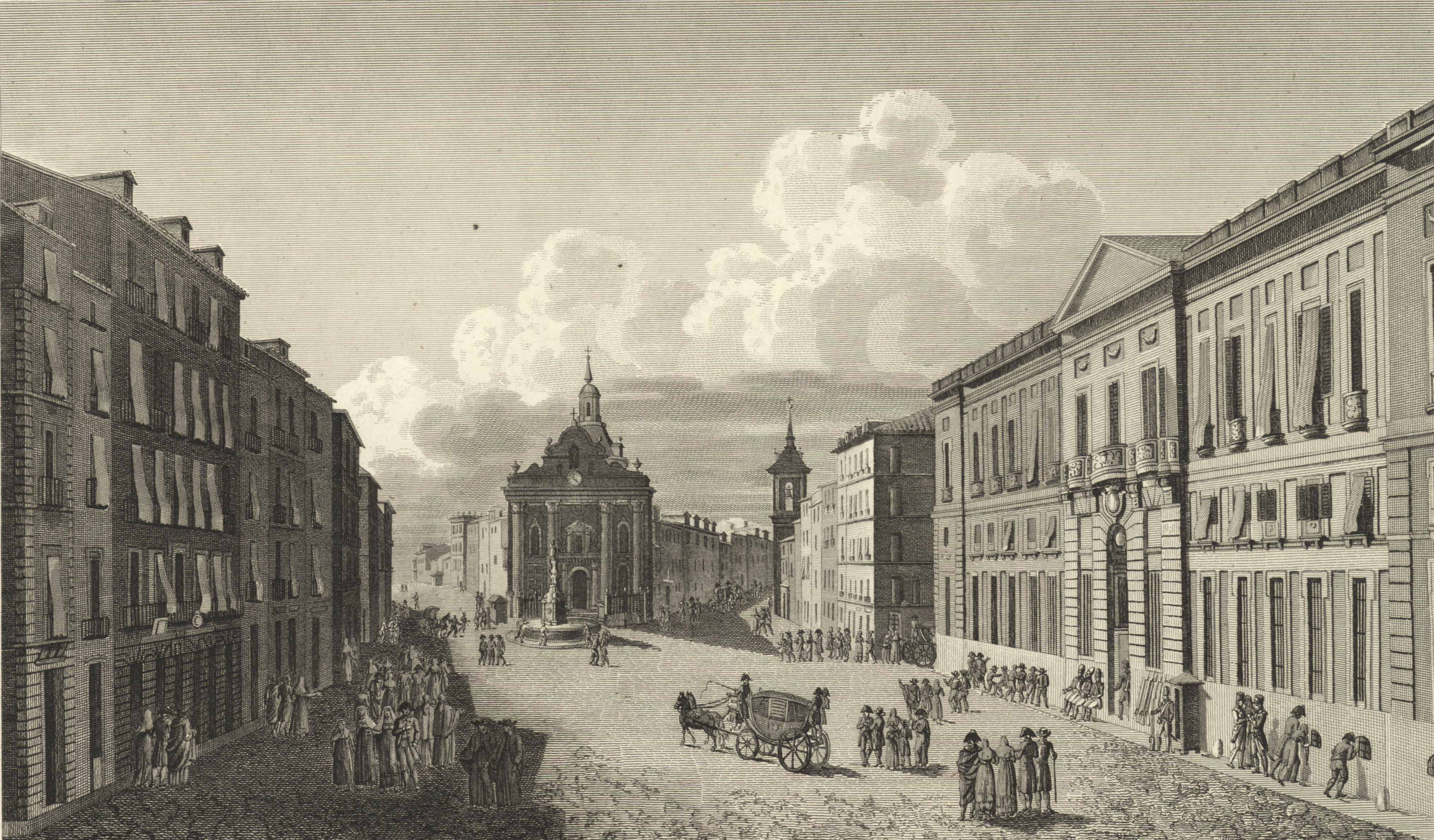
Vue de la Puerta del Sol en 1820.

Dans la nuit du 6 au 7 juillet, les quatre bataillons de El Pardo marchèrent sur Madrid. La Milice nationale, des groupes de civils armés par le conseil municipal et le bataillon sacré lui firent face sur la place de la Constitution. Les gardes royaux se virent contraints à reculer vers la Puerta del Sol, où eurent lieu les combats les plus intenses, puis vers le palais royal, où ils se réfugièrent avant de s’enfuir, après une nouvelle tentative. L'action de la Garde royale n’avait reçu aucun soutien populaire. L’implication directe du roi dans l’insurrection et la complicité de ce dernier avec la Garde royale furent clairement confirmés par le marquis de las Amarillas dans ses mémoires. Les gardes royaux furent poursuivis par l’armée et des miliciens. Très peu d’entre eux réussirent à rejoindre les partidas realistas. Pendant ce temps, les ministres restèrent muets et dans l’attente et feignirent l’ignorance, permettant de cacher sur le moment la complicité du roi et laissant les choses dans une situation telle qu’elle encourageait ce dernier à persévérer dans l’organisation d’une autre tentative contre le régime constitutionnel, qui aurait plus de chance d’aboutir. Après l’échec du coup, « le roi agit comme s’il n’avait rien à voir avec ce qui s’était passsé. Il félicita les forces de la liberté […] et expulsa […] les courtisans les plus identifiés avec la constpiration […]. Les ministres qui avaient été pris en otages durant six jours purent finalement rentrer chez eux ».

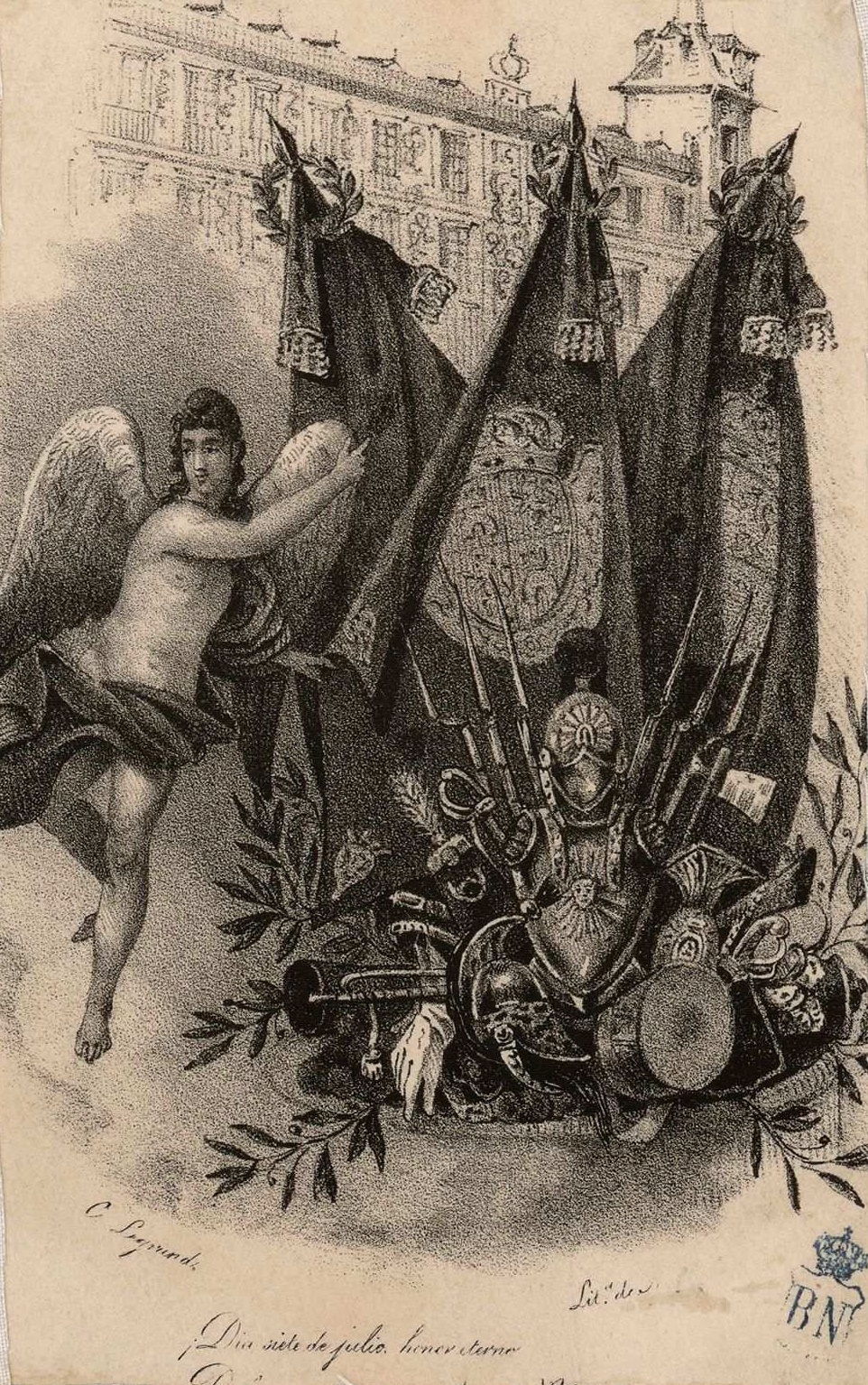
Luis Carlos Legrand, Alegoría del 7 de julio (Allégorie du 7 juillet), lithographie, portant l’inscription Día 7 de julio honor eterno. De la grande Nación el gran Peligro (7 juillet honneur éternel. De la grande Nation le grand danger, Bibliothèque nationale d'Espagne).

La victoire fut pour les miliciens et les volontaires qui parvinrent à vaincre les gardes royaux,. « Le 7 juillet devint une journée héroïque pour la mémoire du libéralisme, à travers la construction d’un récit en vertu duquel le peuple de Madrid avait vaincu l'absolutisme et sauvé la Constitution ». Le jour suivant El Universal publiait que « l’anniversaire du 7 juillet 1822 sera célébré par nos descendants » comme preuve « qu'il n'est pas de force humaine qui résiste à la volonté d’un grand peuple qui a résolu de mourir ou de vivre libre ».
Cette vision a été assumée par plusieurs historiens actuels. « la victoire fut remportée par le peuple, qui eut dans ces jours-là, mais surtout le 7 juillet, une attitude héroïque », selon Alberto Gil Novales. Juan Sisinio Pérez Garzón a souligné le rôle joué par les membres de la Milice nationale, notamment les secteurs populaires, et plus particulièrement les « travailleurs manuels qui vivaient d’un travail incertain et quotidien ». D’autres historiens, comme Álvaro París Martín, considèrent au contraire que « les civils n’eurent aucune participation » dans les combats contre la Garde royale, bien que « le 7 juillet il y ait eu des groupes de citoyens armés qui combattirent avec les trois bataillons de la milice », « aucune des sources disponibles ne fait penser à un soulèvement de caractère populaire »
L’insurrection échoua en dépit des nombreux appuis dont elle disposait (le roi, sa famille, le gouvernement, les hauts responsables de l’Armée et de l'Église, la cour, etc.) à cause du manque d’unité des insurgés en ce qui concerne les objectifs, divisés entre ceux revendiquant une absolutisme pur et ceux défendant l’introduction d’un Sénat pour modérer la première Chambre, ainsi que par l’impréparation et la maladresse dont ils firent preuve.
Le procureur Juan de Paredes instruisit le procès, après que les autres procureurs renoncèrent à le faire. Il ne put pas poursuivre le roi, inviolable selon la Constitution, bien qu’il crût pouvoir lui demander une déclaration, mais se proposa de poursuivre les autres participants présumés : membres de la famille royale, ministres, généraux, hauts dignitaires du palais, etc. Certains fuirent à l’étranger en dépit de la grâce que le roi leur concéda. Finalement, le 2 novembre le Tribunal spécial de Guerre et Marine dessaisit Paredes de la cause et la classa. « Il n’y aura pas plus de responsabilités, à l'exception d’une paire de malheureux à qui l’on donna le garrot ». Le roi, avec un haut degré de cynisme, avait félicité le conseil municipal et la députation permanente pour leur action pendant la crise et avait fait reposer toute la responsabilité sur les ministres. Au début de l’année suivante, la députation permanente approuva un rapport sur les évènements dans lequel on couvrait d’éloges le conseil municipal et la milice, et l’on soulignait la faiblesse du gouvernement et sa complicité indirecte, ainsi que celle du Conseil d’État et celle du chef politique de Madrid, mais le roi n’était pas directement accusé à cause de son irresponsabilité et de son inviolabilité.
Comme l'a souligné Juan Francisco Fuentes, « l’échec du coup d’État du 7 juillet 1822 marque un avant et un après dans l'histoire du Triennat libéral : après cette journée le pouvoir passa des modérés aux exaltés. Mais le changement de cycle que supposa le coup du 7 juillet ne se limite pas à ce fait. Les ennemis du libéralisme prirent bonne note de l’incapacité de l'absolutisme espagnol à renverser par ses propres moyens le régime constitutionnel […]. Cette analyse de l'échec du coup fit que dorénavant presque toute la pression sur le régime vint de l'extérieur, où le libéralisme espagnol comptait quelques vieux ennemis ».

## Les exaltés au gouvernement (août 1822-avril 1823)
Durant le coup d’État tant le conseil municipal de Madrid que la députation permanente des Cortes s’étaient adressés au roi pour qu’il joue son rôle constitutionnel, le menaçant même de nommer une régence. Après l’échec du coup d’État absolutiste, les deux institutions insistèrent de nouveau pour que le monarque se conforme à la Constitution, en plus d’exiger des sanctions contre les coupables, la purge des serviteurs du palais — le grand majordome et le commandant de la garde royale furent destitués — et la nomination d’un nouveau gouvernement. Le 18 juillet, la députation permanente réitéra ces demandes afin de rétablir « la tranquillité et [la] confiance réciproque ».

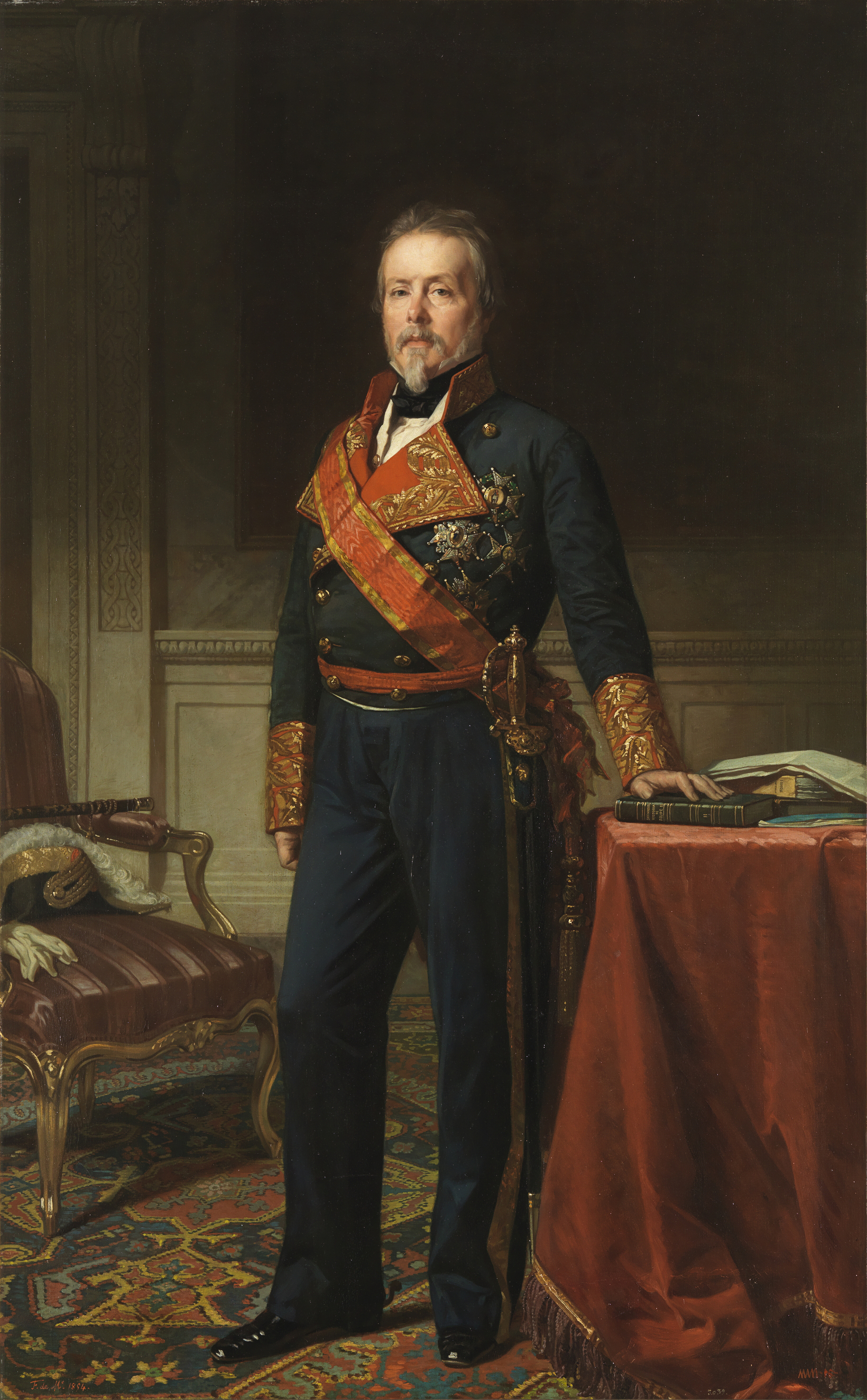
Le libéral exaltado Evaristo San Miguel, secrétaire du département d’État et leader du quatrième gouvernement du Triennat.

Étant donné que les libéraux moderados se trouvèrent totalement discrédité à cause de leur attitude ambigüe — au moins celle des « anilleros » — au cours du coup d’État, le roi s’était vu obligé à nommer le 5 août un cabinet formé de libéraux exaltados dont l’homme fort était le général Evaristo San Miguel, un des héros du 7 juillet, qui occupait le secrétariat du département d’État. Un autre de ses membres était le général Miguel López de Baños qui, comme San Miguel, avait participé au pronunciamiento de Riego. Les cinq autres secrétaires étaient : Francisco Fernández Gaseo, Gobernación de la Península e islas adyacentes; Mariano Egea (Budget), Felipe Benicio Navarro (Grâce et Justice), Dionisio Capaz (Marine) et José Manuel Vadillo (Gouvernement d’Outre-mer),. « Si la relation du roi avec les modérés avait été difficile, la cohabitation qui s’ouvrait à présent avec le libéralisme avancé [les exaltés], allait être encore plus compliquée ».
Selon Josep Fontana, il s’agissait d’« une équipe ministérielle d’apparence radicale ». Dans la même ligne Alberto Gil Novales remarque : « De nombreux auteurs ont parlé du radicalisme de ce Gouvernement, sans se rendre compte que San Miguel, bien qu’il feignît le libéralisme, était alors déjà anillero ; que López Baños, un autre homme de 1820, était passé au modérantisme […]. Fernández Gaseo, au poste extrêmenent important qui lui échut fut pour le moins incompétent : il remplit les provinces de chefs politiques inadéquats […]. Seule une politique sincèrement révolutionnaire aurait sauvé le pays ».
Pour sa part le roi, après l’échec du coup militaire de juillet, misa de façon décidée sur une intervention extérieure pour mettre fin au régime constitutionnel, se montrant même disposé, comme le lui demandaient les chancelleries européennes, spécialement la France, à ne pas rétablir l’absolutisme. Dans une lettre envoyée à l’ambassadeur français, le comte de Lagarde, il lui assura : « jamais cela n’a été mon intention que les choses reviennent au régime qu’avec erreur on nomme absolu, cependant ce dont je suis sûr est de ne pas avoir abusé de lui ; mais pour effacer cette idée, qu’ont diffusée ceux qui ont leurs vues particulières, je répète que je suis prêt et décidé à ne pas y revenir » ; après avoir assuré de son désir de ne pas restaurer l'absolutisme, il lui demandait une intervention armée, qu’il disait inéluctable, et de le prévenir à l’avance et avec prudence « pour prendre les mesures convenables, non seulement pour sauver au mieux ma Personne et la Famille Royale, mais aussi pour accorder le mode et la forme de l’entrée des troupes ».

### La guerre civile de 1822-1823: la «régence d’Urgell»
À partir du printemps 1822, le soulèvement royaliste organisé depuis l’exil, appuyé en Espagne par un dense réseau contre-revolutionnaire, au sommet duquel se trouvait le roi, s’étendit de sort que « durant l’été et l'automne en Catalogne, au Pays basque et en Navarre on vécut une véritable guerre civile dans laquelle il était impossible de rester à la marge, et dont fit les frais la population des deux camps : réprésailles, réquisitions, contributions de guerre, mises à sac, , etc. » Les royalistes parvinrent à former une armée qui compta entre 25 000 et 30 000 hommes.
Parmi les facteurs explicatifs du succès des soulèvements royalistes à partir du printemps 1822, les historiens ont souligné le fait que les contre-révolutionnaires surent mettre à profit le mécontentement des paysans suscité par la politique économique et fiscale des libéraux, : « La paysannerie tendait à identifier le libéralisme avec une fiscalité très agressive et un régime économique préjudiciable à leurs intérêts, car il remplaçait le paiement en nature d’impôts et de droits seigneuriaux par un paiement en espèce, toujours plus pesant dans des économies peu intégrées dans le marché et peu monétarisées », à quoi « s’ajoute la crise que vivait l’agriculture espagnole — et européenne — en raison de la chute générale des prix — une baisse de 50 % en à peine dix ans — ». Autrement dit « un monde social complexe qui nourrit la résistance au changement », chapeauté par les élites de la société d'Ancien Régime ; « Pour tous, le libéralisme était l’altération, dans certains cas plus tangibles, pour leurs économies et leur privilèges, et en général pour leur monde mental et les règles de vie depuis des siècles ».

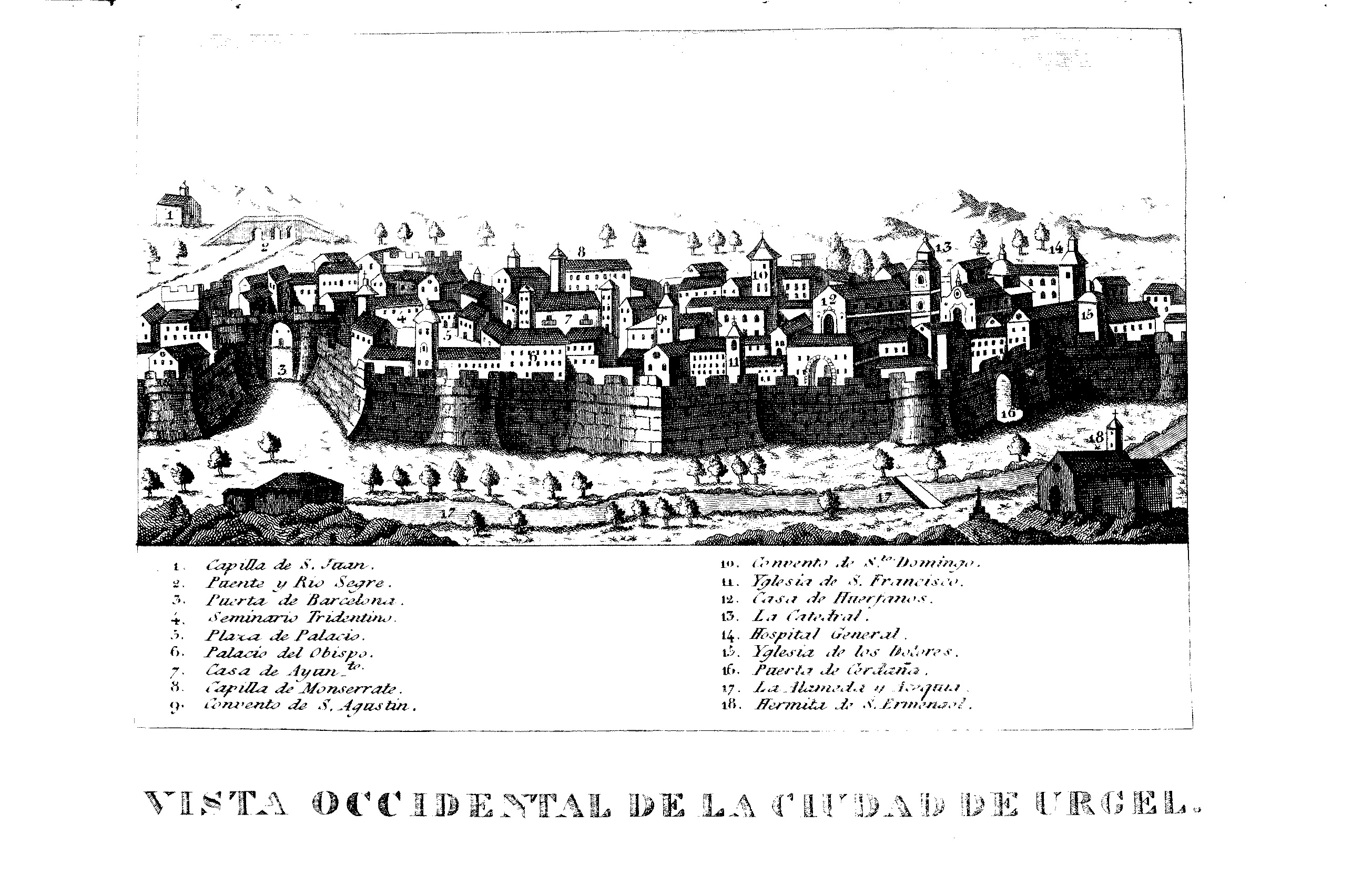
Gravure de La Seu d'Urgell entourée de ses murailles en 1847. La prise de la ville le 21 juin 1822 par les royalistes et l’installation en ces lieux de la régence absolutiste deux mois plus tard furent des faits décisifs dans la guerre civile de 1822-1823.

Le fait qui impulsa de façon définitive la guerre civile fut la prise de la forteresse de La Seu d'Urgell le 21 juin par les chefs des partidas realistas Romagosa et El Trapense. Le lendemain y fut établie la Junte supérieure provisoire de Catalogne, qui mit ses efforts dans la création d’une armée régulière et l'établissement d’une administration dans les zones de l'intérieur de la Catalogne occupées par les royalistes, suivie un mois et demi plus tard, le 15 août, par la dénommée « régence d'Urgell », « établie à la demande des peuples » et « désireuse de libérer la Nation et son Roi du cruel état dans lequel ils se trouvent »,. L’idée d’établir une régence avait été défendue par le marquis de Mataflorida — de fait il avait reçu au mois de juin des pouvoirs du roi pour ce faire —, s’agissant de plus d’une des exigences du gouvernement français pour prêter soutien aux royalistes. La régence fut formée par Mataflorida lui-même, le baron d’Eroles et Jaume Creus i Martí, archevêque de Tarragone, conseillés par un petit gouvernement formé d’Antonio Gispert (État), Fernando de Ortafà (Guerre) et Domingo María Barrafón, responsable des autres secrétariats d’État,,,,. Elle édita le périodique Diario de Urgel.
La justification de la régence résidait dans l’idée défendue par les royalistes selon laquelle le roi était « captif », « séquestré » par les libéraux, de la même manière qu’il l'avait été par Napoléon durant la guerre d’indépendance. De fait, la première proclamation de la régence commençait en affirmant qu'elle s'était constituée « pour gouverner [l'Espagne] durant la captivité de S.M.T.C. le seigneur don Ferdinand VII ». Un autre des arguments utilisés était la présumé faible soutien populaire qu’avait le régime constitutionnel. Ainsi, cela apparaissait-il dans le « Manifeste que les aimants de la Monarchie font à la Nation Espagnole, aux autres puissances et aux souverains » du marquis de Mataflorida qui circula dans toute l’Europe : « le peuple immobile et effrayé ne prit pas part dans une telle trahison [la révolution] qu’il réprouva toujours avec une indignation silencieuse réprimée par la force ». Le Manifeste terminait par un appel aux puissances européennes pour qu’elles intervienne en Espagne et restaurent l'absolutisme.
À partir de la constitution de la régence d’Urgell, qui « dota la contre-révolution d’une direction centralisée et d’une certaine cohérence idéologique », les royalistes consolidèrent leur domination sur de vastes zones du nord-est et du nord de l'Espagne en établissant leurs propres institutions pour administrer le territoire qu’ils contrôlaient : Juntes de Catalogne, de Navarre, d’Aragon, de Sigüenza et du Pays basque — cette dernière présidée par le général Vicente Genaro de Quesada et disposant d’un représentant pour chacune des trois provinces —. D’autre part, la formation de la régence fut reçue avec enthousiasme par les cours européennes, bien qu’avec plus de réserve en France, car la régence avait proclamé la restauration de l’absolutisme comme son objectif, tandis que les Français continuaient de miser sur un régime de charte similaire au sien. Un représentant de la régence, le comte d’Espagne, se rendit au congrès de Vérone, alors que le gouvernement espagnol ne fut pas invité. Pour sa part, le roi Ferdinand VII maintenait en secret des échanges épistolaires avec les cours de différents monarques européens — dont le tsar de Russie —, qui approuvaient la formation de la régence, afin de solliciter leur assistance.

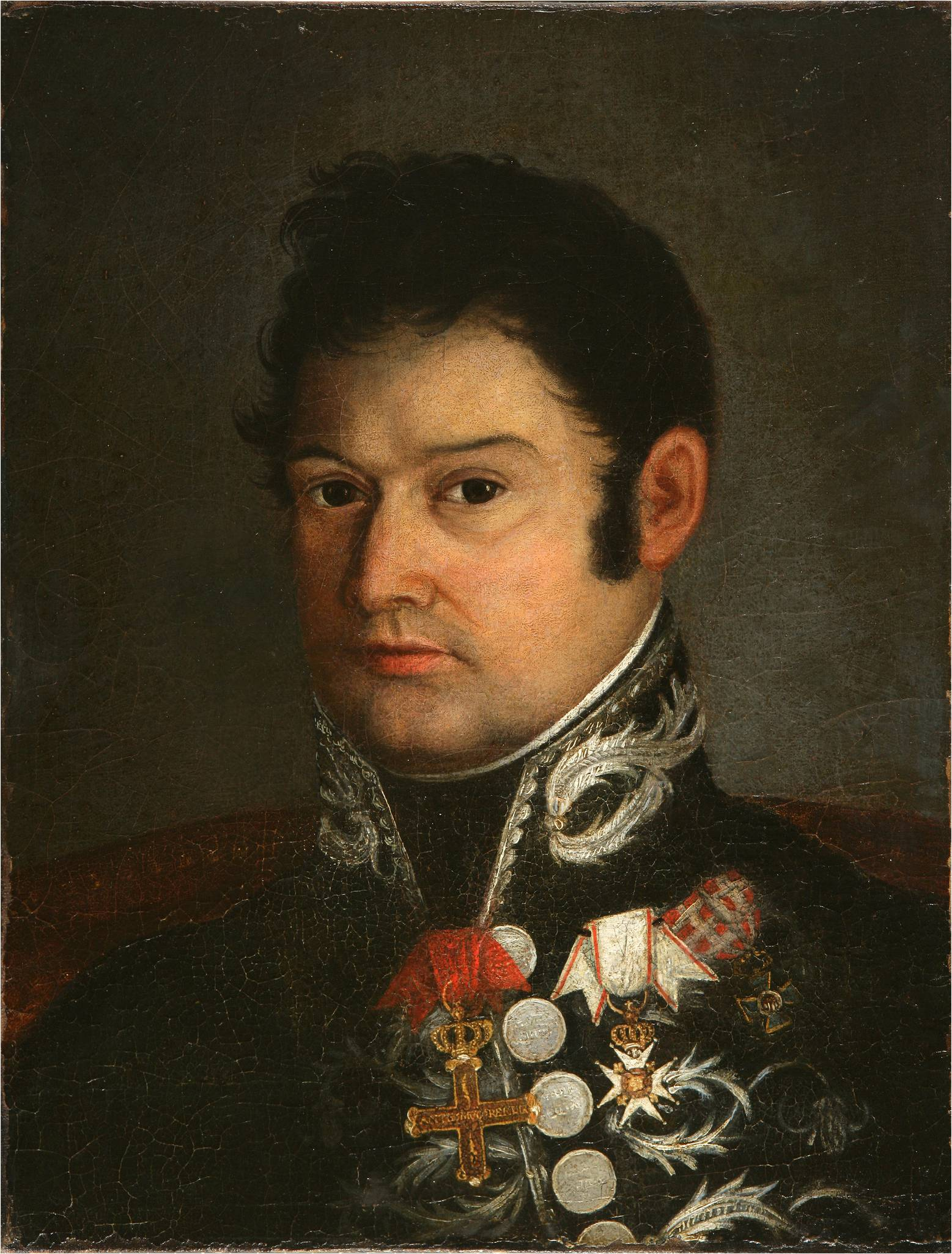
Portrait du général Francisco Espoz y Mina, qui commanda l’armée constitutionnelle qui défit les royalistes, les obligeant à traverser la frontière française (accompagnés de la fuite de la régence d’Urgell).

Pour faire face à la situation critique vécue dans la moitié nord de l’Espagne furent convoquées des Cortès extraordinaires qui furent inaugurées le 7 octobre. Elles adoptèrent une série de mesures pour freiner l’offensive royaliste. Pour sa part, le gouvernement mené par Evaristo San Miguel décréta en octobre 1822 un recrutement militaire extraordinaire afin d’augmenter les effectifs de 30 000 soldats et obtint l’autorisation du Parlement pour remplacer de façon discrétionnaire les chefs militaires qu’il jugeait peu favorables à la cause constitutionnelle. On accord également l’envoi de renforts en Catalogne, en Navarre et au Pays basque.
Les mesures adoptées par le Parlement et le gouvernement — s’ajoutant à la déclaration de l’état de guerre en Catalogne le 23 juillet — donnèrent leurs fruits et au cours de l’automne et de l’hiver 1822-1823, après une dure campagne qui dura six mois, les armées constitutionnelles, dont l’un des généraux était l’ancien guérillero et vétéran de la guerre d’indépendance Espoz y Mina, retournèrent la situation et obligèrent les royalistes de Catalogne, de Navarre et du Pays basque — environ 12 000 hommes — à fuir en France, et ceux de Galice, de Vieille-Castille, de León et d’Estrémadure — environ 2 000 hommes — à fuir au Portugal. La régence elle-même dut abandonner l’Urgell, assiégé par l’armée d’Espoz y Mina après la prise de Cervera le mois antérieur, et se réfugier en France,,.
Après les multiples échecs des royalistes — tentative de coup d’État de juin 1822, soulèvement armé des partidas realistas et tentative politique de la régence d'Urgell —, il devint clair que la seule option restante pour ceux-ci était une intervention militaire étrangère,, comme l’affirma positivement le comte de Villèle, chef du gouvernement français qui avait déjà apporté un soutien considérable aux partidas, faisant ainsi un premier pas vers l’approbation de l’implication de l’armée française à travers la dite « expédition d’Espagne ».

### La crise de février 1823
En même temps que la campagne d’Espoz y Mina se déroulait avec succès en Catalogne et qu’Evaristo San Miguel rejetait « avec dignité et suffisance » les notes menaçantes envoyées par la France et par les trois puissances absolutistes de la Sainte-Alliance, ce qui le rendit plus populaire, et que l’on lançait des appels patriotiques à la résistance comme en 1808, le gouvernement adoptait des mesures quelque peu déconcertantes. En juillet il dissolvait le Bataillon sacré qui avait eu un rôle remarquable dans la journée du 7 juillet, sous le prétexte qu’il n’était plus nécessaire, et le mois suivant il commençait à faire de même avec la Milice nationale, en alléguant les mêmes motifs. De plus, le 4 février, le chef politique supérieur (es) de Madrid, Juan Paralea, fermait la Sociedad Landaburiana (es), sous le prétexte que le bâtiment qui l’hébergeait menaçait ruine, et encourageait l’union d’un secteurs des membres de la comunería et des franc-maçons, ce qui allait provoquer la division de la première en deux moitiés irréconciliables, l’une modérée et l’autre radicale, cette dernière ayant des liens avec la charbonnerie italienne, division qui « contribua à laisser le pays sans défense devant les troupes françaises ».
C’est dans ce contexte que se produisit l’intervention de Ferdinand VII, qui laissa le pays plongé dans une grave crise institutionnelle. Le 15 février, les Cortès, après un dur débat, avaient accordé le transfert des institutions et de la cour à un endroit plus protégé — Madrid était « une ville ouverte », mal disposée à sa propre défense, rappela un leader libéral — face à la menace d’invasion qu’avait lancée deux semaines auparavant le monarque français Louis XVIII. Trois jours plus tard, le 18 février, le gouvernement présentait l'accord au roi. Sa réponse fut de destituer le gouverenment dès le lendemain, mais une mutinerie qui éclata ce même jour à Madrid — on entendit des cris de « Mort au roi ! Mort au tyran ! » et un groupe de mutins parvint même à pénétrer dans le palais royal — l’obligea à rétablir les secrétaires d’État destitués. Un jour plus tard, le 20 février, c’étaient les exaltés « comuneros », opposés au gouvernement rétabli, qui manifestaient à Madrid et demandaient la formation d'une régence. Cette pression eut son effet et le 28 février, la veille de l’ouverture des Cortès — les Cortès extraordinaires avaient fermé leurs sessions neuf jours auparavant —, Ferdinand VII nomma un nouveau gouvernement majoritairement formé de membres de la comunería (Álvaro Flórez Estrada, Antonio Díaz del Moral, Ramón Romay, José María Torrijos, Joaquín Zorraquín, Lorenzo Calvo de Rozas), qui étaient disposés à négocier avec les français pour éviter l’invasion, en incluant aussi le projet d’une deuxième Chambre parlementaire — un « sénat » afin de tempérer le penchant révolutionnaire du Congrès —. La réponse des membres du gouvernement antérieur, bien qu’ils aient accepté de présenter leur démission au roi en échange de l’acceptation par ce dernier de son transfert à Séville, fut de recourir à une obstruction formelle afin d’éviter que les nouveaux secrétaires d’État ne prennent possession de leurs charges, en refusant de lire les rapports de gestion obligatoire devant le Parlement,.
Selon Alberto Gil Novales, exaltés, comuneros et maçons s’étaient mis d’accord sur un changement de gouvernement mais les derniers n’avaient pas respecté le pacte; La mutinerie du 19 février avait été orchestrée en secret par Antonio Alcalá Galiano et par le directeur de la Poste, Manuel González Campos, et « avait pour finalité de vaincre totalement les comuneros et de contraindre le roi au voyage prévu à Séville ». Josep Fontana donne une autre version : la crise fut le résultat de l’échec de la tentative de destituer le gouvernement exalté « maçon » de San Miguel, opposé à toute négociation avec les Français et de nommer à sa place un gouvernement « comunero » mené par Álvaro Flórez Estrada et Lorenzo Calvo de Rozas, qui étaient pour leur part disposés à introduire les changements politiques exigés par le gouvernement français et ainsi empêcher l’invasion — un plan qui comptait avec la complicité du roi —. Les négociations avec le comte de Villèle avaient été réalisées par la maison Rothschild de Paris, qui le 2 mars communiquait au commerçant et banquier valencien Vicente Bertran de Lis — qui avait demandé la médiation des Rothschild — ce qui suit : « si des modifications satisfaisantes sont faites dans les personnes et dans la forme du gouvernement espagnol, comme conséquence de la crise dans laquelle il se trouve, l’armée française attendra les résultats jusqu’au premier avril, et l’on peut agit avec l’assurance que dans ce cas elle ne traversera pas la frontière avant cette date ». Le 20 mars Bertran de Lis leur répondait que le plan se poursuivait car « les ministres qui doivent remplacer le ministère actuel vont également à Séville », bien qu’il soit déjà trop tard. Les « maçons » avaient réussi à le fragiliser avec l’approbation par les Cortès du transfert à Séville, empêchant ainsi que les secrétaires d’État sortant aient l’occasion de lire leurs rapports de gestion. « Cela signifiait que, tant que durerait le voyage, le vieux gouvernement resterait en fonction et, comme l’ouverture des Cortès avait été fixée à la fin avril, la manœuvre impliquait que le nouveau gouvernement ne s’installerait pas avant cette date et ne pourrait négocier à temps pour éviter l’invasion »,.
Lorsque le 23 avril 1823 les Cortès rouvrirent leurs sessions à Séville — l’invasion française avait déjà commencé depuis deux semaines —, les membres du gouvernement San Miguel rendirent enfin leurs postes en lisant leurs mémoires, ce qui autorisa la prise de possession d’un nouvel exécutif, dont la figure principale était Álvaro Flórez Estrada, le 28 février. Toutefois, quarante députés modérés s’opposèrent, ouvrant une nouvelle crise politique qui ne fut résolue qu’en mai avec la nomination imposée au roi d’un nouveau gouvernement — le troisième — dont l'homme fort était José María Calatrava. C’est sous ce gouvernement qu’eut lieu à la mi-juin le transfert définitif des Cortès et de la famille royale à Cadix.

## Fin de la révolution (avril-octobre 1823): L’invasion des «cent-mille fils de Saint Louis»

### La décision de l’invasion: le faux traité secret de Vérone

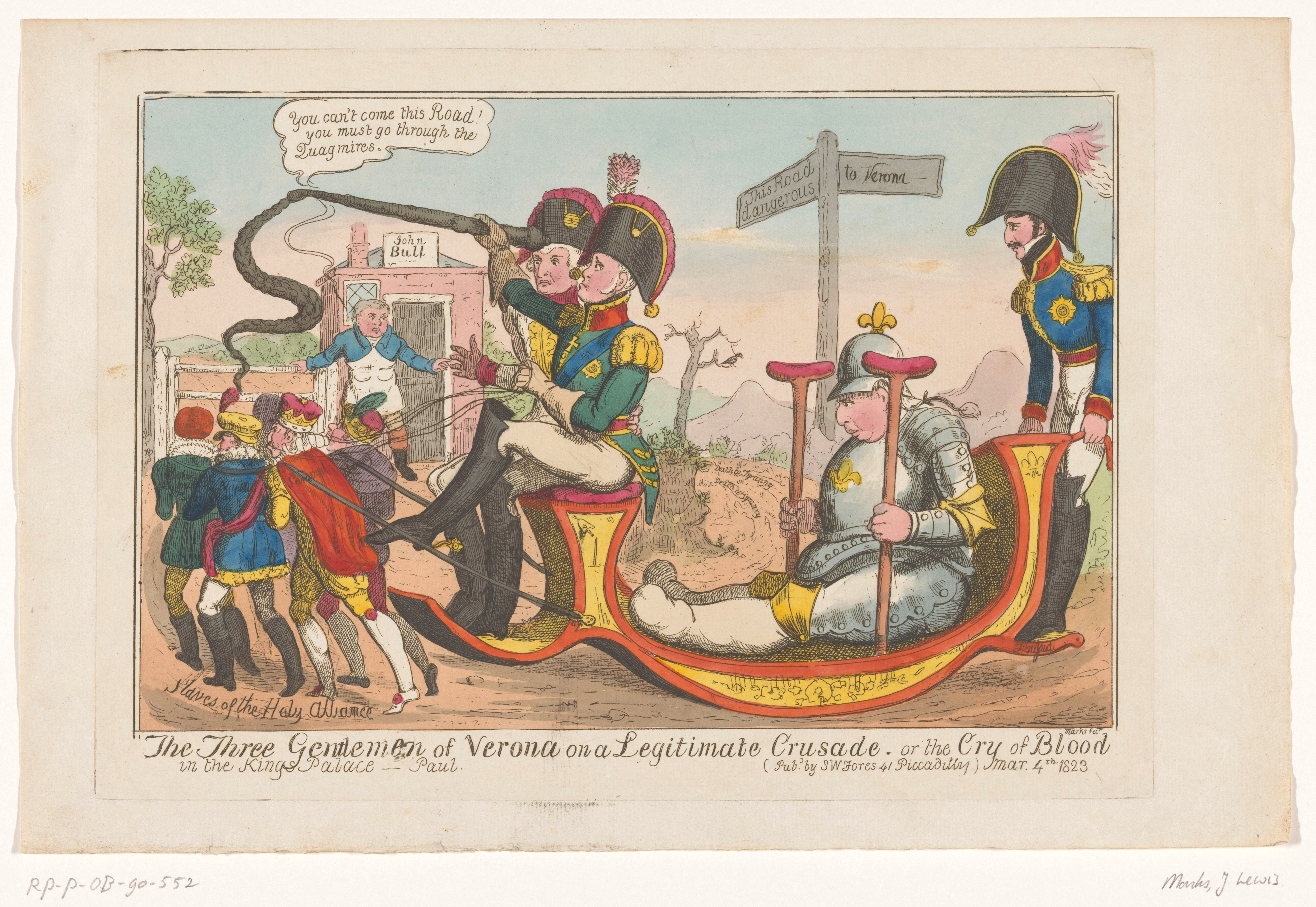
Caricature britannique intitulée Los tres caballeros de Verona en una legítima cruzada o la llamada de la sangre en el palacio del rey (Les trois chevaliers de Vérone dans une légitime croisade ou l’appel du sang dans le palais du roi). Elle montre le roi de France Louis XVIII assis dans un traîneau en armure et avec des béquilles, avec le tsar Alexandre Ier et l’empereur d’Autriche François II sur le tréteau et le roi de Prusse Frédéric-Guillaume III sur la plateforme arrière. Tous se dirigent à Vérone pendant que John Bull, qui représente le peuple britannique, leur dit que ce n’est pas le bon chemin. Le traîneau est tiré par les esclaves de la Sainte-Alliance.

Le roi Ferdinand VII lui-même, qui avait maintenu une correspondance secrète avec les monarques européens depuis le premier moment du Triennat libéral, fut à l'origine de l’invasion française de 1823. En juin 1821 il insista auprès du tsar sur le fait que la seule manière de le sauver, et avec lui la monarchie espagnole, résidait dans « la puissance assistance de force armée étrangère ». Le 10 août 1822, Ferdinand VII lui écrivit à nouveau une lettre dans laquelle il demandait son soutien total à l’intervention en Espagne — d’une armée étrangère, non en tant que « conquérant, mais en tant qu’auxiliaire » —, un sujet dont il allait être question lors du prochain congrès de Vérone qui réunirait les monarchies de la Quadruple Alliance (empire d'Autriche, Empire russe, royaume de Prusse, qui formaient la Sainte-Alliance, et le Royaume-Uni de Grande-Bretagne et d'Irlande, ainsi que le royaume de France).
Bien que le thème principal dût être la question d’Orient (le soulèvement indépendantiste grec contre l’Empire ottoman), le congrès de Vérone célébré entre le 20 octobre et le 14 décembre 1822 s’occupa essentiellement des dangers représentés par la révolution espagnole en Europe. Les plus fermes partisans de l’intervention militaire en Espagne pour mettre fin au régime constitutionnel furent le tsar de Russie Alexandre Ier et le roi de France Louis XVIII, ce dernier cherchant à redonner du prestige international au régime de la Restauration. Pour sa part, le chancelier autrichien Metternich proposa l’envoi de « Notes formelles » au gouvernement de Madrid afin qu'il modère ses positions et, en cas d’absence d’une réponse satisfaisante, de rompre les relations diplomatiques avec l’État espagnol,.
Les notes diplomatiques furent reçues à Madrid entre fin 1821 et début 1822 — la note française concluait avec la menace d’une invasion dans le cas où « la noble nation espagnole ne trouve pas par elle-même remède à ses maux, maux dont la nature inquiète tant les gouvernements d’Europe que cela les force à prendre des précautions toujours douloureuses. » — et furent catégoriquement rejetées par l’homme fort du gouvernement espagnol, Evaristo San Miguel, secrétaire du Bureau d’État, qui reçut l’appui des Cortès, de l’opinion publique et même du roi. San Miguel répondit : « La nation espagnole ne reconnaîtra jamais dans aucune puissance le droit d’intervenir ni de se mêler de ses affaires ». En conséquence, les ambassadeurs des « puissances du nord » (Autriche, Prusse et Russie) abandonnèrent Madrid ; un peu plus tard, le 26 janvier, l’ambassadeur français fit de même. Seul restait alors à Madrid l’ambassadeur britannique, dont le gouvernement n’avait envoyé aucune note et s'était retiré du congrès de Vérone,. L’Espagne se trouva ainsi isolée sur le plan international, dans l'attente de connaître la forme que prendrait la menace et l’incertitude quant à la posture du Royaume-Uni.

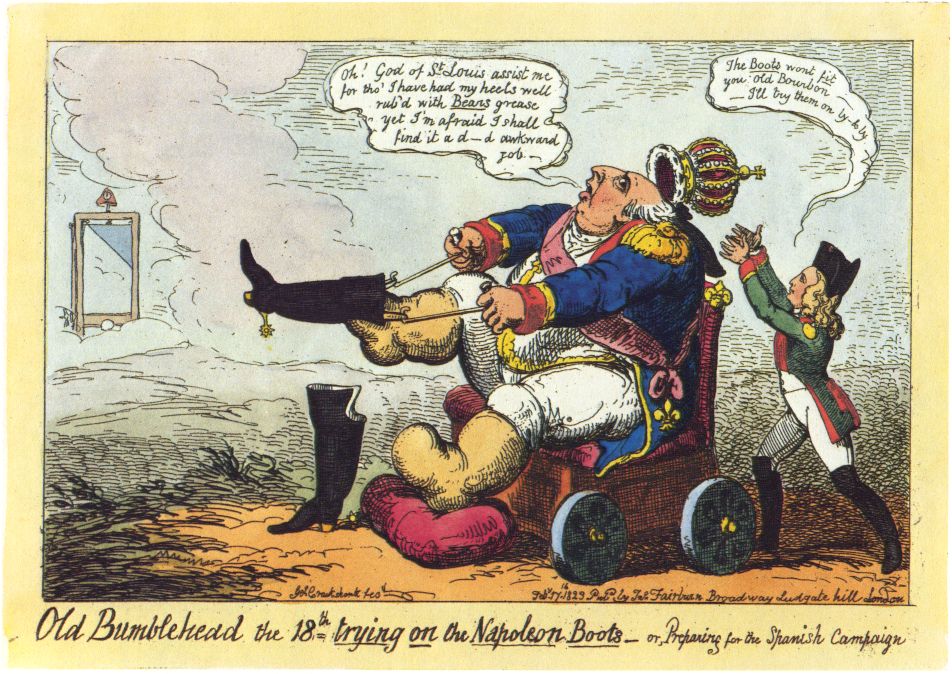
Louis XVIII essayant les bottes de Napoléon et préparant la campagne d'Espagne, caricature anglaise de George Cruikshank publiée le 17 février.

Au congrès de Vérone, l’Autriche, la Prusse et la Russie s’engagèrent à appuyer la France si celle-ci décidait d’intervenir en Espagne uniquement dans trois éventualités, :
- si l’Espagne attaquait directement la France ou si elle tentait de le faire à travers de la propagande révolutionnaire ;
- si le roi d’Espagne était déchu de son trône, ou si sa vie ou celle de sa famille était mise en danger ;
- si un changement susceptible d'affecter le droit de succession dans la famille royale espagnole avait lieu.

Bien qu’aucune de ces conditions ne se réalisât, la France envahit l'Espagne en avril 1823.
En juin 1823, deux mois après le début de l’invasion française, la revue londonienne Morning Chronicle publia un supposé « traité secret de Vérone » signé le 22 novembre par les représentants de l'Autriche, la Prusse, la Russie et la France dans lequel on chargeait cette dernière d’envahir l’Espagne. L’historiographie donna pour authentique le traité secret, y compris après que l’archiviste américain T. R. Schellenberg démontra en 1935 qu’il s’agissait d’une falsification de britannique visant à créer un lien entre l’expédition française et la Sainte Alliance,. Il fut ainsi démontré que l’expédition d'Espagne ne fut pas décidée au congrès de Vérone ni au nom de la Sainte Alliance. L’invasion de l’Espagne fut décidée par le rois français Louis XVIII et par son gouvernement — surtout après que, le 28 décembre 1822, François-René de Chateaubriand prit en charge la direction de la politique extérieure avec l’objectif de rendre à la France son statut de grande puissance militaire —, avec le soutien plus ou moins explicite ou la neutralité des autres puissances de la Quintuple Alliance (la Quadruple Alliance plus la France).

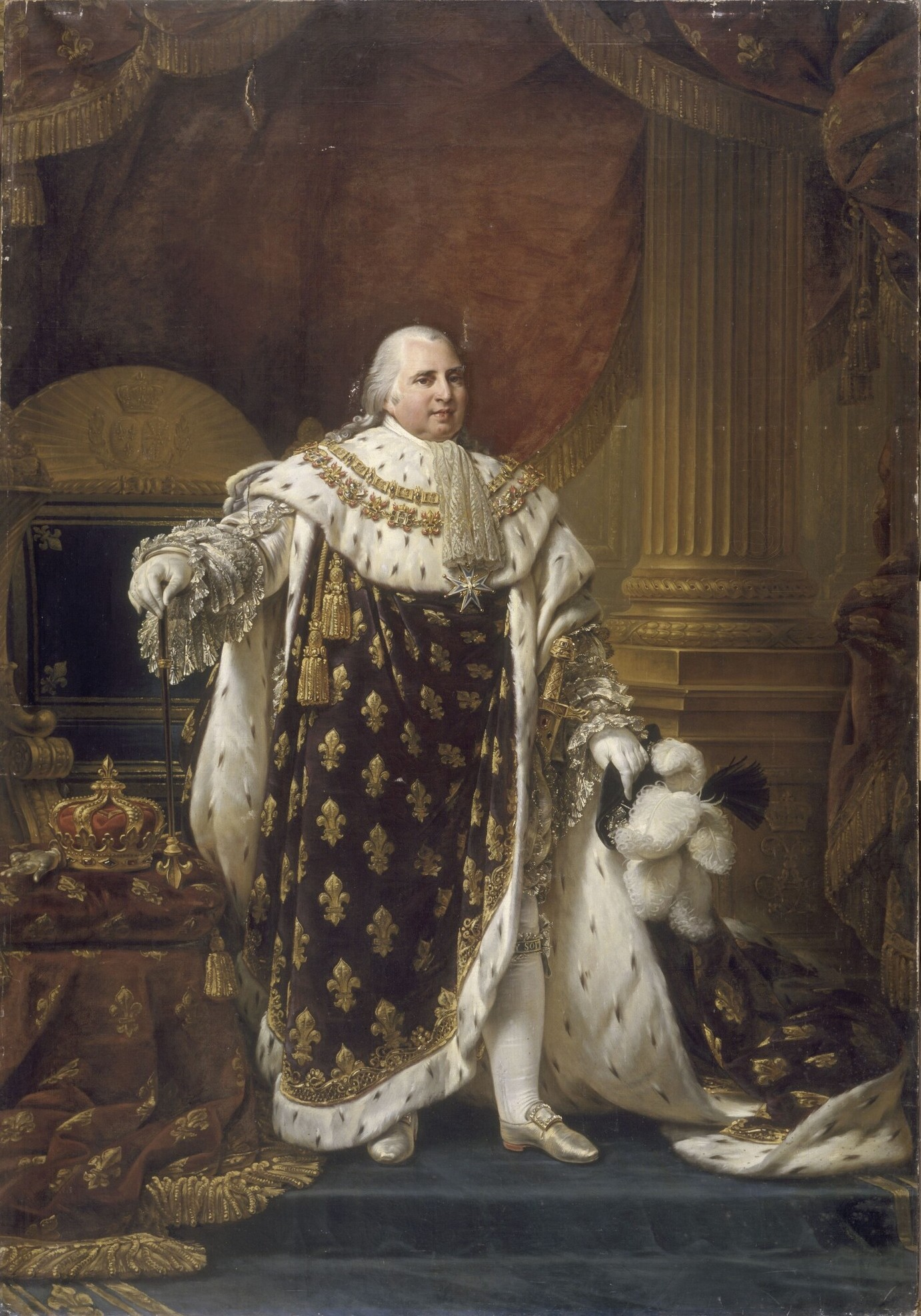
Le roi de France Louis XVIII décida, avec son gouvernement, d’envahir l’Espagne afin d’abattre le régime constitutionnel. Depuis la découverte en 1935 du fait que le traité secret de Vérone était une falsification, il fut démontré que l’expédition d’Espagne ne fut pas décidée au congrès de Vérone ni menée au nom de la Sainte Alliance.

Ce qui décida également la monarchie de Louis XVIII à intervenir en Espagne fut la crainte d’une contagion révolutionnaire sur son propre territoire, surtout après que la défaite des partidas realistas espagnoles,. La France et les membres de la Quadruple alliance arrivèrent à la conclusion que, après les multiples échecs des royalistes — tentative de coup d’État de juin 1822, soulèvement armé des partidas realistas et tentative politique de la régence d'Urgell —, la seule option restante pour ceux-ci était une intervention militaire étrangère,, comme l’affirma positivement le comte de Villèle, chef du gouvernement français qui avait déjà apporté un soutien considérable aux partidas, faisant ainsi un premier pas vers l’approbation de l’implication de l’armée française à travers la dite « expédition d’Espagne ».
Dans son discours d’ouverture devant le Parlement le 28 janvier 1823, Louis XVIII informa de l’échec des approches diplomatiques menées avec l’Espagne, qu’il considérait comme achevées — deux jours auparavant, l’ambassadeur français avait abandonné Madrid ; celui d’Espagne à Paris fit de même après avoir pris connaissance du discours —,, puis annonça solennellement sa décision de l’envahir. C’est dans cette déclaration que se trouve l’origine du nom sous lequel fut connu le corps expéditionnaire français en Espagne aux ordres du duc d’Angoulême, les « cent-mille Fils de Saint Louis »,,,,,,.
Après l’échec de ses tentatives de médiation, le secrétaire du Foreign Office George Canning communiqua le 21 mars au gouvernement de Paris que le Royaume-Uni ne s’opposerait pas à l’invasion à trois conditions, qu’il lui fit parvenir le 31 : que l'armée française abandonne l’Espagne dès sa mission accomplie, qu’elle n’intervienne pas au Portugal et qu’elle n’aiderait pas l’Espagne à récupérer ses colonies. Une semaine plus tard, la France lançait son invasion. Au moment de justifier leur intervention, ni le roi Louis XVIII ni son gouvernement ne mentionnèrent le péril de la révolution espagnole ni le droit d’intervention établi par la Saint Alliance et précisé au cours du congrès de Troppau ; les Français n’invoquèrent pas non plus leur propre intérêt et se limitèrent à proclamer la solidarité de la maison de Bourbon. Il s’agissait d’« rétablir un Bourbon sur le trône par les armes d’un Bourbon », comme l’écrivit François-René de Chateaubriand dans ses Mémoires d'outre-tombe.

### L’invasion et la faible résistance espagnole

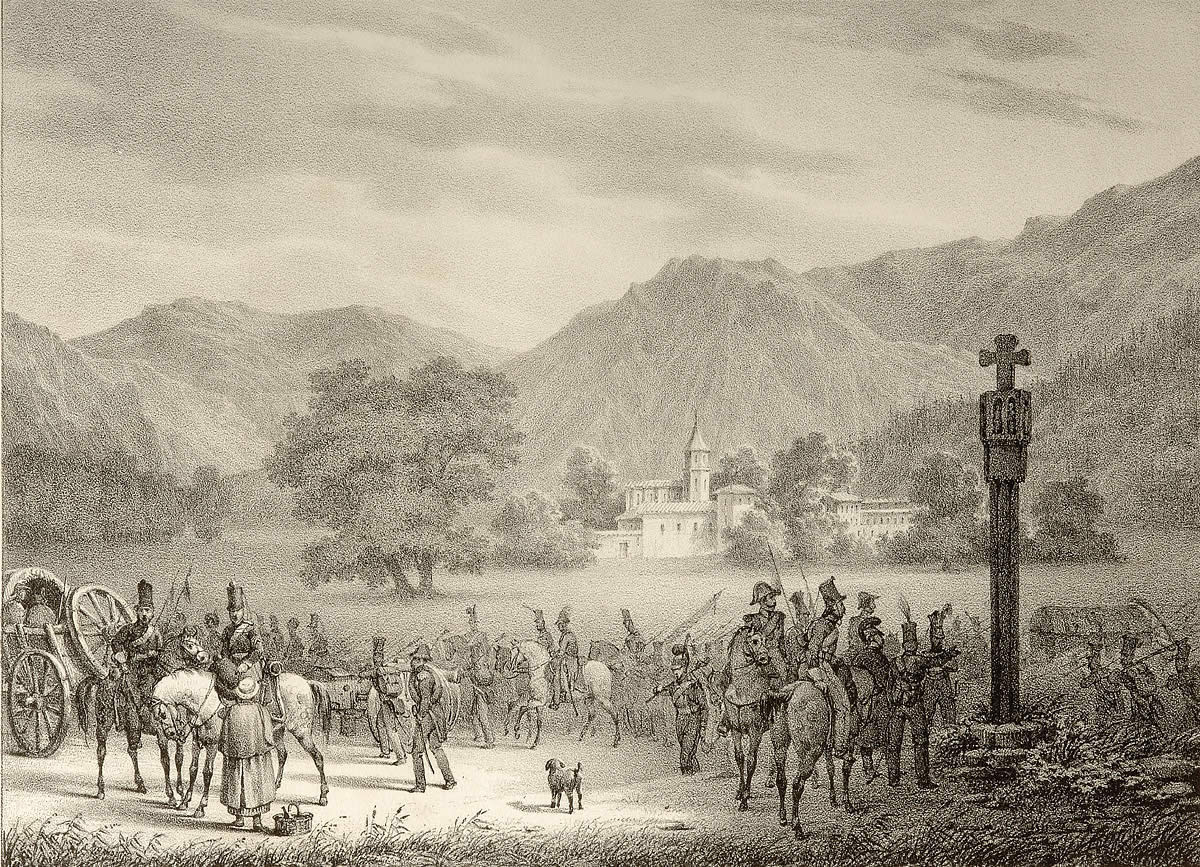
Plaine de Roncevaux (1823), lithographie de Victor Adam représentant le passage des cent mille fils de Saint Louis par la commune de Roncevaux (Navarre).

Le 7 avril 1823, la dite « Armée d’Espagne » commença à traverser la frontière espagnole sans déclaration de guerre préalable,. Rassemblant au départ entre 80 000 et 90 000 hommes, leur nombre s’éleva jusqu’à environ 120 000 à la fin de la campagne, dont une partie avaient déjà participé à l’invasion de 1808 par Napoléon,. Ils reçurent l'appui des troupes royalistes espagnols qui s’étaient organisées en France avant l'invasion — entre 12 500 et 35 000 hommes selon les sources —, formant l’auto-dénominée « Armée de la Foi », qui fut financé avec 23 millions de francs (presque un tiers des fonds consacrés à l’armée française),,. Au fur et à mesure de leur avancée, les troupes royalistes furent rejointes par les partidas realistas qui avaient survécu à l’offensive de l'armée constitutionnelle. L’historien Juan Francisco Fuentes souligne la situation paradoxale des membres des partidas, qui quinze auparavant avaient lutté contre les Français dans la guerre d’indépendance.
Les envahisseurs prirent soin de ne pas répéter les mêmes erreurs que lors de l’invasion napoléonienne de 1808 — par exemple, ils évitèrent d’avoir recours à des réquisitions pour approvisionner les troupes, mais payèrent en argent comptant les fournitures sur le terrain — et se présentèrent comme les sauveurs qui venaient rétablir la légitimité et l’ordre, comme l’illustrait le soutien qu’ils recevaient des royalistes espagnols,. La proclamation faite aux Espagnols avant de commencer l’invasion disait que leur intention était d’en finir avec cette « faction révolutionnaire qui a détruit dans votre pays l’autorité royale, qui tient votre roi captif, qui demande sa destitution, qui menace sa vie et celle de sa famille ». De plus, les Français étaient accompagnés par l’auto-proclamée « Junte provisoire de gouvernement d’Espagne et des Indes » qui fut établie à Oyarzun le 9 avril, était présidée par le général absolutiste Francisco de Eguía, un homme de confiance de Ferdinand VII,, et qui avait pour fonction de légitimer l’invasion et d’éviter qu’elle soit perçue comme une oppression,. Ce fut notamment l’intention du comte de Martignac : présenter « comme une guerre civile espagnol ce qui n’était pas autre chose qu’une invasion française », selon Josep Fontana.

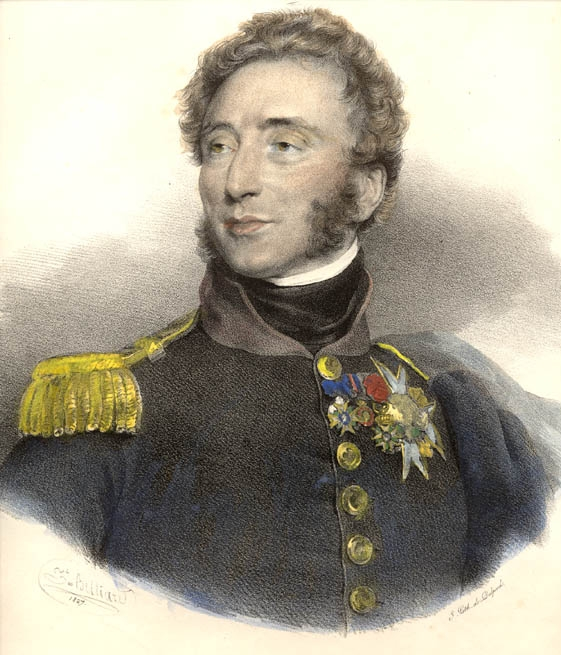
Louis de France, duc d’Angoulême, commandant en chef de l'Armée d'Espagne.

Pour contrer les envahisseurs français, dont le nombre était compris entre 90 000 et 110 000, appuyés par environ 35 000 royalistes espagnols, l’armée constitutionnelle espagnole ne disposait que d’approximativement 50 000 hommes, ce qui la plaçait dans une position de manifeste infériorité,,. Le gouvernement dirigé par Evaristo San Miguel organisa ses forces en quatre armées d’opérations, bien que le seul qui fît réellement face aux envahisseurs fut le second, le plus nombreux — 20 000 hommes — et le mieux préparé, commandé par le général Francisco Espoz y Mina, ancien guérillero et héros de la guerre d’indépendance, déployé en Catalogne. Les trois autres généraux — le comte de La Bisbal, au commandement de l’armée de Réserve de Nouvelle-Castille ; Pablo Morillo à la tête des forces de Galice et des Asturies ; Francisco Ballesteros, dirigeant les troupes de Navarre, d’Aragon et de la Méditerranée — n’opposèrent pas de franche résistance,,,. L’armée française put ainsi avancer vers le sud sans grande difficulté et entra à Madrid le 13 mai — la rapidité de la campagne peut néanmoins être trompeuse car les Français avaient avancé sans occuper la plus grande partie des places fortes —,,.
À l’exception de quelques villes qui démontrèrent une grande capacité de résistance — comme La Corogne qui résista jusqu'à fin août, Pampelune et Saint-Sébastien, qui ne capitulèrent qu'en septembre, ou Barcelone, Tarragone, Carthagène et Alicante qui poursuivirent la lutte jusqu’en novembre, plus d’un mois après la défaite du régime constitutionnel,, —, il n’y eut pas de résistance populaire à l'invasion et pas de formation de guérillas anti-françaises comme durant la guerre d’indépendance ; c’est même plutôt le contraire qui survint : les partidas realistas se joignirent aux troupes de l'envahisseur. La raison de la passivité d’une grande partie de la population a été expliquée par la politique agraire et fiscale du régime libéral qui, non seulement ne satisfit pas les aspirations de la paysannerie, qui constituait la plus grande partie du pays, mais leur porta préjudice, ce que la propagande royaliste mit à profit. La situation était bien différente et « deux des idées fortes qui avaient soutenu la résistance en 1808 avaient disparu en 1823 » : le roi n’était pas prisonnier des Français — au contraire, nombreux étaient ceux qui le présentaient comme un otage des libéraux — et la religion catholique ne courait pas de danger — les troupes françaises apparaissaient alliées des défenseurs du trône et de la foi catholique —,.

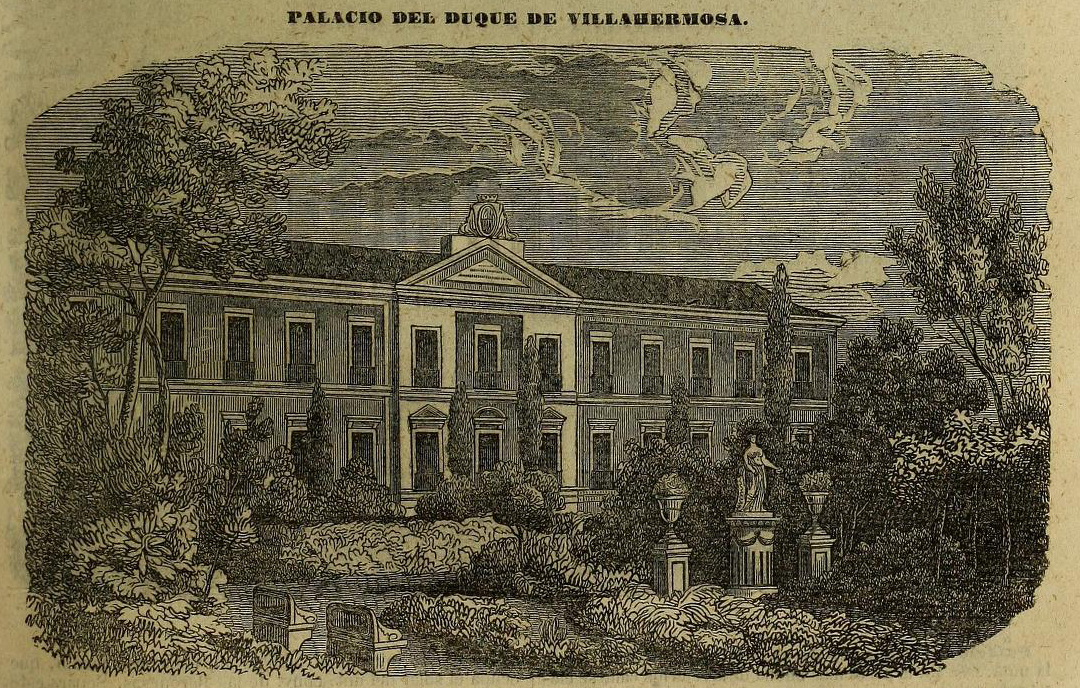
Vue du palais de Villahermosa dans le tome X du Diccionario geográfico-estadístico-histórico de España y sus posesiones de Ultramar de Pascual Madoz, publié en 1850. Ce dans ce palais que logea le duc d’Angoulême durant son bref séjour à Madrid.

Lorsque le duc d'Angoulême entra à Madrid le 23 mai, salué par les carillons de toutes les églises de la capitale, il nomma une régence présidée par le duc del Infantado,. À son tour, la régence nomma un gouvernement absolutiste mené par le chanoine et ancien confesseur du roi, Víctor Damián Sáez, qui serait à la tête du secrétatariat du département d’État,, qui rassemblerait « quelques uns des plus notables réactionnaires du moment ». Dans sa première proclamation, le gouvernement de la régence appela à « poursuivre » les ennemis. Le 9 juin, les troupes françaises traversaient le Despeñaperros, vainquant les forces du général Plasencia qui leur fit face, le chemin vers Séville — où se trouvait à se moment le gouvernement, les Cortès, le roi et sa famille — étant ainsi dégagé.

#### Violence antilibérale des royalistes: l’ordonnance d'Andújar
Au fur et à mesure que les troupes françaises avancèrent vers le sud, les royalistes espagnols déchaînèrent une explosion générale de violence contre les libéraux, menant de nombreuses exactions dans un esprit de revanche et sans soumission à aucune norme ou autorité. Le duc d’Angloulême se sentit dans l'obligation d’intervenir et promulgua le 8 août 1823 l’ordonnance d'Andújar (es), qui retirait aux autorités royalistes la faculté de réaliser des persécutions et arrestations pour motifs politiques, qu'il réservait aux autorités françaises,. Le rejet royaliste fut immédiat et déboucha sur une insurrection de l'Espagne absolutiste contre les Français qui fut couronnée de succès car le 26 août le duc d’Angoulême modifia le décret — aboutissant de fait à sa quasi dérogation —, sous la pression du gouvernement français, inquiet de la crise qui se déroulait et de l’opposition de la Sainte Alliance à l’ordonnance,,. Une des conséquences de la campagne lancée contre l’ordonnance fut le renforcement du royalisme extrêmiste ou ultra qui en vint à former des sociétés secrètes, parmi lesquelles figure notamment la Junte apostolique (es). Après la modification, les violences reprirent avec une grande vigueur, si bien que l'historien Josep Fontana en est arrivé à les qualifier de « terreur blanche ».

### Assaut sur Cadix

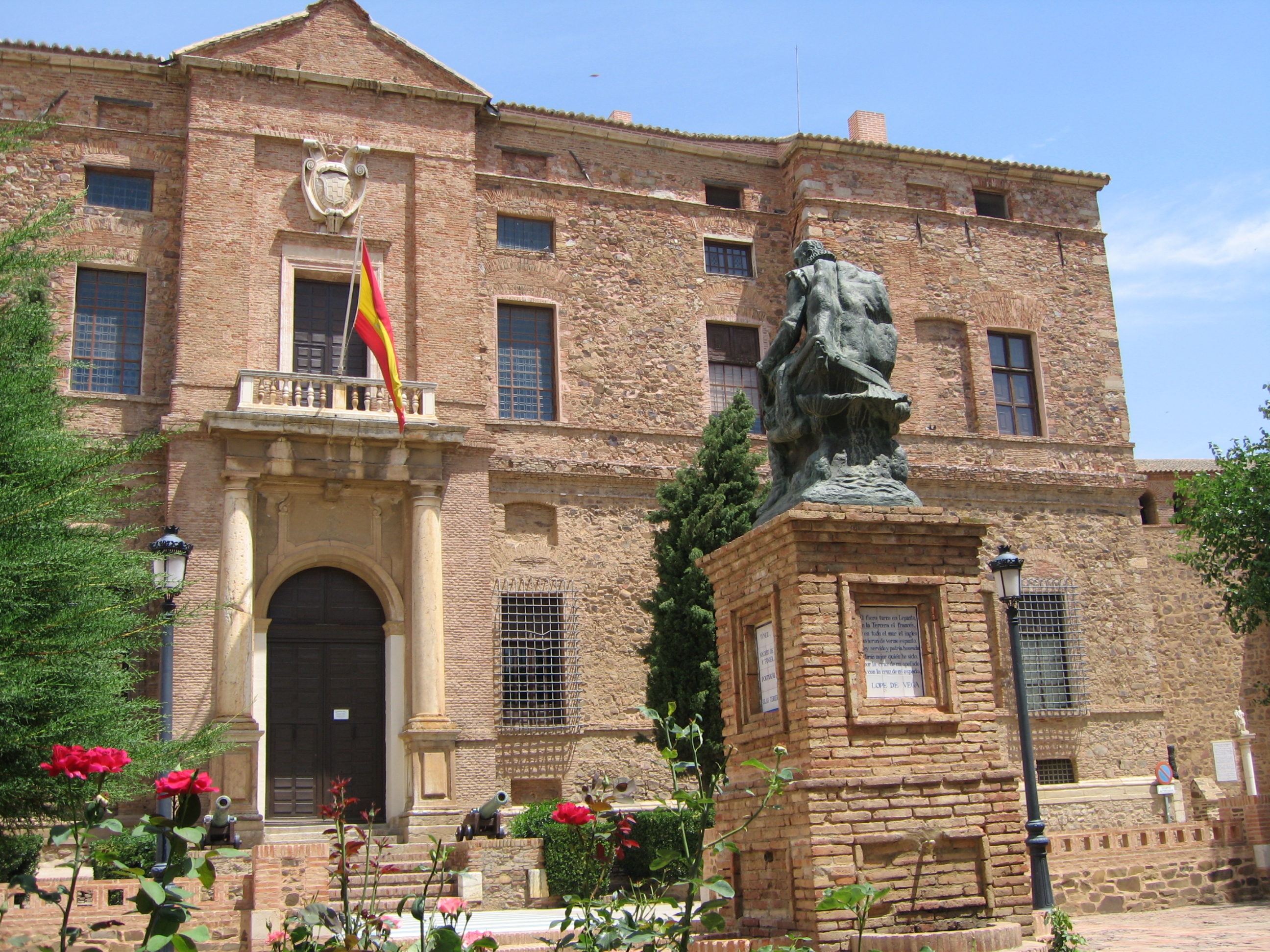
Palais du marquis de Santa Cruz, à Viso del Marqués, où le roi Ferdinand VII logea au cours de son transfert à Séville. Au premier plan, on voit la statue d’hommage de la Marine espagnole à don Álvaro de Bazán, premier marquis de Santa Cruz, qui ordonna la construction du palais, œuvre majeure de la Renaissance en Espagne. Ferdinand n'écrivit pas un seul mot sur le palais dans son journal de voyage.

Face à la menace d'invasion, les Cortès et le gouvernement — deux gouvernements en réalité, l'un présidé par Evaristo San Miguel et l’autre par Álvaro Flórez Estrada —, avaient abandonné Madrid le 20 mars — trois semaines avant que le premier soldat français traverse la frontière —,, pour se diriger vers le sud, s’établissant le 10 avril à Séville, où ils conduisirent de force Ferdinand VII et la famille royale, en dépit du refus qu’ils manifestaient — comme le roi l’expliqua, il prétendait souffrir de la goutte —,. Le seul souhait du roi était en réalité de se trouver le plus vite possible en présence des « étrangers ».
Les Cortès réouvrirent leurs sessions le 23 avril, et le roi signa la déclaration de guerre à la France le lendemain. Peu après, le cabinet dirigé par San Miguel démissionna, ce qui aurait dû donner lieu à un nouvel exécutif présidé par Flórez Estrada, mais l'opposition d’un groupe nombreux de députés ouvrit une nouvelle crise politique qui ne fut résolue que le mois suivant avec la formation d’un nouveau gouvernement dont la figure principale était l’exalté José María Calatrava, qui n’occupa pas le secrétariat de Bureau de l’État, comme c’était la norme depuis quelque temps, mais celui de Grâce et Justice,,. Selon Emilio La Parra, Calatrava représentait « un homme de consensus parmi les défenseurs de la Constitution » car, en tant qu’ancien « doceañista » il n’était pas mal vu par les moderados ni par les exaltados « maçons » et conservait de bonnes relations avec les exaltados comuneros, et la même chose pouvait être dire à propos de ses ministres — (Pedro de la Bárcena (Guerre), plus tard remplacé par Estanislao Sánchez Salvador, le colonel Salvador Manzanares, très proche du général Riego (Gouvernement), José Pando (État), Juan Antonio Yandiola (Budget) et Pedro Urquinaona (Outre-mer) —. Selon Josep Fontana, le « nouveau gouvernement avec une prédominance des franc-maçons, dont le chef effectif était Calatrava », fut le résultat d’« une nouvelle conspiration [qui] avait obtenu du ministère formé par les comuneros n’arrivât pas à exercer le pouvoir ne serait-ce qu’un seul jour ».
Face à l’avancée des troupes françaises, le 11 juin, les Cortès décidèrent de se transférer à Cadix, et d’y emmener le roi et sa famille, de nouveau contre leur volonté,,. Ceux-ci étaient dans l’attente de leur « libération » face à l’arrivée imminente de l’armée française (ou le succès d’une conjuration royaliste qui était en gestation, mais qui fut finalement découverte). Ferdinand VII résista avec plus de ténacité pour ne pas entreprendre le voyage. « Ni ma conscience, ni l’amour pour mes peuples ne me permettent de quitter Séville ; en tant que [personne] particulière je ferais ce sacrifice ; en tant que Roi je ne peux pas », dit-il aux députés qui lui firent part de la nécessité de se transférer à Cadix — lorsque ceux-ci prétendirent répondre au roi, celui-ci leur tourna le dos et s’en alla en affirmant « J’ai dit » —. Finalement les Cortès, sur la proposition du député exalté Antonio Alcalá Galiano — qui dit « Il n’est pas possible qu’un Roi consente à rester en un point pour être prisonnier des ennemis […]. S.M. ne peut être en plein état de raison, elle est en état de délire » —, alléguèrent que le roi souffrait d’une « léthargie passagère » et, en accord avec la Constitution, l’inhabilitèrent pour « empêchement moral » pour exercer ses fonctions et nommèrent une régence — formée de Cayetano Valdés y Flores, Gabriel Ciscar et Gaspar de Vigodet — qui détiendrait les pouvoirs de la Couronne durant le séjour à Cadix,,,,,,,. Au cours de ce voyage, le roi se rappela qu’« avec des cris épouvantables tous ceux qui le souhaitèrent nous insultèrent, disant : « Mort aux Bourbons; mort à ces tyrans », « Tu n’est plus rien et tu ne reviendras pas au pouvoir non plus ». Proférant tout cela avec les plus grandes menaces, malédictions et mots obscènes »,,,. Plus tard, le roi et la reine écrivirent qu’ils avaient craint pour leurs vies et celles de toute la famille royale.
La réponse de la régence royaliste installée à Madrid par le duc d’Angoulême fut de promulguer le 23 juin un décret qui inculpait pour lèse-majesté tous les députés qui avaient participé aux délibérations pour inhabiliter le roi — ce fut le « délit » au nom duquel le général et héros libéral Rafael del Riego fut pendu —,. Le décret ordonnait également huit jours de prières pour le roi (rogativas) au cours desquels ne seraient célébrées ni fêtes ni représentations théâtrales. D’autre part, la nouvelle de la suspension des fonctions du monarque, bien que temporaire, causa une grande commotion dans les cours européennes, le souvenir du roi français Louis XVI, qui avait été guillotiné par les révolutionnaires, étant encore bien présent dans les esprits.

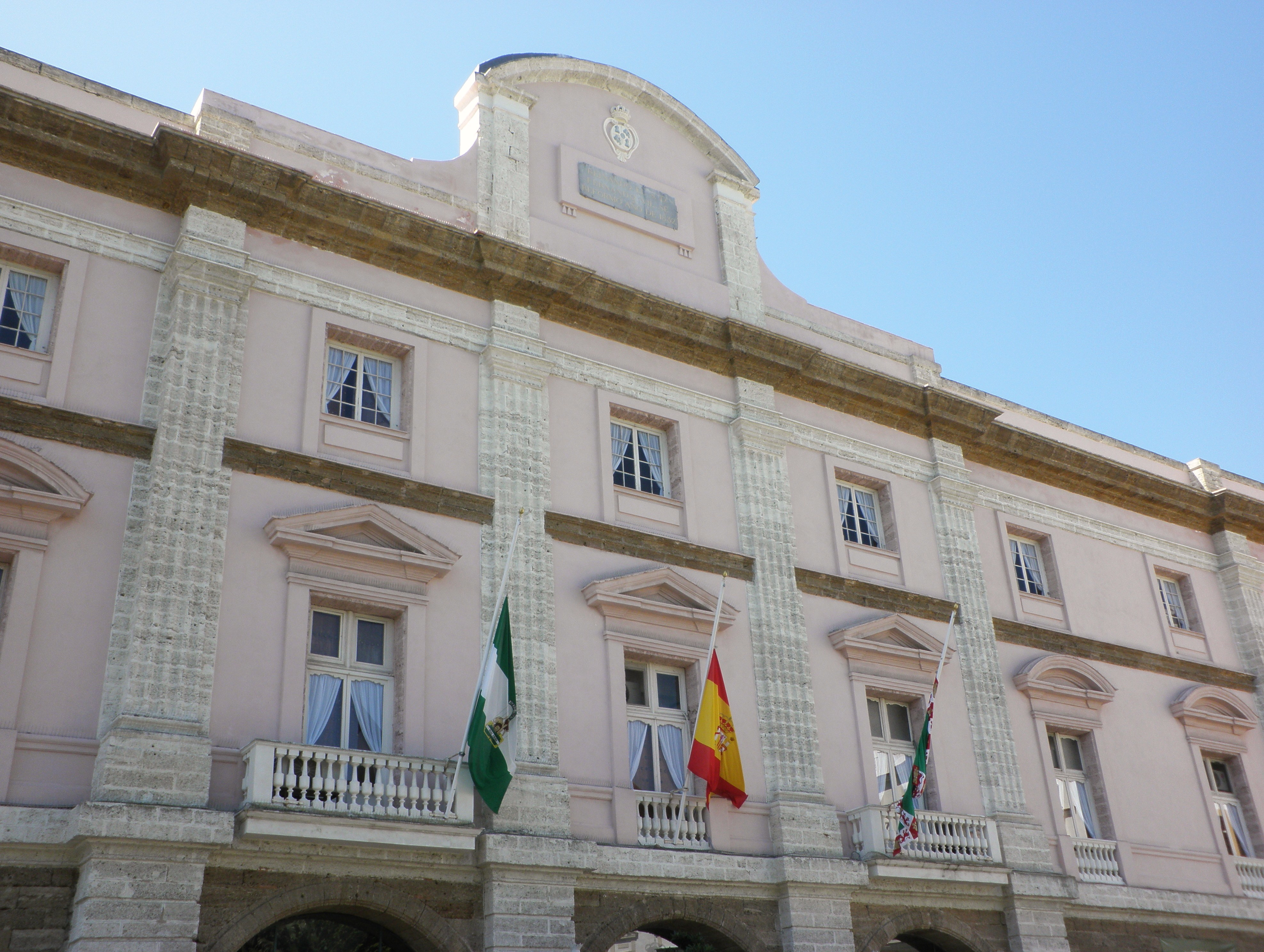
Le palais de la Douane de Cadix, résidence du roi au cours de l'attaque française de 1823.

Dès qu’ils arrivèrent à Cadix le 15 juin, la régence constitutionnelle prit fin et le roi récupéra ses pouvoirs — lorsque Ferdinand VII se présenta devant les régents il leur dit : « Alors comme ça ma folie a cessé ? » —,. Il y eut à cette occasion un remaniement dans le gouvernement : José Luyando occupa le secrétariat du département d’État, Manuel de la Puente celui de la Guerre, Salvador Manzanares au Gouvernement et Francisco Osorio à la Marine — José María Calatrava et Juan Antonio Yandiola conservèrent leurs postes —. Un fait qui contribua à infuser le découragement chez les libéraux fut le fait que l’ambassadeur britannique William à Court, représentant du seul exécutif européen sur l’appui duquel ils croyaient pouvoir compter, ne se rendit pas à Cadix mais à Gibraltar quand il quitta Séville, « dans l’attente d’ordres de son gouvernement »,.
Comme treize ans auparavant, Cadix fut assiégée par l'armée française,,. Peu après le début du siège, le duc d'Angoulème, qui était arrivé à la mi-août à El Puerto de Santa María, où il avait établi son quartier général, envoya une lettre à son « frère et cousin » Ferdinand VII dans laquelle il l’informait que « l'Espagne est à présent libre du joug révolutionnaire » et lui suggérait de concéder une amnistie et de convoquer les anciennes Cortès. Depuis le toit en terrasse du palais de la Douane (es) de Cadix, où il résida durant l’attaque française, Ferdinand VII se divertit avec des cerfs-volants et en observant les assaillants avec des longues-vues. La question de savoir si l’utilisation de cerfs-volants fut une simple diversion ou un moyen de communiquer par signes avec l'envahisseur. On sait en revanche que le monarque utilisa différents moyens pour rester en contact avec les royalistes et les Français et leur demanda de le « secourir » et que l’infante Marie Françoise de Bragance, épouse de Charles de Bourbon, était son principal contact et son instigatrice,.
Dans la nuit du 30 au 31 août, les troupes françaises prirent le fort Louis et vingt jours plus tard celui de Sancti Petri, rendant dès lors toute résistance impossible,,,,. Cette fois, Cadix n’avait pas bénéficié de l’aide de la flotte britannique comme en 1810,. Le 24 septembre, le général Guilleminot, chef de l’État-major français, lança un ultimatum aux assiégés en les menaçant, dans le cas où la famille royale était victime d’un malheur, « de passer au couteau les députés à Cortès, les ministres, les conseillers d’État, les généraux et tous les employés du gouvernement pris à Cadix ». La veille avaient commencé les bombardements depuis la mer — qui eurent des effets dévastateurs sur les rues et les maisons — et le moral des habitants de Cadix chuta davatange encore lorsque furent connues la désertion de deux bataillons de l’armée de réserve et presque simultanément la nouvelle de l'arrestation à Jaén du général Riego, le plus grand héros de la révolution libérale,. Le secrétaire du département d’État se suicida en s’égorgeant. Le 25 il avait informé les Cortès, au cours d’une session secrète, de « la démoralisation et lâcheté déclarée de nos troupes ».

### «Libération» de Ferdinand VII et restauration de la monarchie absolue

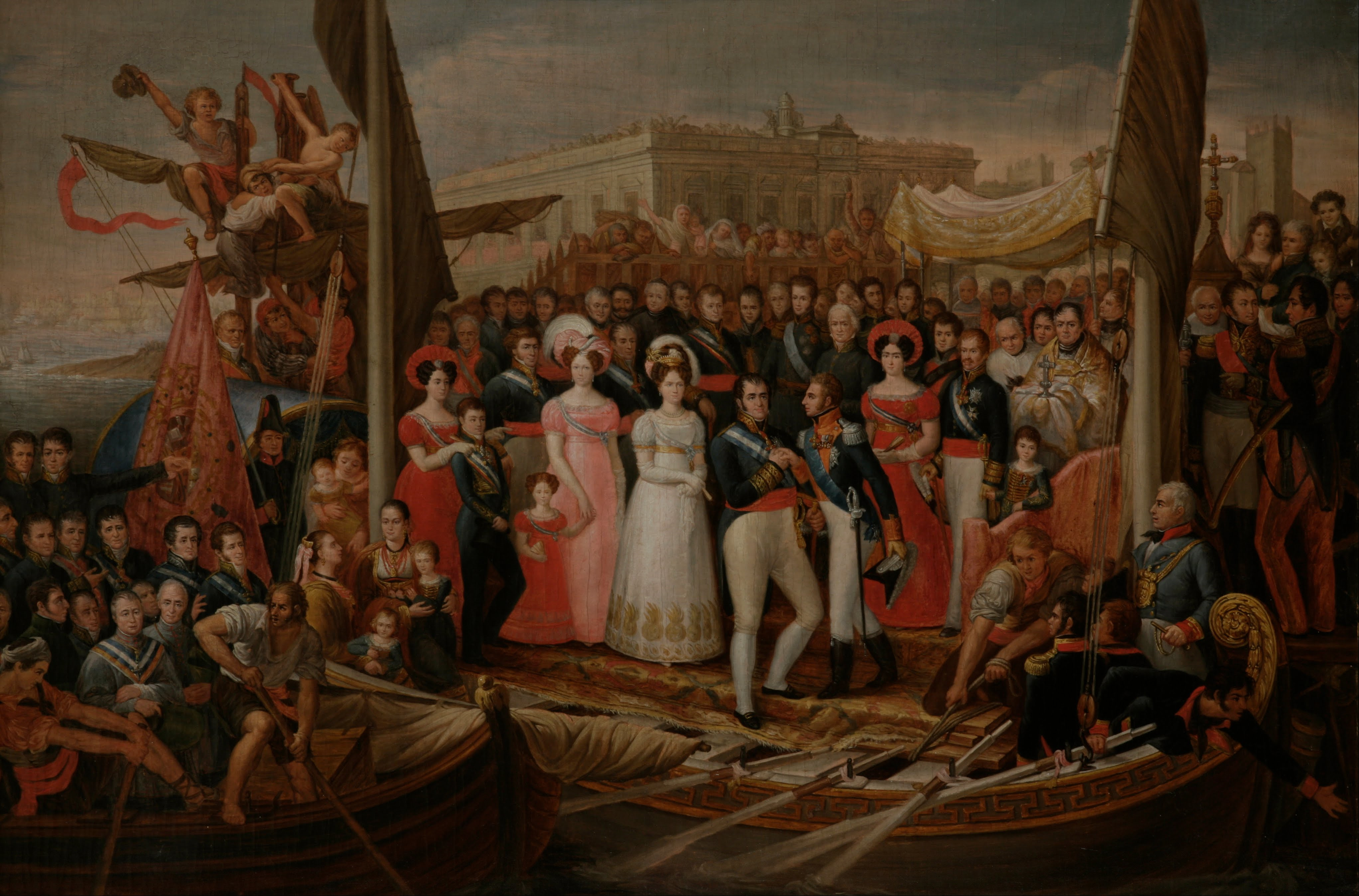
Tableau de José Aparicio représentant le débarquement de Ferdinand VII à El Puerto de Santa María après avoir été libéré de sa captivité à Cadix. Il est reçu par le duc d’Angoulême, commandant de l'Armée d’Espagne française et par le duc del Infantado, président de la régence absolutiste nommée par les Français.

Le 30 septembre 1823, après près de quatre mois de siège, le gouvernement libéral décida, avec l’approbation des Cortès, de laisser partir le roi Ferdinand VII, qui s’entretint le lendemain avec le duc d’Angoulême et le duc del Infantado, président de la régence absolutiste nommée par les Français, à El Puerto de Santa María, sur la rive opposée de la baie de Cadix,,,. Une fois débarqués, « ils furent accueillis par une cérémonie qui pouvait être comprise comme une réception après un long voyage. On représentait le retour à l’ordre par la dramatisation du retour du monarque depuis un lieu très distant d’une optique royaliste — la « captivité » des libéraux — et la récupération d’un temps « celui de la légitimité monarchique » qui avait été suspendu tant que fut en vigueur la Constitution ». Ce jour, le roi nota dans son journal : « J’ai recouvré ma liberté et je suis revenu à la plénitude de mes droits que m’avait usurpés une faction ». Une bonne part des libéraux qui se trouvaient à Cadix fuirent en Angleterre via Gibraltar, car ils pensèrent que le roi ne tiendrait pas sa promesse, faite peu avant d’être « libéré », de promouvoir la reconciliation et le pardon entre les deux camps, « un oubli général, complet et absolu de tout ce qui s’était passé, sans aucune exception ». Il ne s’étaient pas trompés,,,,.

Le manifeste du 30 septembre 1823 avait été rédigé par le gouvernement et Ferdinand VII l'avait signé après avoir rejeté une phrase, qui affirmait qu’« il connaissait les inconvénients d’un gouvernement absolu et qu’il ne l'adopterait jamais ». Le manifeste accepté par le roi disait entre autres, : 

« Je promets librement et spontanément, et j’ai résolu de […] mettre en œuvre un oubli général, complet et absolu de tout le passé, sans aucune exception, pour que de cette manière se rétablissent parmi les Espagnols la tranquillité, la confiance et l’union, si nécessaires pour le bien commun, et que mon cœur paternel souhaite tellement. J'adopterai un gouvernement qui fera la félicité complète de la nation, renforçant la sécurité personnelle, la propriété civile de tous les Espagnols »

Dès que Ferdinand retrouva la liberté, et à l’encontre du conseil du duc d’Angoulême d’« étendre l’amnistie le plus possible » et d’éviter à tout prix de retomber dans une situation similaire à celle qui s’était produite en 1820 — auxquels se contenta de répondre « Vive le roi absolu ! » —, il promulgua, à peine débarqué, un décret dans lequel il dérogeait l’ensemble de la législation du Triennat libéral — ce faisant il ne tint pas non plus la promesse qu’il avait faite au roi de France et au tsar de Russie qu’il n’allait pas « régner à nouveau sous le régime que l’on dit absolu » —,,,,,,,.
Tout juste libéré, le roi dit : « La plus criminelle trahison, la plus honteuse lâcheté, l’outrage le plus horrible à ma Royale Personne, et la violence la plus inévitable, furent les éléments employés pour dévier le Gouvernement paternel de mes royaumes en un code démocratique ».

Plus tard, Ferdinand VII écrivit en se rappelant ce 1er octobre où il arriva à El Puerto de Santa María : 

« Jour heureux pour moi, pour la famille royale et pour toute la nation ; puisque nous retrouvâmes à partir de ce moment notre très désirée et juste liberté, après trois ans, six mois et vingt jours du plus ignominieux esclavage, dans lequel parvinrent à me mettre sur la base de spéculation une poignée de conspirateurs, et d’obscurs et ambitieux militaires qui, ne sachant même pas écrire leurs noms, s’érigèrent eux-mêmes en régénérateurs de l'Espagne, l’imposant à la force des lois qui les convenaient le plus pour atteindre leurs sinistres fins et faire leurs fortunes, détruisant la nation. »

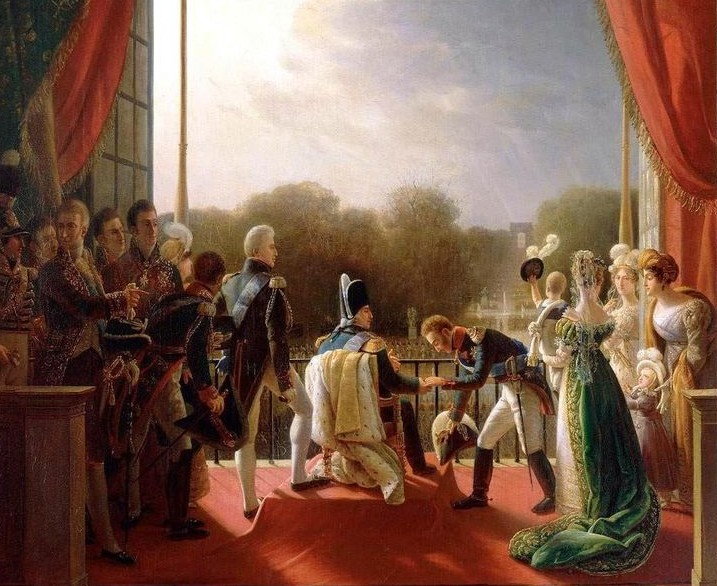
Le roi français Louis XVIII et sa cour au balcon des Tuileries accueillent le duc d’Angoulème au retour de l'expédition d’Espagne en 1824.

Après la reddition du gouvernement constitutionnel à Cadix, le dernier combat fut livré à Tramaced (Aragon). Les Français appuyés par les troupes royalistes vainquirent une armée commandée par le général Evaristo San Miguel, ancien secrétaire d’État, qui était sorti de Tarragone pour venir en aide à Lérida. « Ce fut la dernière bataille d'une guerre qualifiée improprement par certains de promenade militaire », note Emilio La Parra López. Pour leur part, les chefs des places et villes qui résister encore se préparèrent à négocier les capitulations avec les Français. Ainsi, la guerre se conclut par une série de pactes, comme à Barcelone et à Tarragone, qui se rendirent le 2 novembre — les capitulations furent négociées par le général Espoz y Mina, qui écrivit depuis l'exil : « j’eus […] la consolation d’observer depuis mon logement que l'entrée des Français [à Barcelone] ne s’était produit aucune alternance ni réjouissance » —, à Alicante, qui se rendit le 11 novembre, ou Carthagène, qui capitula le 30. Dans la majorité d’entre elles, on établissait que les soldats, officiers et miliciens ne seraient pas ennuyés et que des passeport leur permettant de quitter l’Espagne par motifs politiques seraient délivrés à tous ceux qui le désiraient.
Le 30 novembre 1823, le duc d’Angoulême donna le dernier ordre général depuis Oiartzun, près de la frontière, dans lequel il considérait la campagne menée comme un plein succès et félicitait ses troupes pour le zèle dont elles avaient fait preuve. Le lendemain, il traversait la frontière par le Bidassoa. La campagne d’Espagne, qui avait duré sept mois et demi, se conclut comme un authentique triomphe pour Ferdinand VII.

## Répression et exil
Selon Pedro Rújula et Manuel Chust, « La restauration de Ferdinand VII en tant que roi absolu ouvrait un temps nouveau de contre-révolution aveugle et vindicative qui amena les libéraux à l’exil ou à la prison, et qui fit craindre le pire, même à ses alliés, qui durent laisser une partie importante de leurs troupes dans le pays pour aider la monarchie à contrôle la situation instable issue d’une restauration sans concessions ».

### La répression
La répression avait été commencée par la Junte provisoire et son successeur la régence, en créant divers organismes spécifiques (Superintendance de surveillance publique, corps des Voluntarios Realistas, Juntes d’épuration, paysans armés en Biscaye, etc.), couvrant la violence arbitraire des royalistes contre les libéraux. Comme l'a souligné Emilio La Parra, « la répression dans le territoire contrôlé par la régence fut extrêmement dure et indiscriminée ». La première mesure formelle que prit la régence fut de promulguer le 23 juin un décret qui inculpait pour lèse-majesté tous les députés qui avaient participé aux délibérations pour inhabiliter le roi — ce fut le « délit » au nom duquel le général et héros libéral Rafael del Riego fut pendu —, ainsi que la condamnation à mort des trois membres de la régence constitutionnelle qui avaient assumé ses pouvoirs lors du voyage de Séville à Cadix (Císcar, Valdés y Vigodet ; les trois sauvèrent leurs vies en s’exilant),,,. Presque au même moment, on mettait fin à la liberté d'expression instaurée par le Triennat par un ordre du juge des imprimeries qui déclarait : « Qu’aucun imprimeur n’imprime ou ne réimprime de livres, brochures, périodiques ou autres papiers de n’importe quelle classe, sauf les faire-part d'invitation, sans avoir au préalable de permis du conseil ou de ce tribunal ». Ces mesures répressives furent « accompagnées d’une campagne d’opinion qui codifiait comme délits infâmes presque tout ce qui dans le régime antérieur faisait partie du fonctionnement normal du système. Les clercs jouèrent un rôle très important dans la diffusion de l’idée de délit politique en appliquant de plus un jugement moral sur les actions des libéraux et en exigeant le châtiment correspondant ».
Dès que Ferdinand VII récupéra ses pouvoirs absolus le 1er octobre, à l’encontre de sa promesse de pardon et des conseils du duc d’Angoulême, la répression fut féroce et arbitraire, bien plus qu’en 1814, à la première restauration de l’absolutisme (es), entre autres raisons parce qu’il y avait en 1823 beaucoup plus de libéraux que neuf ans auparavant,,,. De fait, durant les années qui suivirent, les troupes françaises qui restèrent en Espagne en vertu de l'accord signé entre les deux monarchies intervinrent à de nombreuses occasions pour protéger la population à propension libérale du harcèlement et des excès répressifs de l’absolutisme. Le 7 septembre, dans une conversation privée le duc d’Angoulême avait avoué au général Miguel Ricardo de Álava, mandaté par le gouvernement constitutionnel pour accorder les conditions d’un cessez-le-feu, qu’il était nécessaire de « retenir Ferdinand, sans quoi il ne fallait rien espérer de bon de sa part » et que le « parti servile en général » (les absolutistes), sur lequel s’appuyait le monarque espagnol, « est le pire de la nation. Je suis habitué à leur impéritie et à leur immoralité. Les employés de la régence [absolutiste] ne font rien d’autre que d’essayer de volter et de faire des affaires » .

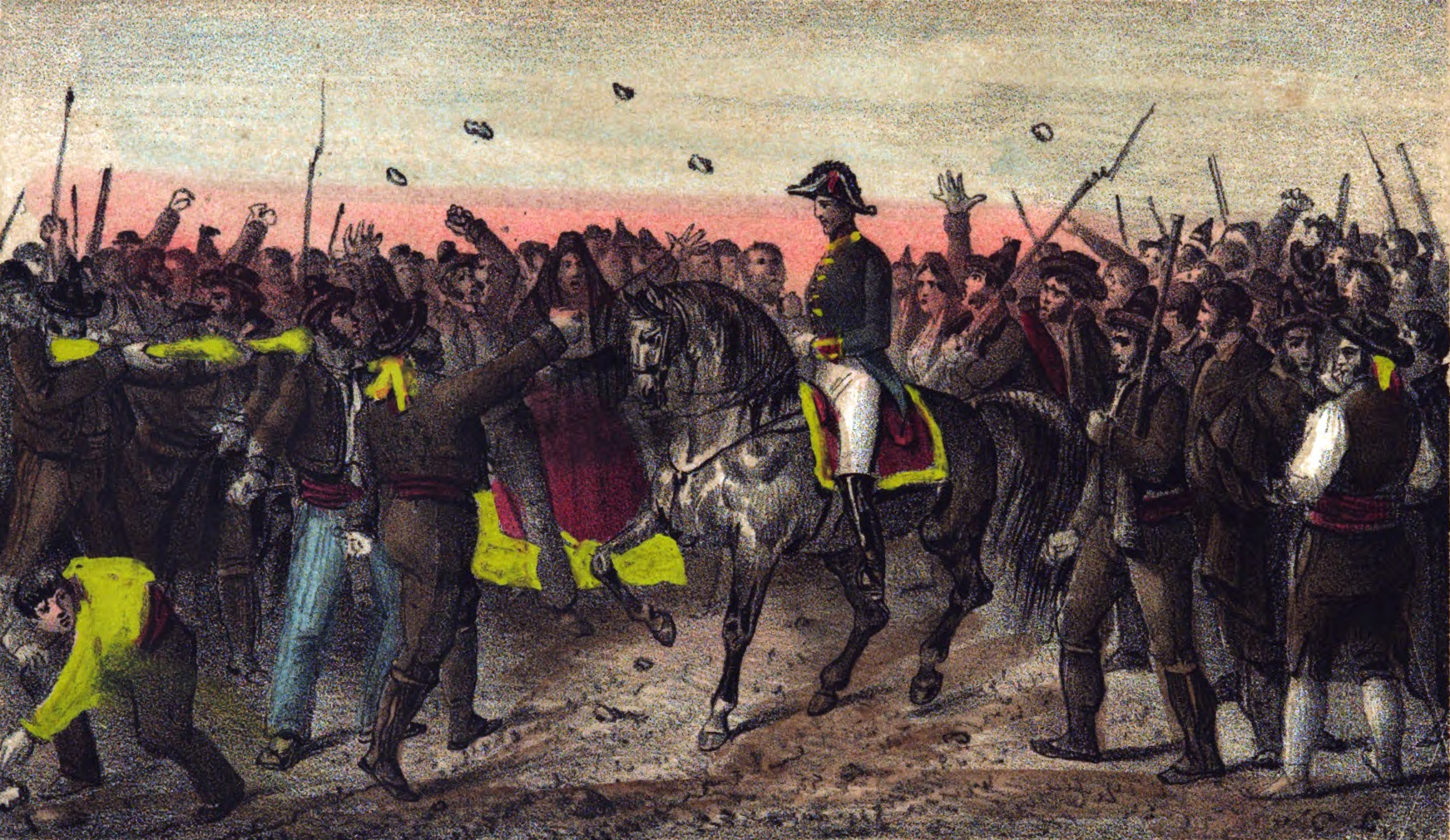
Lithographie de J. Donon représentant Rafael del Riego conduit par les royalistes à la prison de La Caroline.

Le symbole de la dure répression menée par Ferdinand VII fut la pendaison sur la plaza de la Cebada (es) de Madrid du général Rafael de Riego, icône du libéralisme, le 7 novembre 1823,. Un autre exemple fut celui de Juan Martín Díez « El Empecinado » (« L’Obstiné »), guérillero et héros de la guerre d'indépendance, qui passa plus de vingt ans en prison dans des conditions inhumaines jusqu’à ce qu’il fût pendu le 19 août 1825 après un procès fantoche,,. Le procura affirma qu’il avait commis tant de crimes que « ne suffiraient pas de nombreux jours et volumes » pour les recueillir, mais il fut condamné à mort pour un seul : l’« horrible attentat commis par ce criminel comme député des dénommées Cortès, votant le transfert du roi notre seigneur et sa royale famille à […] Cadix ». L’exécution de Rafael del Riego, « le Washington espagnol » leva une vague d’indignation dans toute l’Europe — à Londres, on proposa de lui ériger un monument et l'activiste John Cartwright dit de lui qu’il représentait mieux que n’importe quoi « la cause commune de l’humanité » —. Sur le plan interieur, « si le pronunciamiento de Riego en janvier 1820 avait ouvert cette période de trois ans de régime constitutionnel, son exécution à Madrid, sur la plaza de la Cebada, le 7 novembre 1823 symbolisa la fin de cette expérience révolutionnaire et le commencement de la seconde restauration absolutiste ».
Selon Josep Fontana, Ferdinand VII ne voulut pas rentrer à Madrid tant que Riego n’avait pas été exécuté. Bien que suivant le même trajet, il mit deux fois plus de temps pour faire le voyage du retour depuis Cadix, car il décida de rester quinze jours à Séville, du 8 au 23 octobre. Dans son journal, le roi nota avec satisfacation que parmi les assistants au baisemain de La Carolina se trouvaient « le curé et le maire d’Arquillos, avec les trente individus qui avaient pris Riego ». Le roi fit son entrée à Madrid le 13 novembre, six jours après la pendaison de Riego, monté sur un « char triomphal » tiré par « 24 hommes vêtus à l’ancienne manière espagnole et 24 volontaires royalistes ».

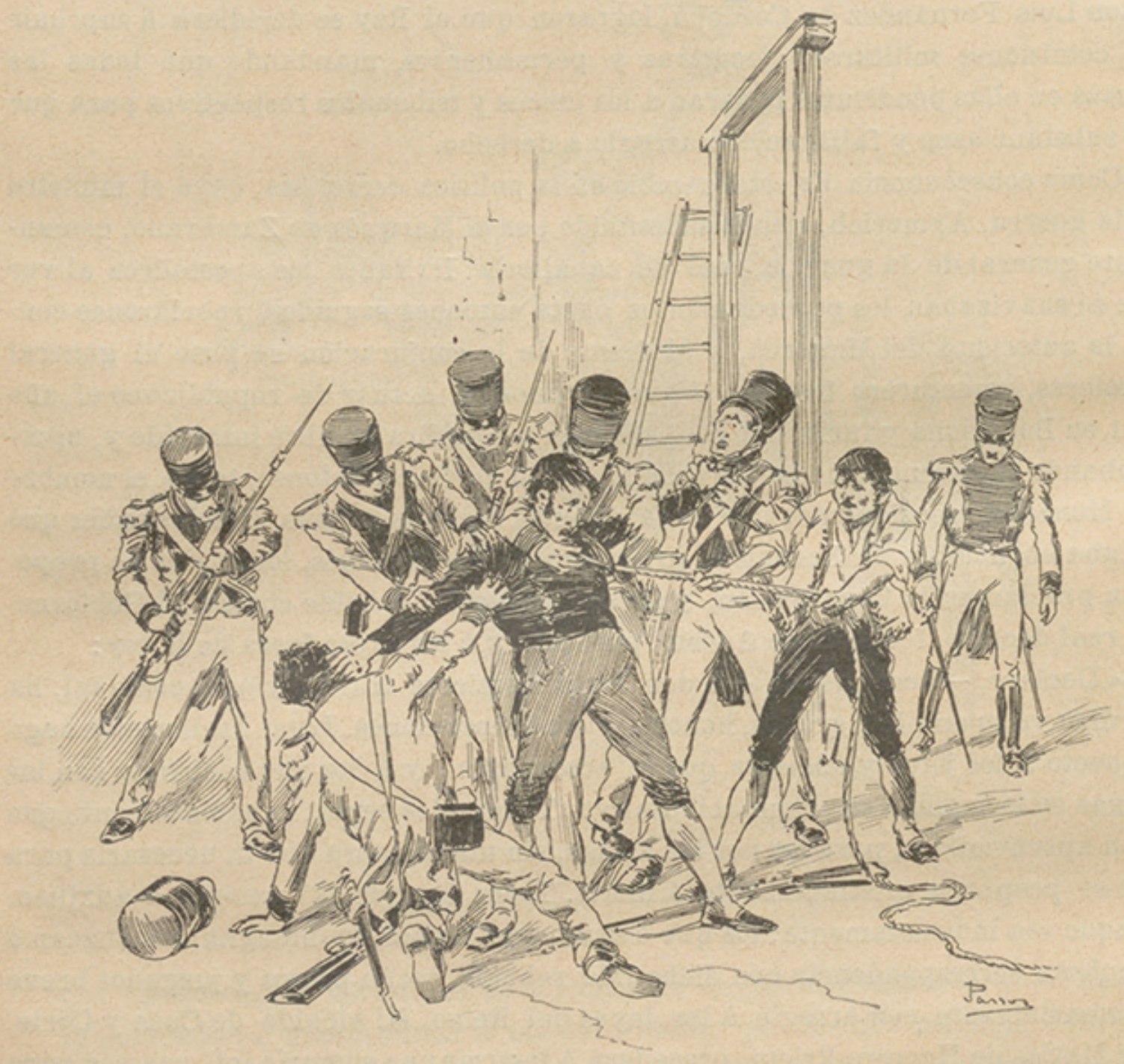
Représentation de l’exécution de Juan Martín Díez le Têtu, dans le livre Historia de España en el siglo XIX (1902).

Un autre exemple illustratif de la dureté de la répression fut celui de Juan Martín Díez « El Empecinado » (« L’Obstiné »), guérillero et héros de la guerre d'indépendance, qui fut surpris le 21 novembre 1823 par les volontaires royalistes à Roa, puis amené par le maire prisonnier attaché à la queus de son cheval. Il passa plus de vingt ans en prison dans des conditions inhumaines jusqu’à ce qu’il fût pendu le 19 août 1825 après un procès fantoche,,,.
Un mois avant la détention d’El Empecinado avaient été décrétées des peines de mort et de prison pour ceux qui s’étaient déclarés partisans de la Constitution de 1812. Des commissions chargées de purger l’administration de l'État ou l’Armée de ceux qui s’étaient manifestés en faveur du régime constitutionnel ou contre le régime absolu furent mises en place rapidement après la restauration de l’absolutisme,. De même, dans quelques diocèses furent créées des Juntes de la foi (es), qui assumèrent une partie des fonctions et méthodes de l’Inquisition, qui ne fut pas restaurée en dépit des pressions des « ultra-absolutistes ». Une de leurs victimes fut le maître d’école déiste valencien Cayetano Ripoll, accusé d’être un « hérétique entêté » (« hereje contumaz ») et exécuté le 31 juillet 1826. Afin de centraliser la répression et éviter les « excès populaires » fut créée en janvier 1824 la Superintendance générale de la Police (es) — premier corps de police créé en Espagne —, qui assuma également le contrôle idéologique autrefois exercé par l’Inquisition. Des comités d’épuration pour les fonctionnaires de l’administration de l’État furent mis en place dès la régence ; environ 2 500 personnes en furent expulsées, certaines s’étant déjà exilées, et de nombreux autres furent rétrogradés en raison de leurs sympathie ou collaboration supposée avec le régime libéral. Des comités militaires furent également établis — chargées de poursuivre le banditisme et ceux qui se seraient manifestés, en mot ou en acte, contre le régime absolu ou en faveur du constitutionnel —, qui dictèrent 152 condamnations à mort — certaines, dont une femme, car les accusés avaient crié « Mort au roi et vive Riego ! » ou « pour l’atroce et affreux délit d’avoir chanté des chansons révolutionnaires » — et des peines arbitraires comme celle d’une femme condamnée aux galères car elle avait chez elle un portrait de Rafael del Riego, alors qu’aucune loi ne l’interdisait — il y eut également des condamnaton à de la prison ou des galères sans preuves, seulement par « soupçons » —. Des Comités de foi (es) (« Juntas de Fe ») assumèrent une partie des fonctions de l'Inquisition espagnole, qui ne fut pas restaurée malgré les pressions des « ultra-absolutistes ». Un diplomate français les qualifia de « redoutables tribunaux, dont le titre par lui seul semblait imaginé pour inspirer la terreur » (l’une de ses victimes serait le maître valencien Cayetano Ripoll, exécuté pour hérésie). Les libéraux furent victimes de violences gratuites et de cruauté de la part de certains hommes des classes populaires, échauffés par le discours de l’Église, avec la complicité des autorités absolutistes.
Le clergé libéral — voire celui qui simplement ne s’était opposé au régime constitutionnel — fut une autre victime d’une répression qui fut surtout menée par l’Église elle-même. Le 6 octore, le gouvernement mené par le chanoine de Tolède et ancien confesseur du roi Víctor Damián Sáez avait ordonné la célébration dans toutes les localités de la monarchie de solennelles cérémonies religieuse « dédommagement au Saint-sacrement » pour effacer « l’horrible souvenir des sacrilèges et outrages que l’impiété avait osé commettre contre le Suprême Créateur de l’univers ». Pour leur part, les évêques ordonnèrent des enquêtes pour déterminer la conduite des clercs de leurs diocèse durant le Triennat et encouragèrent les prêtres à dénoncer leurs camarades. Les accusés d’être « libéraux » ou « contaminés » de libéralisme furent reclus dans des monastères dans de très dures conditions ou dans des prisons ecclésiastiques (à Valence, par exemple, quatre d’entre eux fonctionnèrent) ou envoyès à des présides. Josep Fontana que parmi les clercs victimes de purges figurait « la partie la plus ilustrada de l’Église ».
La pression des puissances européennes obligèrent Ferdinand VII à décréter le 11 mai 1824 « grâce et pardon général » mais cette amnistie incluait tant d’exceptions que dans la pratique elle supposait la condamnation de tous ceux que ces dernières incluaient, si bien qu’elle eut en définitive un effet contraire à celui qu’on était en mesure d'attendre, de nombreuses personnes qui jusqu'alors se croyaient en sécurité abandonnant l’Espagne après sa promulgation — ce fut par exemple le cas du général Francisco Ballesteros qui jusqu’alors avait résidé à El Puerto de Santa María, zone sous contrôle français —. De plus, les exceptions incluaient le fait de s'être exilé hors du pays, qui était interprété comme un aveu de culpabilité,,.
En septembre 1824, le gouverneur du conseil de Castille justifia devant l'ambassadeur français la répression et l'absence de pardon pour les libéraux en affirmant « L’on avait jamais vu qu’un révolutionnaire espagnol se corrigeât et que, par conséquent, il était dangereux de leur pardonner ; qu’il était opportun de les expulser, comme les Morisques, après avoir vu que les capitulations et l’indulgence les rendait encore plus malveillants ».

### L’exil
Comme en 1814, la très dure répression menée contre les libéraux provoqua l’exil d’un grand nombre d’entre eux. Il s’agit du plus grand exil politique survenu dans l’Europe de la Restauration (es). Les estimations font état d’entre 15 000 et 20 000 exilés, dont les principales destination furent la France — qui en accueillit environ 77 % —, l’Angleterre — environ 11 % —, Gibraltar et le Portugal,,. De nombreux libéraux avaient été emmenés en France comme prisionniers de guerre — une bonne partie d'entre eux étaient des soldats et sous-officiers de l'armée espagnole et membres de la Milice nationale —, mais après la fin de leur captivité en 1824, la majorité préféra rester là-bas et ne pas rentrer en Espagne. L’Angleterre accueillit la majorité de ceux qui avaient exercé des fonctions publiques dans l’État constitutionnel — députés, secrétaires d’État, chefs politiques, , etc. —, ainsi que des officiers et chefs de l’armée, des journalistes, intellectuels et autres membres remarquable de la classe moyenne ilustrada et libérale, si bien que l’épicentre politique et culturel de l’exil se situa là-bas — c’est là que furent organisés les conspirations visant à renverser l’absolutisme —, tandis qu’en France se trouvaient les secteurs plus populaires.

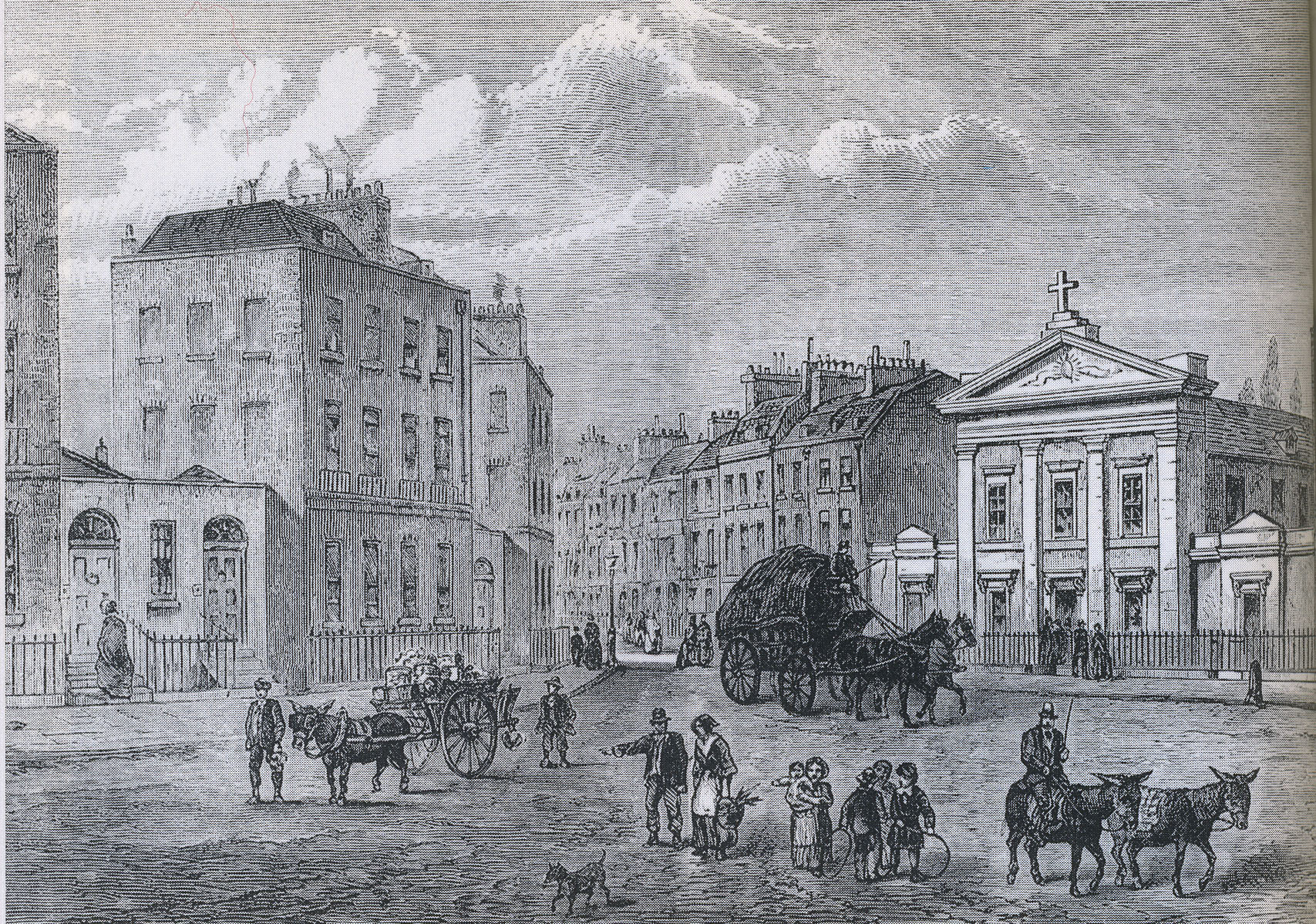
Quartier londonien de Somers Town en 1850, où s’installèrent la majorité des familles libérales exilées.

En Grande-Bretagne, spécialement dans les secteurs sociaux qui sympathisaient avec les whigs ou les radicaux — très critiques envers la politique de non intervention adoptée par le gouvernement tory, qu’il accusait d’être un complice de l’invasion française de l’Espagne —, il y eut une mobilisation pour venir en aide aux exilés espagnols, avec lesquels ils considéraient que leur pays avait une dette. Ils formèrent différents Spanish Commitee (« Comités espagnols »), pas seulement dans la capitale, pour recueillir des fonds par le moyen de souscriptions publiques et de donations de personnes aisées ou d’importantes personnalités comme l’économiste David Ricardo ou le philosophe Jeremy Bentham et mêmes de quelques périodiques comme The Times ou The Morning Post. Profitant de la généreuse législation britannique concernant les étrangers, la majorité des près de mille familles espagnoles — pour la plupart appartenant à l'élite libérale — s’installèrent dans le quartier londonien de Somers Town. Lorsque les apports des comités d'aide commencèrent à se faire rare, on obtint du gouvernement tory l’approbation de la concession d’une pension aux exilés qui avaient combattu dans la guerre d’indépendance espagnole — là-bas nommée « Peninsular War » —, dont la gestion fut confiée au duc de Wellington, commandant des forces britanniques dans cette guerre. En décembre 1824 fut fondé à Londres un nouveau comité qui incluait des Espagnols et des Italiens, le City Commitee for the relief of the Spanish and Italian refugees qui, afin de recueillir des donations, fit appel à des raisons patriotiques et chrétiennes plus qu’idéologiques, comme l’avaient fait les premiers comités. Toutefois, les aides économiques furent toujours insuffisante si bien que la majorité des réfugiés espagnols « vécut son exil dans des conditions proches de la misère, spécialement à mesure que celui-ci s’allongeait et que la solidarité initiale s’épuisait ». Thomas Carlyle fit référence aux « tragiques figures » des « étrangers espagnols […] qui végétaient à Somers Town », qui « parlaient peu ou pas du tout anglais », « ne connaissaient personne » et « ne pouvait être employés nulle part ». Leur engagement politique ne disparut pas néanmoins, et ils éditèrent plusieurs périodiques comme le modéré Ocios de Españoles Emigrados ou l’exalté El Español Constitucional. En janvier 1827 fut créée à Londres la Junta directiva del alzamiento de España (« Junte directive de soulèvement de l'Espagne ») présidée par le général José María Torrijos, après qu’Espoz y Mina rejeta d’y participer, bien que sans abandonner ses propres plans d’insurrections.

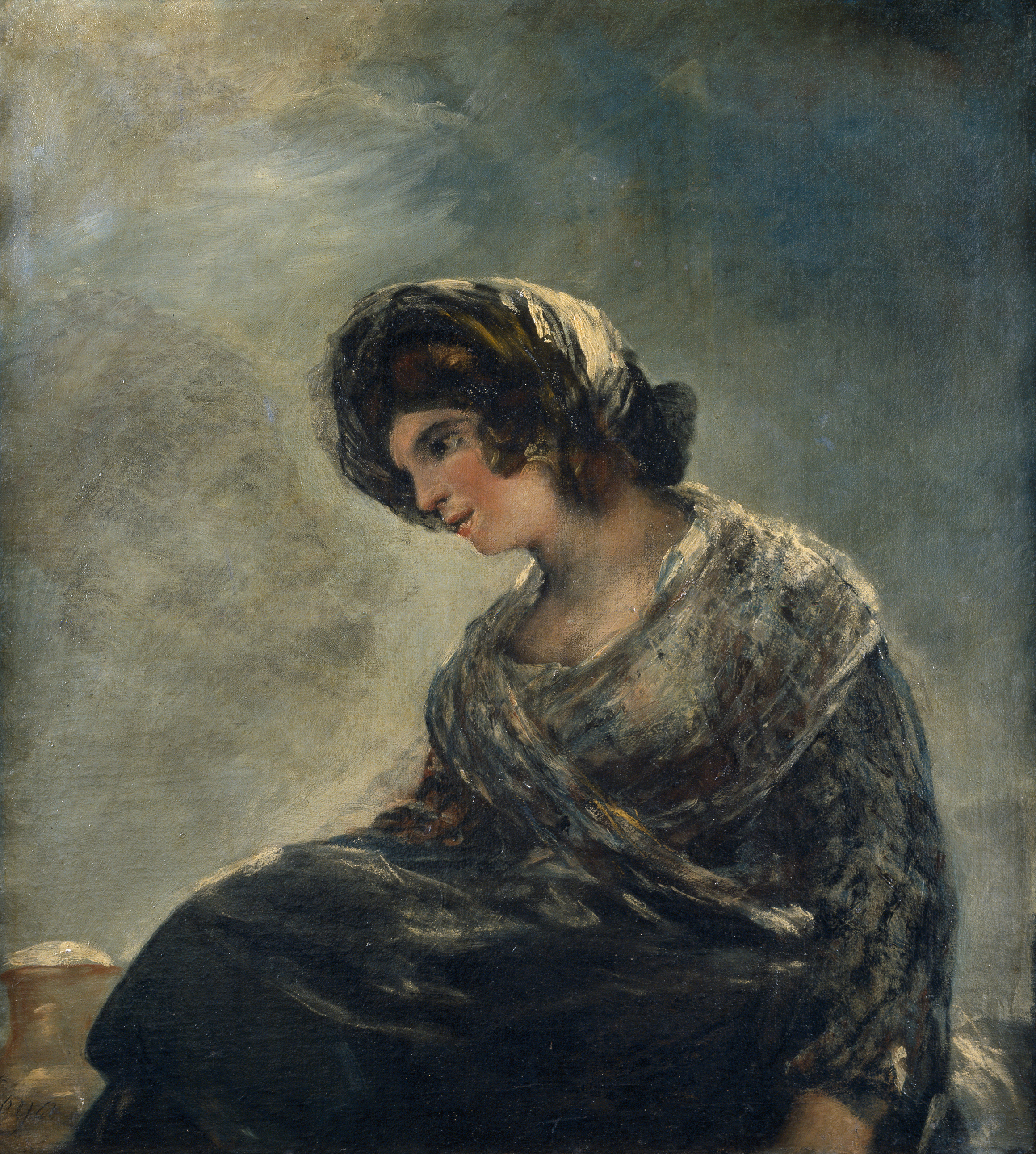
La Laitière de Bordeaux (1827) de Francisco de Goya. En 1824 Goya s’exila à Bordeaux, en France, où il mourut cinq ans plus tard.

En France, qui reçut la plus grande partie des émigrés (environ 77 %), la situation des exilés libéraux espagnols fut l’inverse de celle de la Grande-Bretagne : le gouvernement les surveilla et les contrôla constamment et dans la société civile, dont les libertés étaient très limitées, ne surgit aucun mouvement de solidarité avec eux. La majorité étaient des militaires qui avaient préféré profiter des conditions que leur offraient les capitulations plutôt que rester en Espagne, par craindre des représailles des absolutistes. On calcule qu’environ 12 000 hommes, dont 1 500 officiers, étaient passés en France de cette manière. Ils furent installés dans des « dépôts » sous le contrôle du gouvernement où ils étaient obligés à résider s’ils voulaient recevoir les subsides que l’État français avait assignés aux officiers (qui étaient les plus surveillés, car on craignait leurs « opinions révolutionnaires les plus exaltées », lisait-on dans un rapport). Après l'approbation de l'amnistie par Ferdinand VII en mai 1824, la majorité des officiers étaient exclus (mais pas les simples soldats, dont plus de 5 000 revinrent en Espagne). Les officiers purent abandonner les « dépôts » mais restèrent sous surveillance — la crainte des autorités qu'ils collaborent avec l’opposition libérale interne ou l'encouragent persistait — et ils perdirent le subside qu’ils recevaient lorsqu’ils cessèrent d’être des prisonniers de guerre. Un grand nombre d’entre eux vécurent désormais dans des conditions misérables et seulement à partir de la fin de 1829 ils reçurent de nouveau des subsides après les avoir réclamés avec insistance au cours des années antérieures. Après le triomphe de la révolution de juillet 1830 en France, les exilés libéraux espagnols reprirent avec force l'activisme politique.
D’autre part, l’exil espagnol, avec les exils napolitain, piémontais et portugais (bien que dans une moindre mesure), « fut central pour le développement d’une police libérale européenne. Apparemment de façon paradoxale, la défaite du constitutionnalisme méridional en 1821-1823 renforça le libéralisme européen au cours des décennies suivantes. L’exil facilita le contact entre libéraux de plusieurs pays et la formation de réseaux internationaux qui maintinrent vif l’engagement politique avec les victimes de représailles ». C’est ainsi qu’apparut un « internationalisme libéral » dans lequel les libéraux exilés et leur expérience du Triennat jouèrent un rôle de premier plan.
Les exilés libéraux purent commencer à rentrer en Espagne après l’approbation d’une première amnistie en octobre 1832, alors que Ferdinand VII était encore en vie, adoptée sur l’initiative de son épouse Marie-Christine de Bourbon-Siciles, et des absolutistes « réformiste », mais incluait de nombreuses exceptions, si bien que le retour définitif ne se produisit qu’après l’approbation d’une deuxième loi d’amnistie en octobre 1833, un mois après la mort du monarque, qui fut élargie en février 1834, après l’arrivée au gouvernement du libéral modéré Francisco Martínez de la Rosa, qui avait déjà dirigé le gouvernement au cours du Triennat libéral.

## Visions du Triennat dans l’historiographie
L’historien Josep Fontana fait cette appréciation du Triennat libéral :

« L’image globale que nous donnent ces trois années est celle d’une révolution frustrée. Elle fut faite par des gens qui souhaitaient transformer le système depuis le haut, en convainquant les classes dominantes des avantages qui, à moyen terme, allait leur offrir le programme de réformes constitutionnel, pendant que le peuple était maintenu à la marge de la vie politique. Le calcul fut erroné, puisque les privilégiés ne se laissèrent pas convaincre et n’abandonnèrent pas leur hostilité envers le régime, tandis que la timide conduite des gouvernements libéraux les empêcha de gagner le soutien des opprimés du vieux système. Ces échec fut particulièrement grave en ce qui concerne les paysans […]

Et ainsi arriva le moment final où les généraux qui commandaient l’armée qui devait s’opposer à l’invasion — modérés comme Morillo ou Ballesteros, ou transfuges de toutes les causes, comme le comte de La Bisbal — préférèrent livrer le pays aux Français, plutôt que de tolérer le processus de radicalisation révolutionnaire qu’ils semblaient remarquer autour d’eux. […] Un Allemand qui fut témoin de l’effondrement du régime constitutionnel espagnol (Viktor Aimé Huber) nous a laissé un diagnostic précis : « La révolution en Espagne fut faite sans le concours de la masse du peuple. Le premier soin de tous les étatistes qui se mirent à la tête du mouvement constitutionnel fut d’éviter et d’empêcher tout ce qui aurait pu exciter vivement les passions de la multitude. Et, toutefois, ces passions, et l’énergie générales qu’elles auraient produites, étaient tout ce qui pouvait défendre l’Espagne des baïonnettes étrangères » »

Pour leur part, les historiens Ángel Bahamonde et Jesús Antonio Martínez en font le résumé suivante :

« il se prolongea seulement pendant trois ans […] renversé à nouveau par une invasion, également française, cette fois contre-révolutionnaire. Mais également, la période libérale s’éteint à cause de sa faiblesse, comprise comme un degré d’appuis sociaux insuffisants qui ne correspond pas encore à sa force et à sa conviction doctrinale. Ainsi, cette faiblesse est inverse de celle de l’État absolu, c’est-à-dire, non comme conséquence d’une crise irréversible, mais d’un manque de maturité, en dépit du fait que c’est précisément durant le Triennat que l'opinion libérale commence à prendre corps dans un peuple libéral urbain qui acquerra sa configuration définitive dans les années 30 […].
L’invasion extérieure de 1823 mit fin au régime libéral avec la même passivité dans le pays que celle avec laquelle il avait commencé, en agissant sur un système libéral qui avait déjà commencé à se désagréger, pas nécessairement dans ces principes doctrinaux, mais en tout cas en ce qui concerne les stratégies et le contenu de la révolution, et que conventionnellement on appela « modérés » et « exaltés ». »

Juan Pablo Fusi fait un constat similaire :

« La seconde expérience révolutionnaire espagnole fut un échec, un nouveau mirage, si l’on veut, du libéralisme espagnol. Ceci étant dit, la raison ultime de l’échec (et de la destruction par la force) résida dans la faiblesse de la base sociale et politique sur laquelle s'appuyait le régime constitutionnel. Il n’y eut pas de résistance populaire lorsque, en avril 1823, de troupes françaises […] entrèrent en Espagne et mirent fin à cette expérience. Dans une bonne mesure, et cela est important, l’échec du Triennat constitutionnel fut précipité par les contradictions internes du régime elles-mêmes, dérivées en premier lieu de la Constitution de 1812 elle-même à présent restaurée. Car le texte constitutionnel, admirable pour sa signification historique, politique et même morale, conduisait dans la réalité à la création d’un système politique impraticable, à une espèce de monarchie républicaine et d’assemblée. La Constitution, en effet, octroyait en théorie le pouvoir exécutif au Roi, mais faisait du monarque et du gouvernement un pur exécutif des décisions des Cortès ; […] la Constitution, de plus, ne donnait pas de solution une question si essentielle que le rôle du Roi dans l'ordonnancement politique. C’est précisément de là que dérivèrent les premières et plus graves tensions. […]
Les contradictions du régime constitutionnel furent également dues à la situation créée par le pronunciamiento de 1829, qui avait débouché sur une situation de dualité de pouvoir : l’armée de Riego, les sociétés patriotiques et les sociétés secrètes (franc-maçons, comuneros, charbonniers) se constituèrent comme dépositaires de la légitimité révolutionnaire dans une sorte de contrepouvoir radical face au Roi, au gouvernement et, après les élections de juillet 1820, face aux Cortès elles-mêmes (à majorité modérée). Malgré la politique progressive de réformes de ces dernières et le fait que le gouvernement de Pérez de Castro inclut des mesures indubitablement radicales — comme le désamortissement de biens ecclésiastiques, la suppression des ordres monastiques, la réforme des ordres réguliers et la suppression des majorats —, le secteur extrêmiste de la révolution opta pour provoquer le débordement du processus politique et radicaliser ainsi les objectifs et réalisation de la révolution. »

Pedro Rújula et Manuel Chust affirment quant à eux :

« Nouvelles lois, nouvelles institutions, nouvelles normes, nouveaux protagonistes, nouvelles relations […]. Tout cela fut condensé en un temps critique, intense et extrêmement bref comme le fut le Triennat libéral. Mais ce fut un temps aussi dynamique que contradictoire, aussi explosif que rétroactif […]. La toile de fond de ces années fut la guerre […] La divergence radicale dans la définition des modèles politiques et nationaux à appliquer et sur les formules pour articuler les intérêts face au futur furent accompagnés de la guerrre civile. […]
Le Triennat libéral ne fut pas un « échec » (comme le répétèrent inlassablement les contre-révolutionnaires contemporains) ni la Constitution de 1812 un texte avec des idées « étrangères » déconnectées de la réalité « espagnole ». 1823 démontra que le régime libéral fut vaincu par les armes depuis l’extérieur en connivence avec un roi qui, sans les richesses d’Amérique, enleva son masque constitutionnel. […]
Les historiographies progressistes se montrèrent déçues par la faible portée révolutionnaire des mesures prises les libéraux durant la période constitutionnelle, et en arrivèrent à identifier « modérantisme libéral « et « contre-révolution ». Une analyse moins idéologique et plus proche des faits nous révèle une image différente : celle d’une période de manifeste modernité et d’une grande maturité politique. […] Il faut revenir — ou aller — aux sources primaires de façon critique […]. Leur lecture et interprétation peuvent nous donner une autre dimension du Triennat libéral. Et au passage, le racheter de l’injuste carrefour où durant des décennies il fut casé dans l’Histoire de l’Espagne, entre l’interprétation conservatrice d’un échec infâme et l’échec mélancolique et pessimiste d’une révolution trahie et inachevée du progressisme. […]
Le futur du régime constitutionnel n’était pas écrit dans ses origines, mais son histoire fut ciselée jour après jour, en essayant d’élargir le consensus et de changer la réalité, combinaison qui n’était en rien facile, mais qui n’était pas, a priori, condamnée à l’échec. De fait, ce sera un facteur extérieur comme l’invasion française ce qui déséquilibrera les forces et provoquera la chute des libéraux. »

## Source
- (es) Cet article est partiellement ou en totalité issu de l’article de Wikipédia en espagnol intitulé « Trienio Liberal » (voir la liste des auteurs).